# Massif central
Pour les articles homonymes, voir Massif central (homonymie).
Le Massif central est un massif montagneux essentiellement hercynien qui occupe approximativement le centre en longitude de la moitié sud de la France métropolitaine. D'une surface de 85 000 km2, soit 15 % environ du territoire métropolitain, c'est le massif le plus vaste du pays. Le massif est d'altitude moyenne et ses reliefs sont souvent arrondis par l'érosion. Il culmine à 1 885 mètres au sommet volcanique du puy de Sancy (sud-ouest du Puy-de-Dôme). Dans l'ensemble, il s'est formé il y a 500 millions d'années, bien que les causses et surtout les reliefs volcaniques soient plus récents, ces derniers étant consécutifs à la formation des Alpes et des Pyrénées. Le Massif central abrite en effet l'essentiel des volcans français de métropole.
Les trois grandes agglomérations du Massif central, situées dans sa moitié nord, sont Clermont-Ferrand, Limoges et Saint-Étienne. Cette dernière est la plus grande unité urbaine du massif. Les autres villes importantes du massif sont Aurillac, Brive-la-Gaillarde, Cahors, Guéret, Mende, Millau, Montluçon, Moulins, Le Puy-en-Velay, Roanne, Rodez, Thiers, Tulle et Vichy.

## Toponymie
Le terme actuel de Massif central est récent. La notion apparaît dès 1841 sur les cartes géologiques de Pierre-Armand Dufrénoy et Élie de Beaumont. C'est le géographe et auteur de cartes murales scolaires Paul Vidal de La Blache qui baptise en 1903 Massif central ce « groupe de hautes terres ».
Cette appellation savante et celle de Plateau central ne correspondent donc ni à une vieille province comme l’Auvergne, les Cévennes ou le Limousin, ni à des dénominations réellement populaires. Les géographes du début du XXe siècle, pétris d’histoire et de « sciences naturelles », ont fini par les imposer, multipliant les images à destination du public (le « château d’eau de la France », sa « tête chauve » fortement déboisée, son « pôle répulsif » éparpillant ses émigrants vers les plaines riches). Bernard Debarbieux a rappelé en citant Olivier Poujol que par symbolisme, le Massif central s'est vu investi de l'« origine mythique du destin national », par processus d'attribution métaphorique de la « racine ».
Même si ce territoire n’offre guère d’unité humaine et demeure tiraillé entre influences diverses, parfois opposées, ces divers vocables ont été repris par des entreprises, des banques, des coopératives agricoles ou des administrations. Parallèlement, dès la fin du XIXe siècle, des associations ou amicales originaires du massif se sont constituées, d’abord à Paris, puis dans toute la France ; en se réclamant des hautes terres, elles ont renforcé leur identité. Pour autant, le massif n’a jamais constitué un tout politique, d’où les précautions des historiens tardant à lui accorder une attention spécifique, malgré les vieilles tentatives de la confédération arverne et la puissance évocatrice de cette image d’une « forteresse » stratégique au cœur de l’unité nationale. Unité administrative et unité économique lui ont toujours fait défaut. Tout au plus la littérature touristique a tenté de populariser ces moyennes montagnes.
Cependant, la loi montagne no 85-30 définit des périmètres de massif, dont le Massif central. Cet espace est doté d'une gouvernance spécifique, un comité de massif, et d'une planification stratégique, le schéma de massif. Au même titre que le Jura, les Vosges, les Pyrénées ou les Alpes, le Massif central peut donc rêver d'une plus grande visibilité comme espace de montagne.

## Géographie

### Situation

Carte de localisation départementale du Massif central.

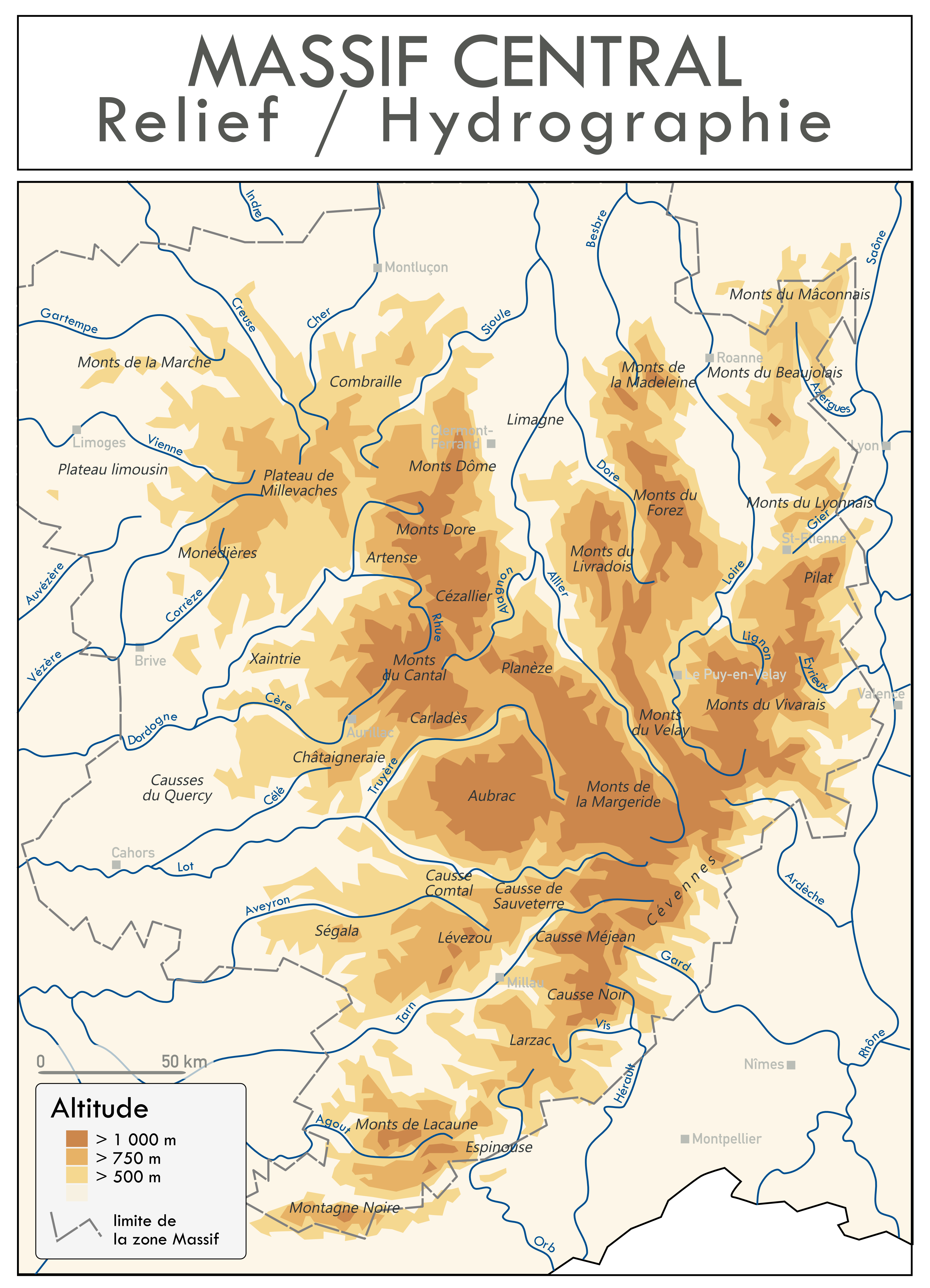
Carte du relief du Massif central (avec localisation de la zone de massif).

Géographiquement, le Massif central s'étend sur vingt-deux départements : l'Allier, l'Ardèche, l'Aude, l'Aveyron, le Cantal, la Corrèze, la Creuse, le Gard, l'Hérault, la Loire, la Haute-Loire, le Lot, la Lozère, le Puy-de-Dôme, le Rhône, la Saône-et-Loire, le Tarn, le Tarn-et-Garonne, l'Yonne, la Nièvre, la Côte-d'Or et enfin la Haute-Vienne. Dans chacun d'entre eux, l'altitude dépasse au moins une fois les 500 m. Géologiquement, le massif déborde de ces limites sur les départements de la Dordogne, de la Charente, de la Vienne, de l'Indre, du Cher, et quelques communes de la Haute-Garonne.
Jusqu'à sa fusion en mars 2014 avec le commissariat général à l'Égalité des territoires (CGET), la Délégation interministérielle à l'aménagement du territoire et à l'attractivité régionale (DATAR), organisme gouvernemental rattaché au Premier ministre, comprenait un commissariat à l'Aménagement, au développement et à la protection du Massif central, lequel était chargé depuis Clermont-Ferrand de mettre en place les politiques d'aménagement, de dynamisation et de développement du massif.
Désormais, c'est le Conseil national de la montagne (CNM), instance consultative présidée par le Premier ministre et composée notamment de parlementaires, de représentants des régions et départements, ainsi que de représentants des six massifs métropolitains, qui joue à la fois un rôle de veille et de force de proposition pour définir les objectifs de développement, d’aménagement et de protection de la montagne. Son secrétariat est assuré par le commissariat à l'égalité des territoires (CGET).
Onze départements sont situés entièrement dans le massif : l'Aveyron, la Lozère, le Cantal, la Haute-Loire, le Puy-de-Dôme, l'Allier, la Loire, la Creuse, la Haute-Vienne, la Corrèze, le Lot.
Délimitation de la zone Massif central comme l'entendait la DATAR
| Auvergne-Rhône-Alpes                                                                        | Bourgogne-Franche-Comté                                                               | Nouvelle-Aquitaine                | Occitanie |
| ------------------------------------------------------------------------------------------- | ------------------------------------------------------------------------------------- | --------------------------------- | --- |
| - Allier - Ardèche (portion) - Cantal - Loire - Haute-Loire - Puy-de-Dôme - Rhône (portion) | - Saône-et-Loire (portion) - Nièvre (portion) - Yonne (portion) - Côte-d'Or (portion) | - Corrèze - Creuse - Haute-Vienne | - Aude (portion) - Aveyron - Gard (portion) - Hérault (portion) - Lot - Lozère - Tarn (portion) - Tarn-et-Garonne (portion) |

La zone dite Morvan, qui regroupe des communes des quatre départements bourguignons, a été rattachée à la zone Massif central selon un décret de 2004 pris pour application de la loi montagne de 1985, donnant une entité d'environ 3,8 millions d'habitants et 4 072 communes.
L'association pour le développement industriel et économique du Massif central (ADIMAC) s'occupe du développement économique et industriel de la région. Depuis 2009, elle est incluse dans Macéo.
Même si elle exclut encore le Charolais à l’est et s’élargit sur la bordure aquitaine (Quercy) qui est extérieure à la stricte limite géologique, cette définition administrative est intéressante car elle englobe les zones de moyenne montagne et également tous les espaces qui leur sont contigus et dont les activités sont fortement interdépendantes. Cette approche politique relève à la fois d’une volonté de prise en charge des problèmes économiques de la montagne française et d’une reconnaissance des spécificités de ces espaces, qui demeuraient jusque-là à la marge des grands projets de développement. Ce texte juridique est également l’émanation d’une volonté des pouvoirs publics, de transférer une partie de leurs compétences et de financement aux responsables locaux.

### Orogenèse

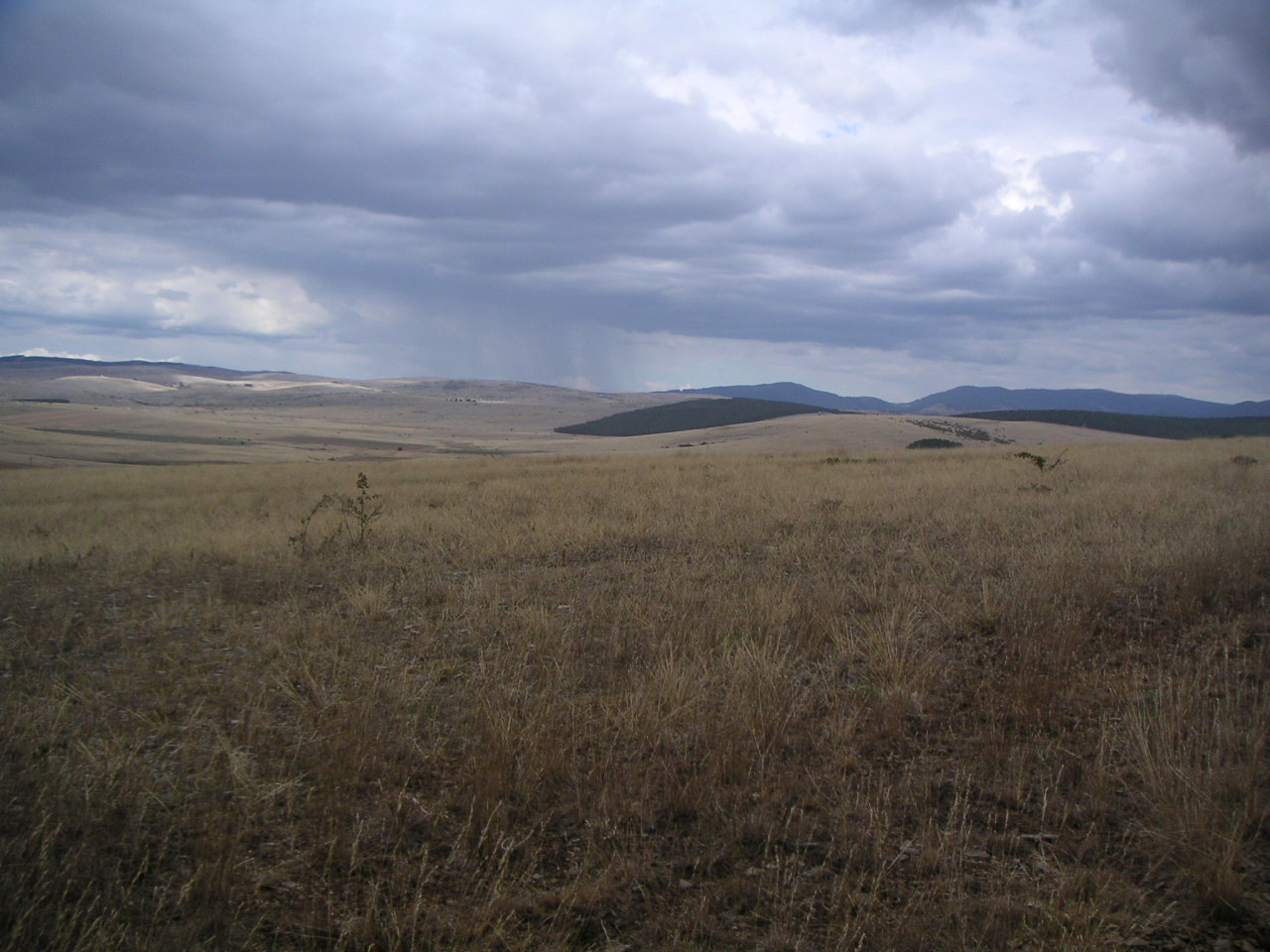
Le causse Méjean

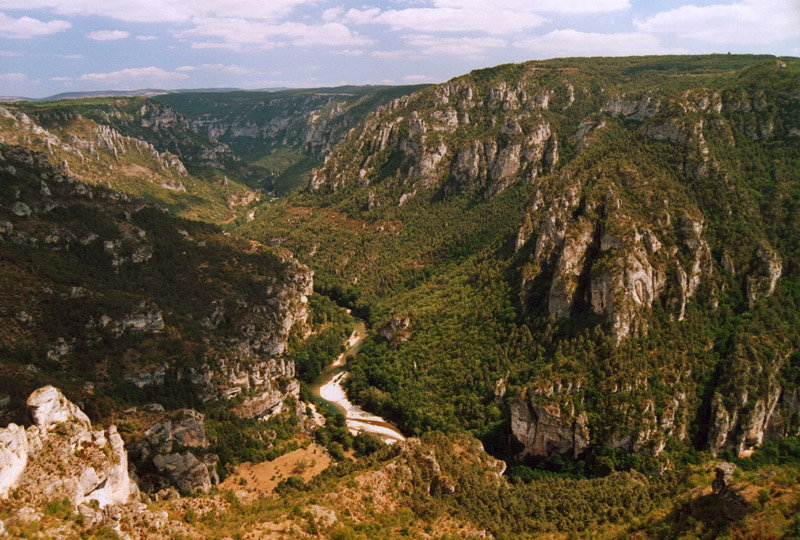
Les gorges du Tarn

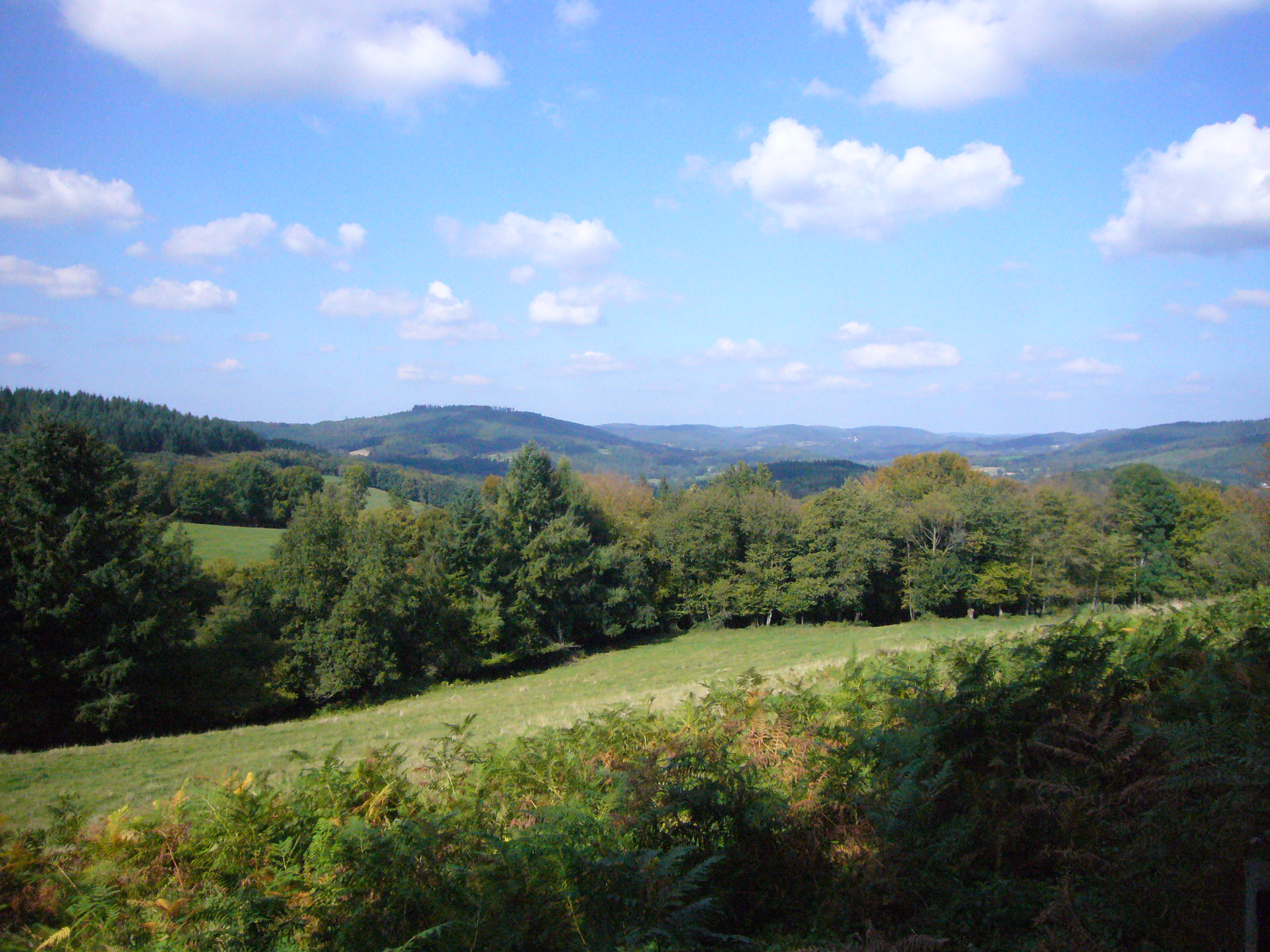
Un paysage de moyenne altitude (environ 600 m.) : le bas plateau de Millevaches

Le Massif central est un massif ancien de l'époque hercynienne essentiellement composé de roches granitiques et métamorphiques. Cet ensemble a été puissamment soulevé et rajeuni à l'est par la surrection des Alpes (Paléogène) et au sud par la surrection des Pyrénées. Le massif présente donc un profil fortement dissymétrique avec d'une part, de hautes terres au sud et à l'est dominant brutalement la vallée du Rhône et les plaines du Languedoc (hautes terres que l'on peut regrouper pour simplifier sous le vocable de Cévennes) et, d'autre part, la région du Limousin au nord-ouest, d'altitude beaucoup plus faible car ayant été moins soulevée, les Alpes et les Pyrénées étant plus éloignés. Toutefois, cette approche est assez schématique car le socle peut se retrouver localement à des altitudes élevées par le jeu des failles même en dehors des Cévennes et du Vivarais. C'est le cas en Margeride (1 551 m), au sud de l'Aubrac (1 469 m) ou dans les monts du Forez (1 631 m).
En effet, ce soulèvement du socle cristallin ne s'est pas fait sans heurt. De nombreuses cassures se sont produites ainsi que des effondrements le long de failles (graben). C'est ainsi par exemple qu'est née la plaine de Limagne. Ces fossés d'effondrement s'opposent aux blocs qui sont restés en hauteur (horst), par exemple les monts du Forez. Ces cassures ont également engendré de très nombreux phénomènes volcaniques qui se sont prolongés jusqu'à nos jours (en effet, les volcans de la chaîne des Puys n'ont que quelques milliers d'années, à commencer par le plus grand d'entre eux, le puy de Dôme). Tous les types de volcans sont représentés dans le Massif central (hawaïen, péléen, strombolien). Ils peuvent s'étendre sur de grandes surfaces et être géologiquement complexes (stratovolcan des monts du Cantal ou des monts Dore) ou au contraire former des reliefs isolés (ce sont alors souvent des volcans monogéniques, c'est-à-dire résultant d'une seule éruption), posés sur le socle cristallin (volcans de la chaîne des Puys, du Velay, du Devès).
On peut aussi trouver de grands plateaux basaltiques (Aubrac, Cézallier), conséquences d'un volcanisme plutôt de type hawaïen (lave fluide s'étendant sur de grandes surfaces). Le volcanisme dans le Massif central peut donc prendre des formes très variées. Une autre singularité du massif tient à la présence au sud de grands plateaux calcaires, les causses, formés pour l'essentiel au Jurassique et exondés à l'ère tertiaire par un jeu de failles, entrecoupés de gorges très profondes, qu'on peut qualifier de canyons (gorges du Tarn).
Ainsi, la complexité de l'histoire géologique du Massif central et la grande variété de roches que l'on y trouve expliquent la grande variété des paysages que l'on y rencontre.

### Topographie
Constitué au Paléozoïque, le Massif central est le quatrième massif le plus élevé de France métropolitaine, après les Alpes, les Pyrénées et la Corse.
Le Massif central résume bien à lui seul la plupart des formes topographiques. En effet, ce vaste plateau de moyenne altitude est à la fois incliné du sud-est (plus de 1 500 mètres) vers le nord-ouest (300 à 400 mètres dans le Bas-Limousin), dénivelé par des failles, aéré par des bassins d’effondrement, entaillé par des gorges étroites et couvert de volcans.

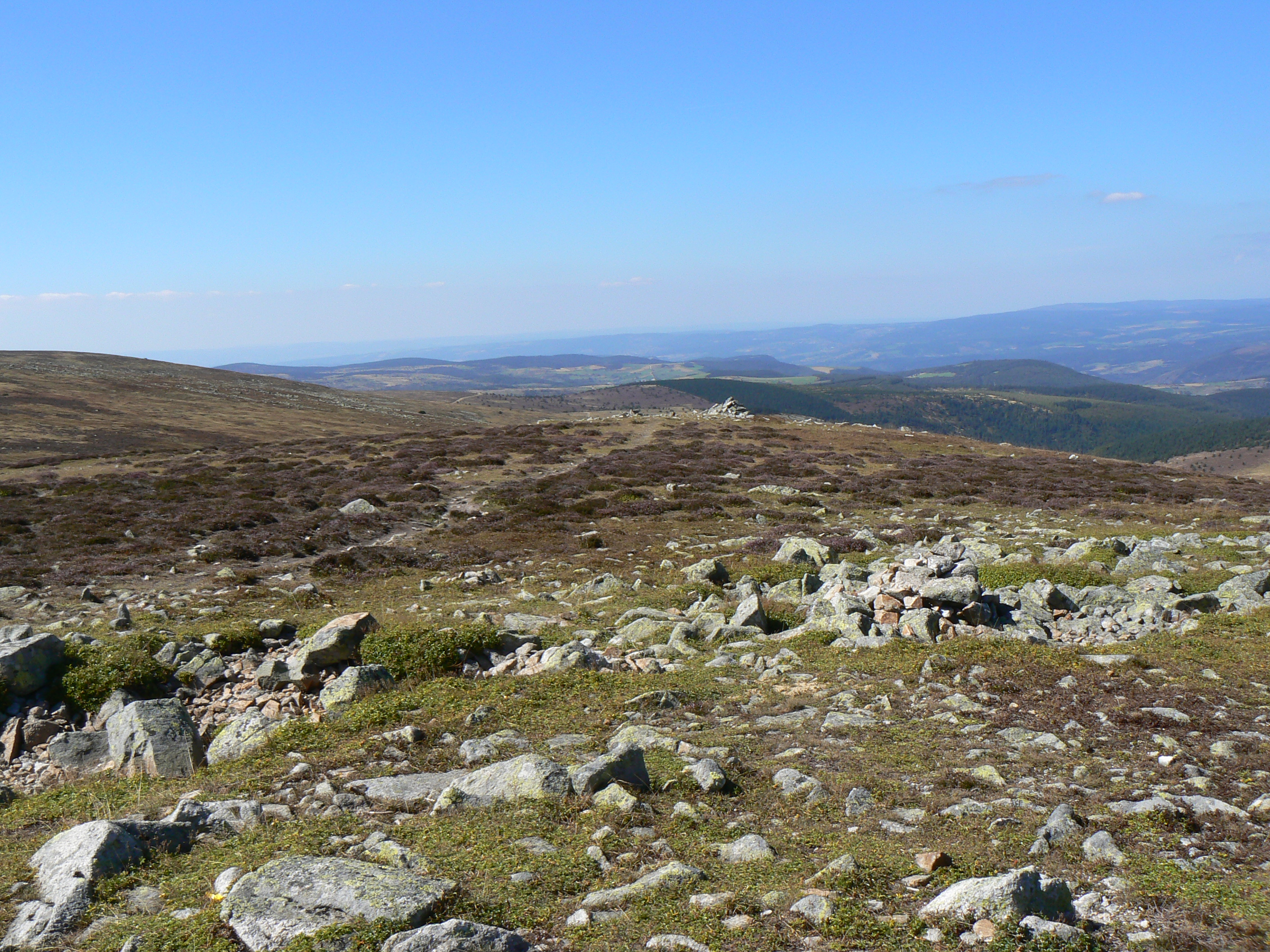
Mont Lozère : le sommet de Finiels.

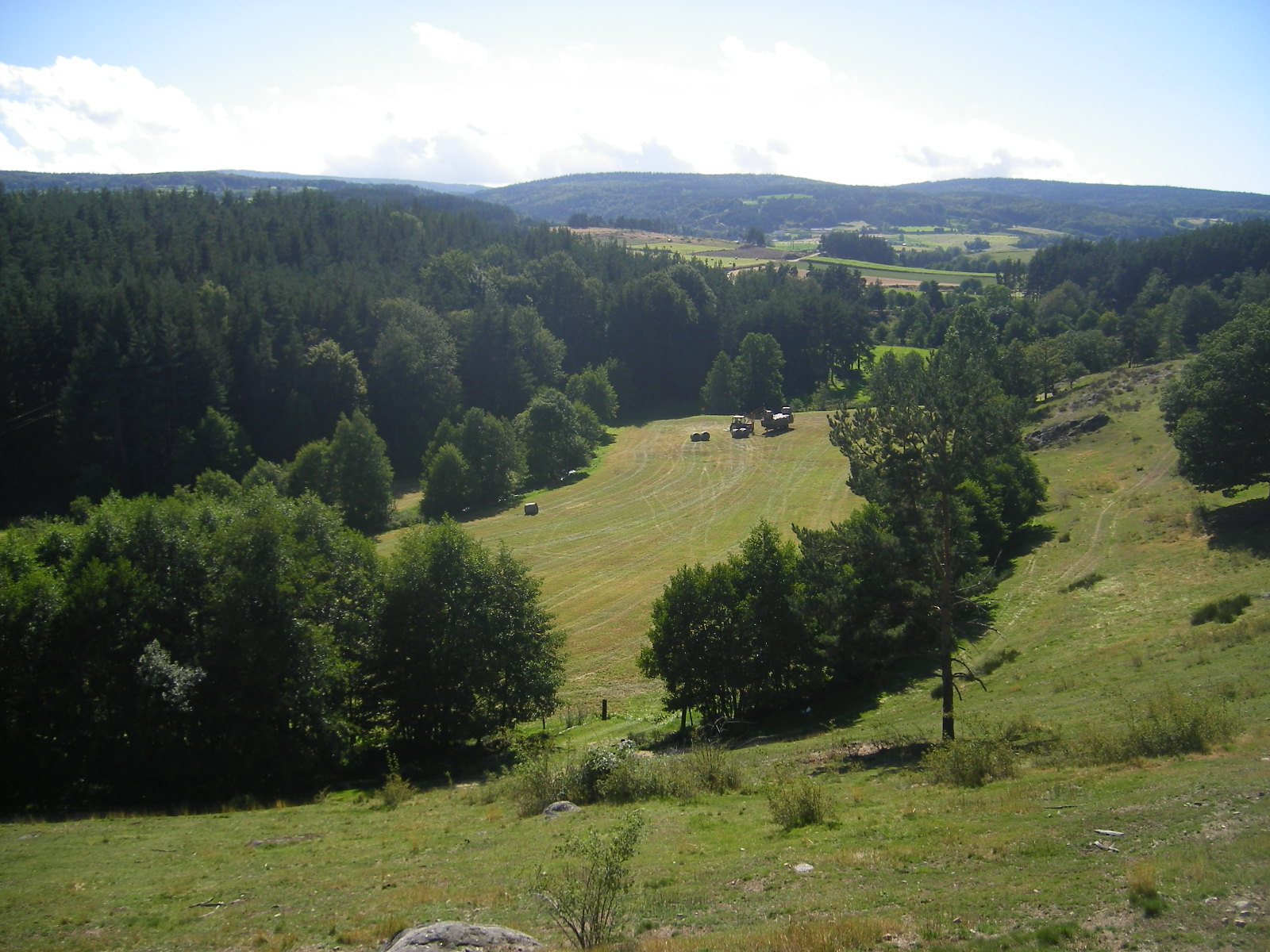
La Margeride près de Saugues, en Haute-Loire.

Les plateaux où dominent les roches du socle, celles de la profondeur de l’édifice hercynien (granites, gneiss, schistes), sont les plus vastes. Ils ont été érodés, donnant des arènes sablonneuses et quelques chaos de blocs ébouleux (Sidobre, Margeride et mont Lozère), certains ayant même été englacés au Quaternaire comme la petite Artense à l’ouest des monts Dore ou les Hautes Chaumes du Forez. Alors que dans le Limousin et le Morvan, les plateaux sont peu bousculés avec des hautes terres vallonnées (la « Montagne » ou plateau de Millevaches vers 900 mètres d'altitude) entourées par des gradins inférieurs (500 mètres), creusés de vallées et excavés d’alvéoles. Au contraire, dans le sud et vers l’est, ce « socle » se relève sensiblement avec d’admirables paysages (1 211 mètres dans la montagne Noire, 1 270 mètres dans les monts de Lacaune, 1 699 mètres au mont Lozère, 1 565 mètres au mont Aigoual, 1 631 mètres dans les monts du Forez). Il domine les bassins et gorges de l’Allier, de la Truyère, de la Dore ou de la Loire par des hautes terres (monts du Forez, Livradois, Devès, Margeride), tandis qu’il se termine brutalement au-dessus des plaines du Languedoc et du Rhône par des puissants talus, ravinés par les torrents méditerranéens dans les « serres » cévenoles. De nombreuses failles fragmentent alors le relief en un puzzle complexe de blocs surélevés (les « horsts » des morphologues) et de bassins étroits (sillons du Thoré et du Jaur au sud ; fossé de Saint-Étienne et du Creusot à l’est). Du Beaujolais aux approches de Valence, une banquette cristalline vient même ménager, vers 300 mètres d’altitude, une transition entre la montagne et la plaine du Rhône.
Plus originaux, les plateaux des Grands Causses s'étendent au sud du massif, principalement entre les départements de l'Aveyron et de la Lozère, en débordant dans le Gard et l'Hérault (avec le causse du Larzac). Ils témoignent des puissantes couches de calcaires déposées au Mésozoïque, très perméables et très solubles, qui ont recouvert le socle. Ils sont subdivisés en sept principaux causses, ici présentés par ordre décroissant de superficie :
- causse du Larzac (Aveyron, Hérault et Gard, jouxtant Millau, le Tarn qui le sépare du causse Rouge ainsi que la Dourbie et ses gorges qui le sépare du causse Noir au nord, Lodève et les Garrigues de la plaine du Languedoc au sud, les Cévennes à l'est et le Saint-Affricain à l'ouest) ;
- causse de Sauveterre (Lozère et dans une moindre mesure Aveyron, bordé au nord par le Lot qui le sépare de l'Aubrac et de la Margeride, à l'est par les Cévennes, au sud par le Tarn et ses gorges qui le sépare du causse Méjean et à l'ouest par les causses Rouge et de Sévérac) ;
- causse Méjean (Lozère, presque totalement isolé des reliefs environnants par les gorges du Tarn au nord et au nord-ouest qui le sépare du causse de Sauveterre, les gorges de la Jonte qui le sépare du causse Noir au sud et le Tarnon qui le sépare des Cévennes à l'est) ;
- causse Noir (Aveyron, Gard et Lozère, entouré par le Tarn et le causse rouge à l'ouest, la Jonte et le causse Méjean au nord, les Cévennes à l'est et les gorges de la Dourbie, du Trèvezel et le Larzac au sud) ;
- causse Rouge (Aveyron, cerné à l'ouest par le Lévézou, à l'est par le Tarn et le causse Noir, au sud par le Tarn et le Larzac et au nord par les causses de Sévérac et de Sauveterre) ;
- causse Comtal (Aveyron, situé au nord de Rodez et du Lévézou, au sud de la Viadène et de l'Aubrac et à l'ouest du causse de Sévérac) ;
- causse de Sévérac (Aveyron, cerné à l'est par le causse de Sauveterre, au nord par le Lot et l'Aubrac, au sud par le causse Rouge et à l'est par le causse Comtal).

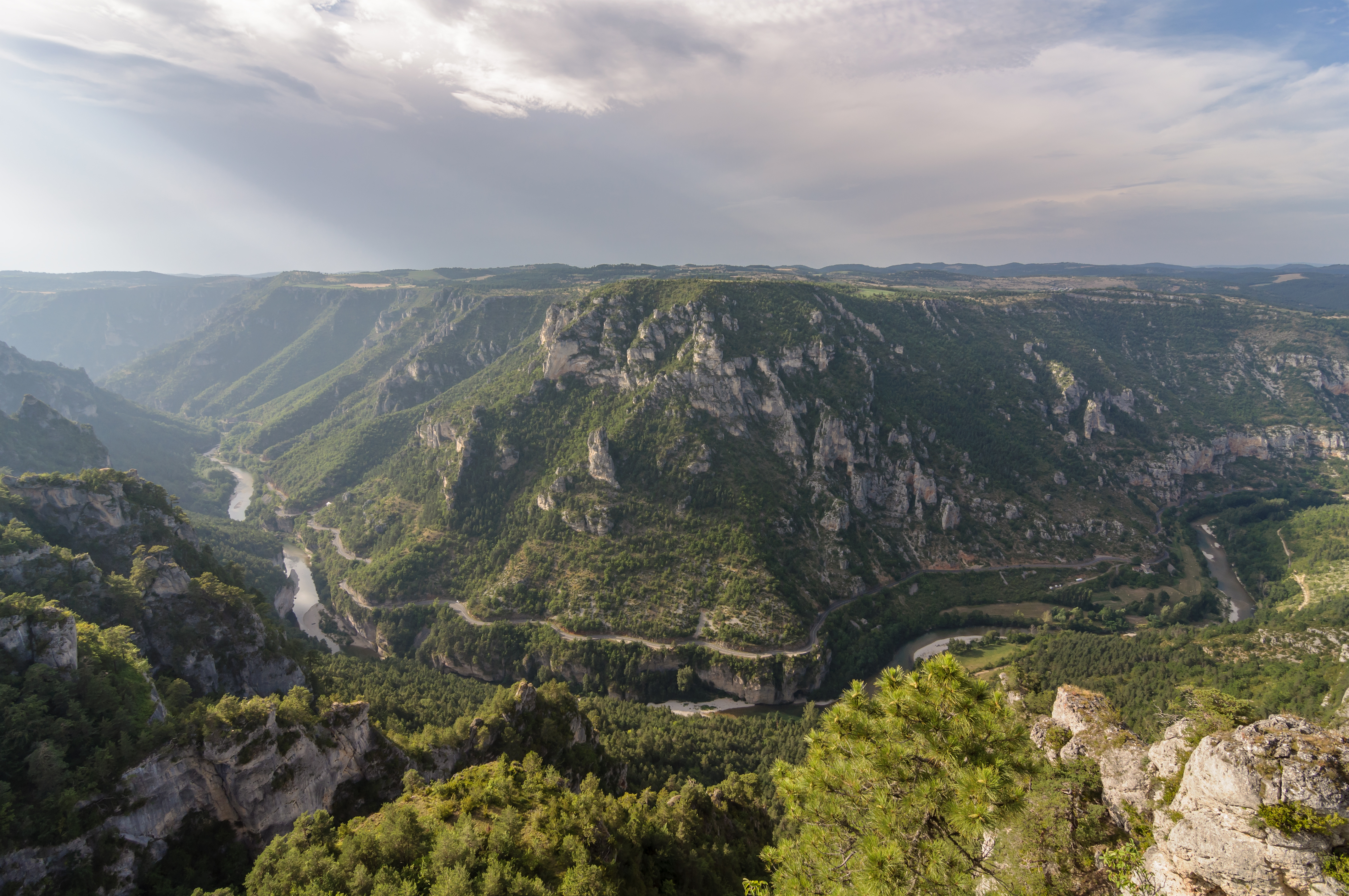
Les gorges du Tarn.

Il existe d'autres causses mineurs, comme le causse de Blandas (Gard), le causse Bégon (Gard et Aveyron), le causse de Mende (Lozère), etc.
Les vastes surfaces pierreuses accidentées de creux (ou « sotchs ») tapissés d’argile rouge, les rochers ruiniformes, les grottes et les « avens » composent un paysage insolite. Au-dessous des corniches blanchâtres, les canyons des rares rivières (Jonte, Tarn, Dourbie) sont entaillés sur 500 mètres de profondeur.

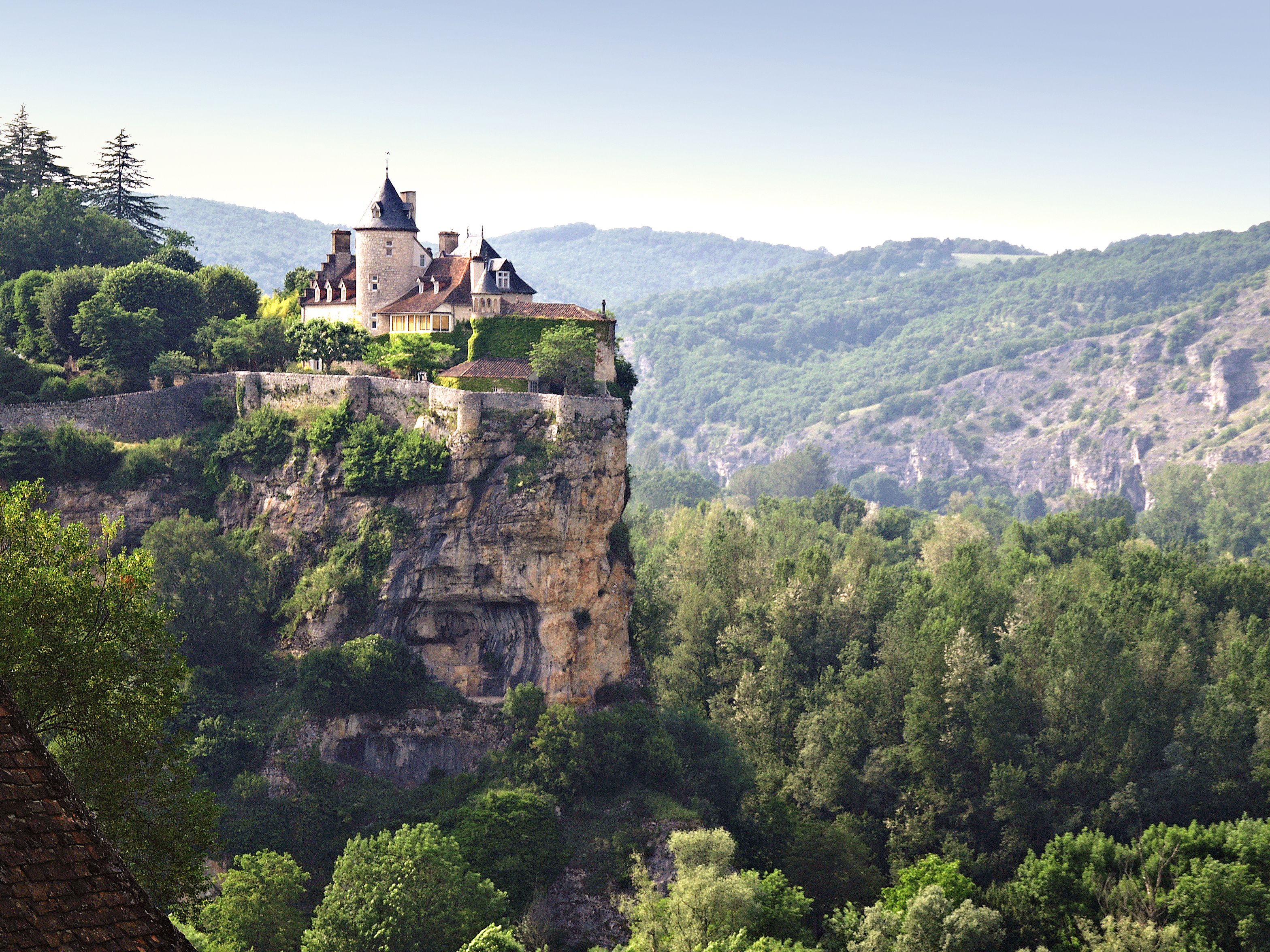
Les causses du Quercy.

D’autres placages calcaires bordent les monts du Lyonnais, du Charolais ou du Mâconnais (roche de Solutré), tandis que les plateaux karstiques du Quercy à l’ouest ont bien des points communs avec les Grands Causses (surfaces pierreuses karstiques criblées de dépressions fermées et de gouffres), mais, moins élevés, ils appartiennent déjà à l’Aquitaine.

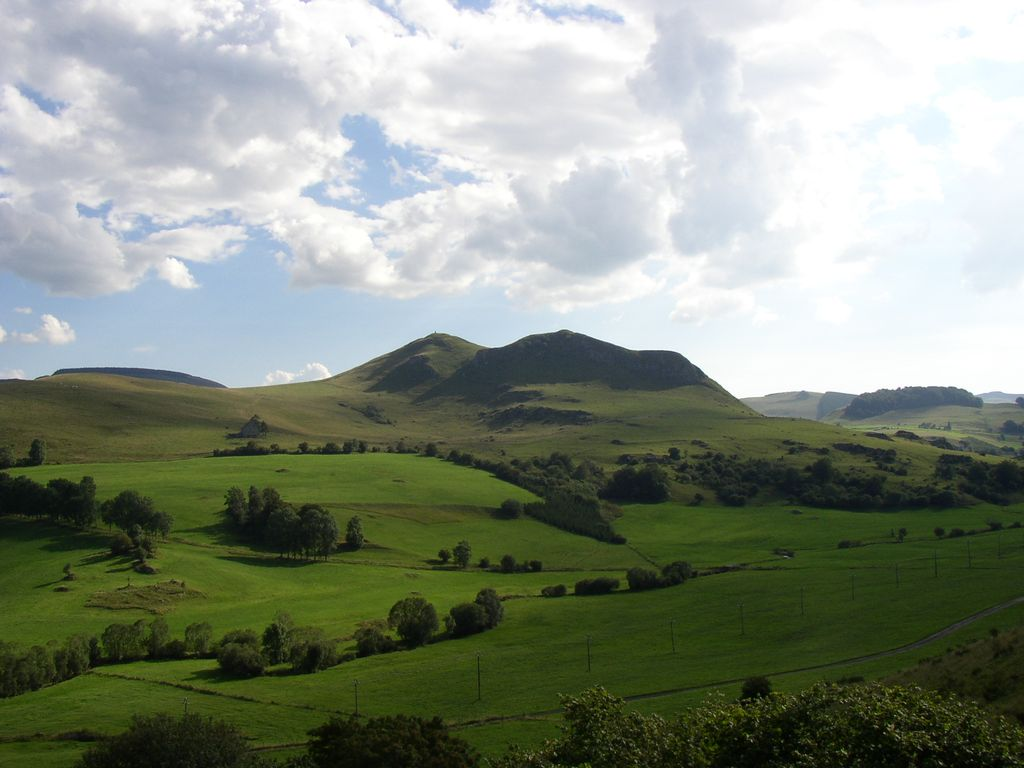
Le Cézallier.

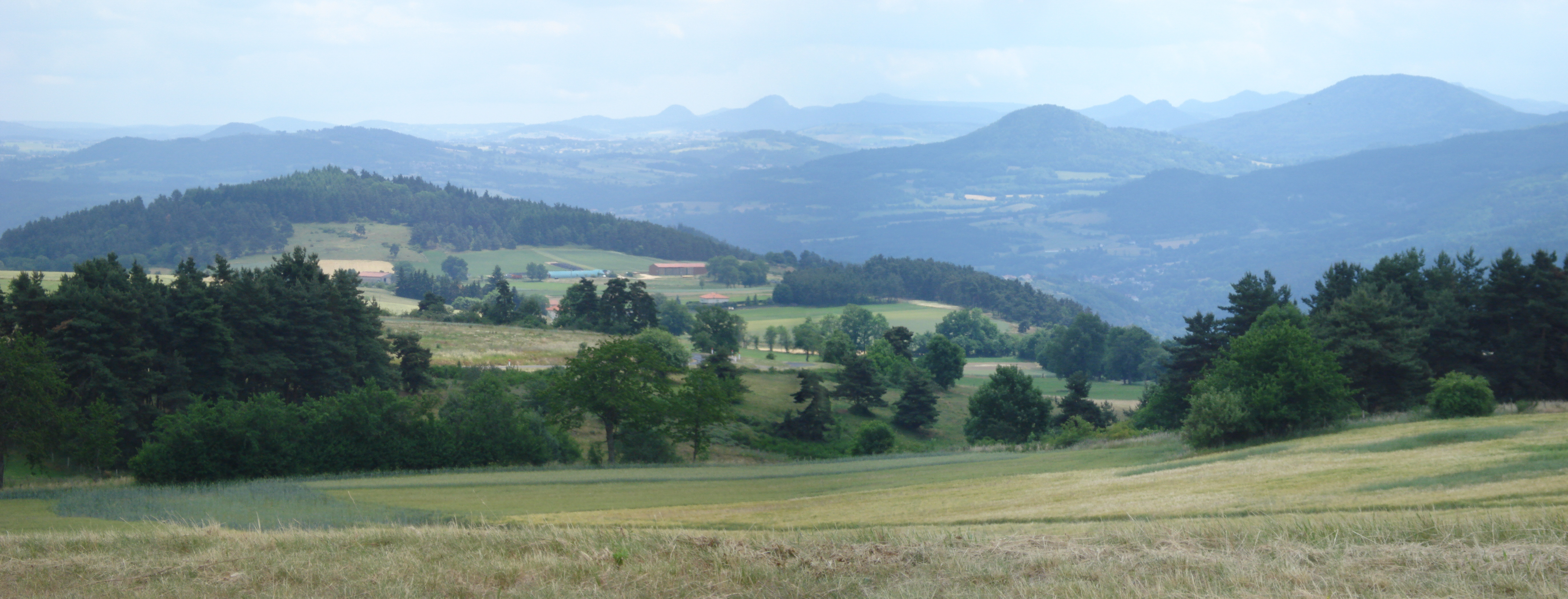
Les monts du Velay.

Les volcans sont liés aux grandes dislocations qui se prolongent jusqu’au Languedoc, et ont été mis en place depuis le milieu de l’ère Tertiaire et jusqu’au Quaternaire récent. Ils sont de types divers même si la morphologie de plateaux domine. Dans l’alignement méridien des Dômes (avec son célèbre puy culminant à 1 465 mètres), les accumulations de projections l’emportent avec des formes simples (cônes de scories terminés par des cratères simples ou emboîtés, dômes d’extrusion, coulées ou « cheires » rugueuses et incultes) dont l’âge récent et la perméabilité des matériaux expliquent qu’elles aient été à peine remaniées par l’érosion. Un autre type renvoie aux empilements de coulées comme dans l’Aubrac (1 469 mètres d'altitude au signal de Mailhebiau), dans le Cézallier (1 547 mètres au signal du Luguet) ou le massif du Devès (1 421 mètres au mont Devès). Ils donnent des plateaux monotones, démantelés par l’érosion et peu accidentés en dehors des quelques édifices quaternaires du Cézallier, des cônes de scories (les « gardes ») ou des cratères d’explosion du Devès. Au nord, des coulées ont cascadé vers les limagnes du sud, le long des vallées pliocènes. Au sud, les coulées de l’Escandorgue sont plus récentes. Dans le Velay oriental, les pics du mont Mézenc (1 753 mètres) et du Meygal (1 436 mètres) sont aussi armés par des coulées ; mais, plus anciennes, celles-ci ont été démantelées tandis que des venues de laves visqueuses, les phonolites, ont contribué à de multiples excroissances (les sucs) restées en saillie, aux flancs tapissés de coulées de blocaille (comme le mont Gerbier-de-Jonc à 1 551 mètres) ; l’ensemble se prolonge en Vivarais avec les coulées des Coirons qui se terminent en belvédère noirâtre au-dessus du Rhône. Enfin, le Cantal (1 855 mètres au Plomb du Cantal, 1 783 mètres au puy Mary) et les monts Dore correspondent à de très grands organismes ou stratovolcans, constitués par des empilements de coulées, des intrusions, des projections, le tout malmené par l’érosion. Par exemple, à son apogée, le volcan du Cantal a dépassé les 3 000 mètres d'altitude. Le centre, dominé par des pitons de roches plus résistantes, présente un relief presque alpestre, tandis que le réseau hydrographique rayonnant à partir des hauts sommets, découpe les bandeaux basaltiques en « planèzes », plateaux triangulaires au front abrupt vers l’intérieur et dont la surface s’abaisse vers la périphérie. 

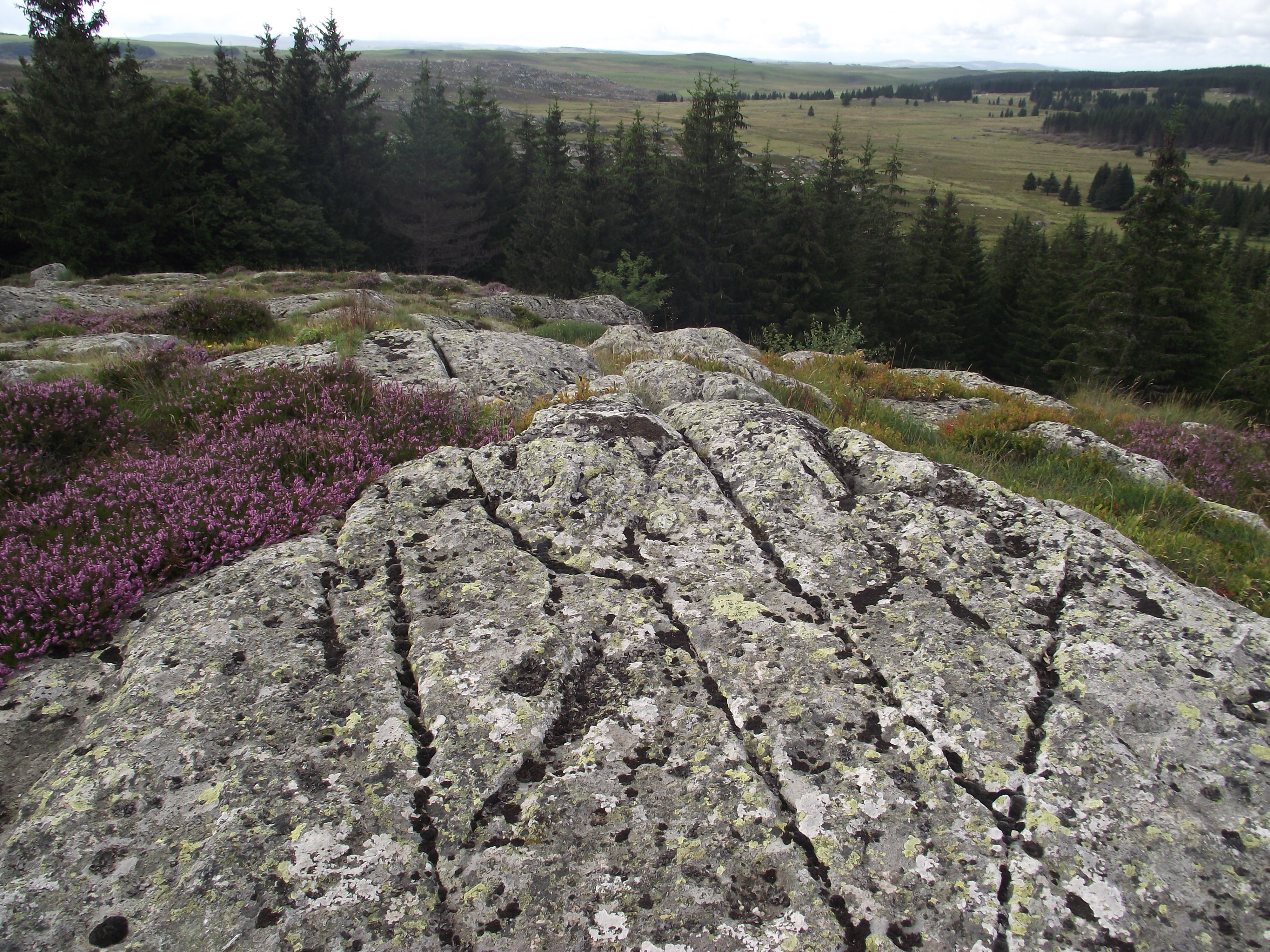
Exemple de roche granitique striée par les glaciers sur le plateau de l'Aubrac.

Lors des anciennes périodes froides, des glaciers ont installé leurs calottes sur les plus hauts édifices, burinant des cirques vers l’amont et de larges vallées en auge, comme celle du Mont-Dore ou dans les vallées divergentes du Cantal (Jordanne, Cère, Alagnon, etc.). Le Cézallier et l’Aubrac ont surtout connu des glaciers de plateau dont des langues dévalaient vers les vallées de l’Allier pour le premier et vers le Lot ou la Truyère pour le second (par l'intermédiaire du Bès en particulier). Comme dans le Cantal ou les monts Dore, ces glaciers ont marqué le paysage avec de belles vallées en auge en périphérie (vallée du Bès en Aubrac) ou des cirques en amont (cirque d'Artout dans le Cézallier, non loin du signal du Luguet). D'autres marques, plus discrètes, sont également visibles sur ces plateaux comme les blocs erratiques ou les roches striées.

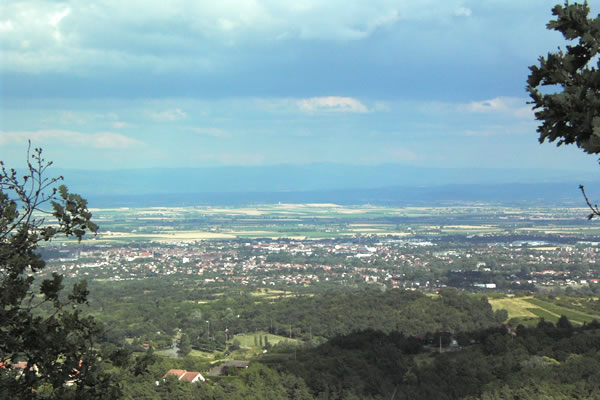
La Limagne près de Riom

Dans les plaines, le volcanisme a créé des formes mineures, dégagées par le déblaiement des sédiments (buttes isolées, anciennes coulées « inversées » en plateaux tabulaires tel Gergovie ou la montagne de la Serre), et celles-ci ont parfois servi de site aux villes comme à Clermont-Ferrand ou au Puy-en-Velay. Justement, ces plaines constituent un dernier type de paysage. Souvent étroites (« vallons » et « rougiers » autour des causses, petits bassins de périphérie comme à Brive-la-Gaillarde ou enchâssés à l’intérieur des terres comme à Aurillac, Ambert ou Montluçon, couloirs dégagés dans les dépôts houillers entre les pays de la Loire et les pays de la Saône ou du Rhône), elles prennent plus d’ampleur le long de la Loire (bassin du Puy-en-Velay, de l’Emblavez, du Forez, de Roanne) et de l’Allier (les « limagnes ») avant de se rejoindre dans les bocages de l’Allier, dans cette Sologne bourbonnaise formée d’épandages argilo-sableux. La Grande Limagne de Clermont est un « bon pays » traditionnel, tantôt argileux et plus humide, tantôt montueux avec les buttes calcaires ou volcaniques, tantôt marneux et couvert d’une terre noire qui lui vaut de riches cultures. Ces plaines, où se concentre une grande partie de la vie urbaine et industrielle, évoquent les autres bassins de l’Europe hercynienne (fossé du Rhin moyen, fossé de l’Ohře en Bohême) et ouvrent le massif vers le nord, en direction de la région parisienne.

#### Principaux sommets

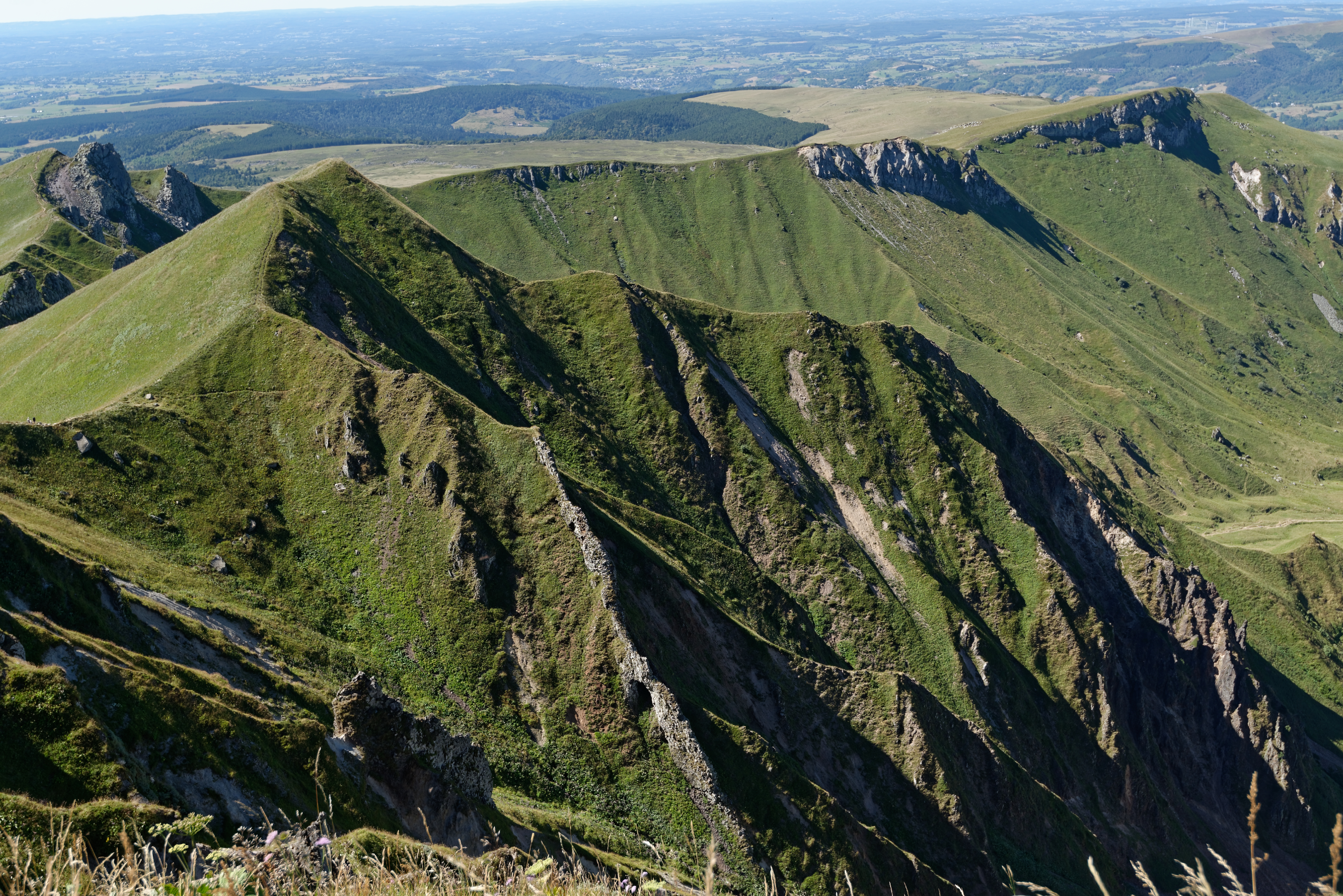
Le puy de Sancy

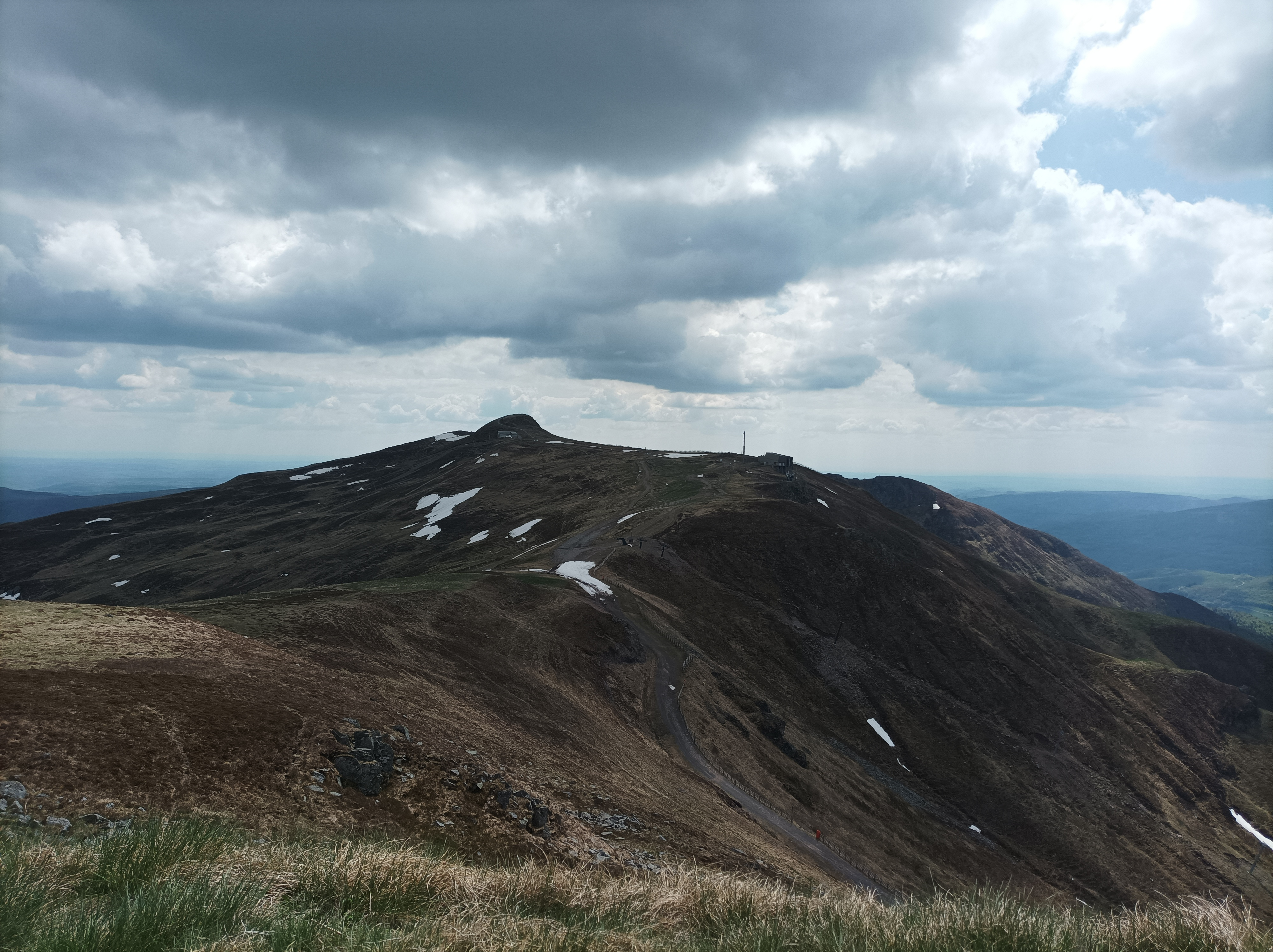
Le plomb du Cantal

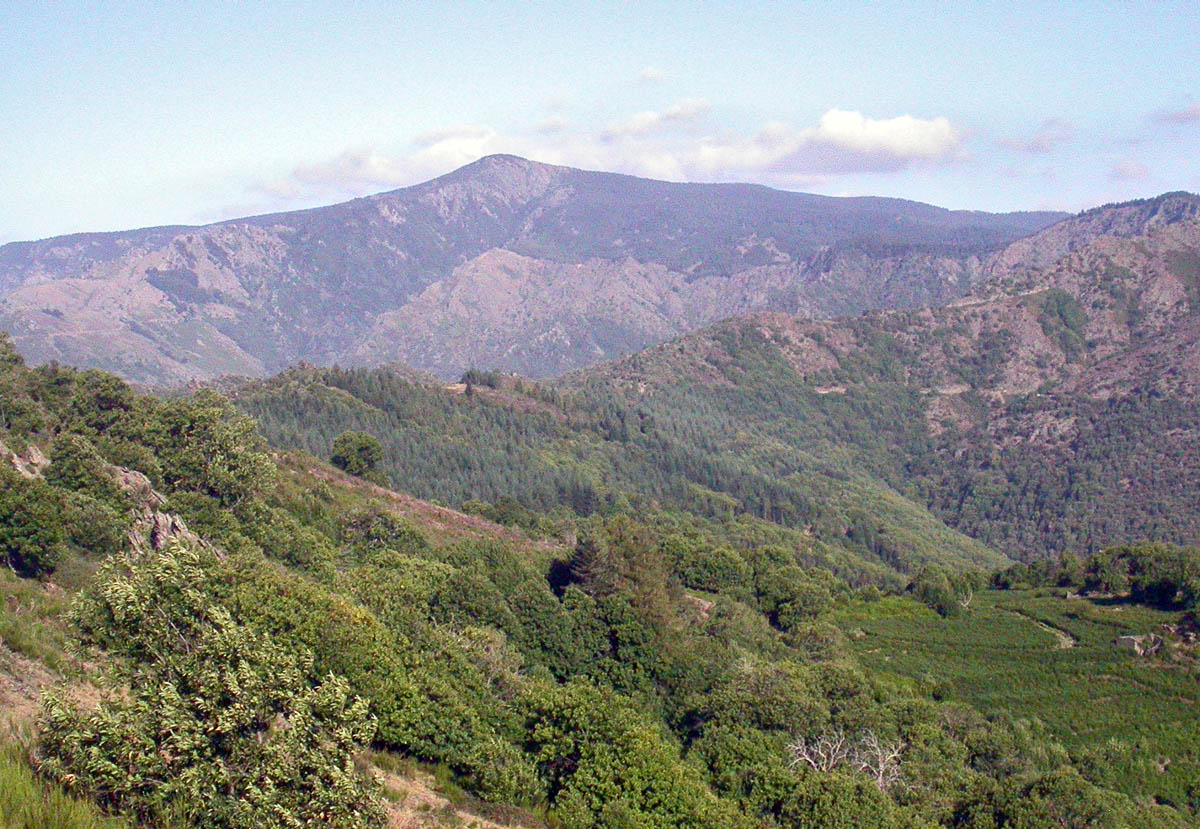
Le mont Aigoual

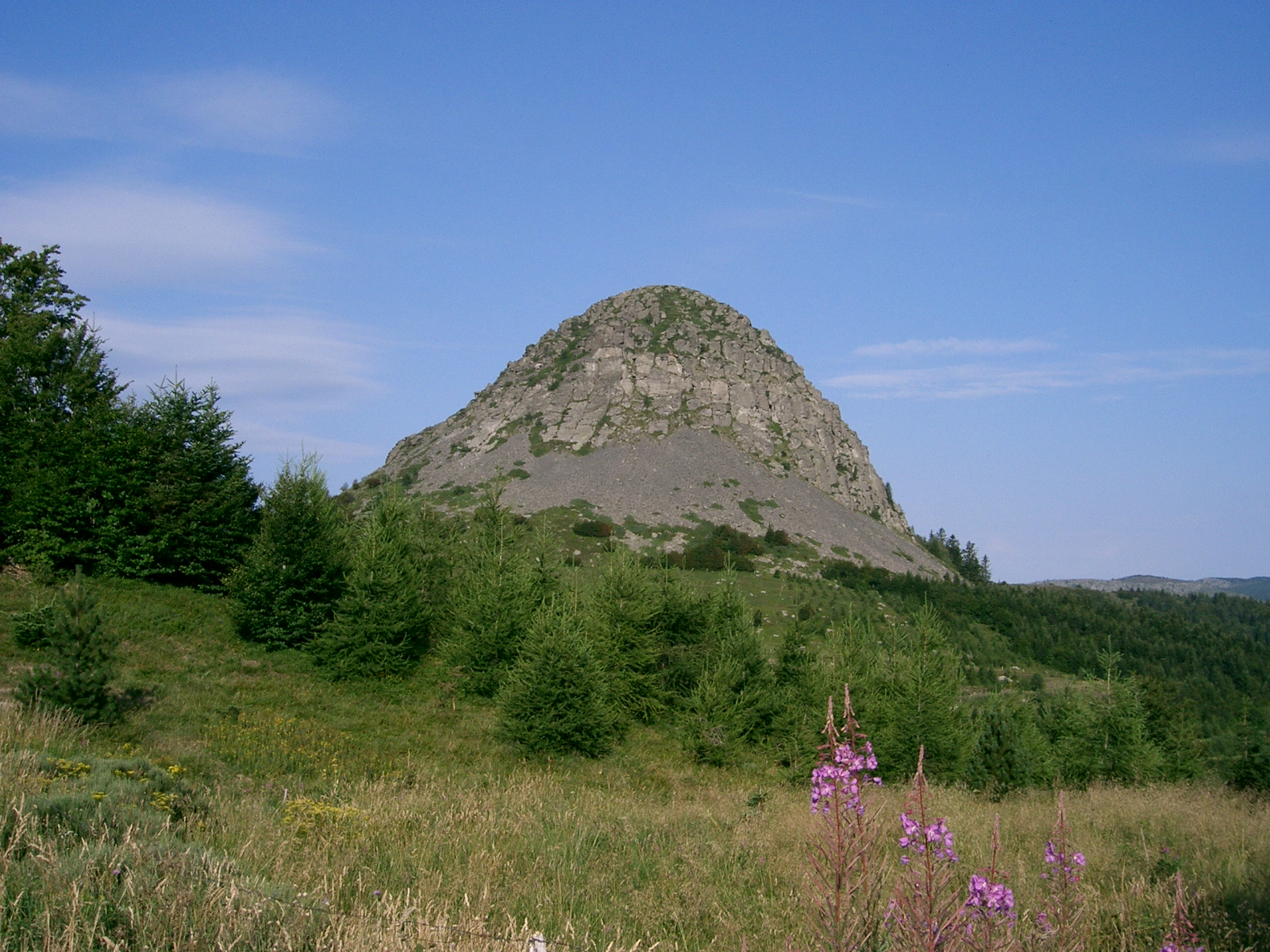
Le mont Gerbier-de-Jonc

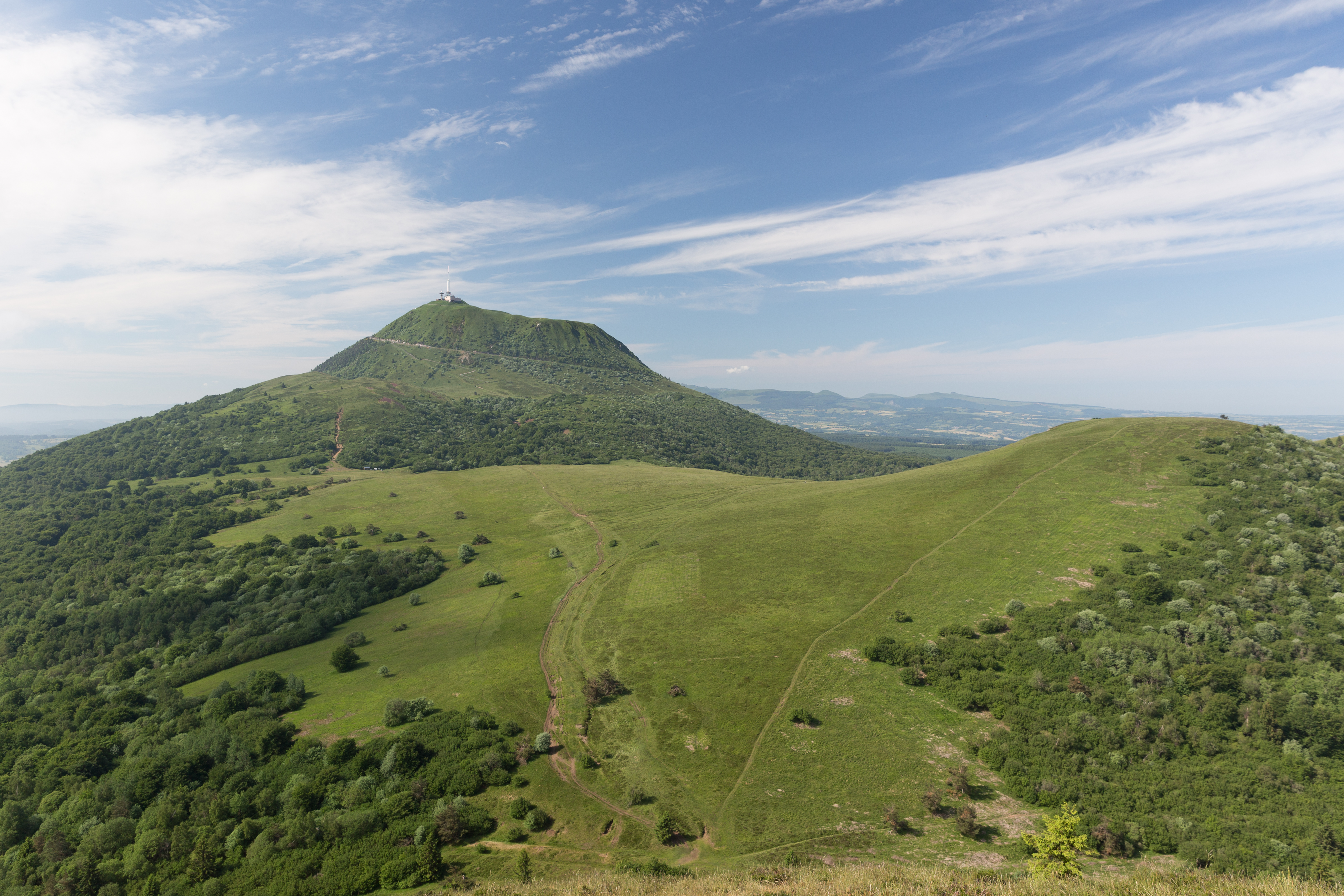
Le puy de Dôme

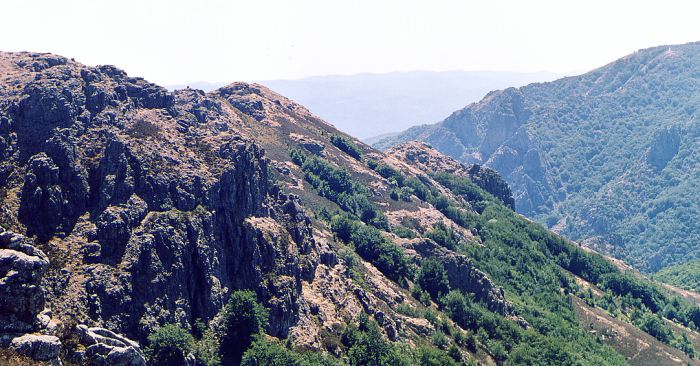
Massif de l'Espinouse

- Puy de Sancy (1 885 m), point culminant de la région historique d'Auvergne, du département du Puy-de-Dôme, du Massif central et du massif des monts Dore ;
- Plomb du Cantal (1 855 m), deuxième sommet de l'Auvergne, du Massif central, point culminant département du Cantal et des monts du Cantal ;
- Puy Ferrand (1 854 m), sommet proche du puy de Sancy, deuxième sommet du Puy-de-Dôme et des monts Dore ;
- Puy du Rocher (1 811 m), deuxième sommet du Cantal et des monts du Cantal ;
- Puy Brunet (1 806 m), dans le Cantal ;
- Puy de Peyre-Arse (1 806 m), dans le Cantal ;
- Puy Mary (1 783 m), pic pyramidal (grand site de France) dans le Cantal ;
- Mont Mézenc (1 753 m), édifice volcanique complexe, point culminant des départements de la Haute-Loire et de l'Ardèche, ainsi que des monts du Vivarais et du massif du Mézenc ;
- Sommet de Finiels (appartenant au mont Lozère, dans les Cévennes) (1 699 m), le plus haut sommet non volcanique du Massif central, point culminant du département de la Lozère et des Cévennes ;
- Bec de l'Aigle (1 699 m), dans le Cantal ;
- Mont d'Alambre (1 691 m), volcan de phonolite, secondant le mont Mézenc, au pied duquel se développe le village des Estables, deuxième sommet de la Haute-Loire et du massif du Mézenc ;
- Puy Griou (1 690 m), dôme de phonolite au centre des monts du Cantal ;
- Téton de Vénus (1 669 m), dans le Cantal ;
- Pierre-sur-Haute (1 631 m), point culminant du département de la Loire et des monts du Forez ;
- Suc de Taupernas (1 602 m), dans le Haut-Vivarais, département de l'Ardèche ;
- Suc de Montfol (1 594 m), dans le Haut-Vivarais en Ardèche ;
- Suc de la Lauzière (1 582 m), dans le Haut-Vivarais, ancien volcan phonolithique siège d'une ancienne carrière de pierre de couvertures : les lauzes (ou laves selon les régions) en Ardèche ;
- Mont Aigoual (1 565 m), à la limite des départements du Gard et de la Lozère, deuxième sommet des Cévennes et de la Lozère, point culminant du Gard ;
- Mont Gerbier-de-Jonc (1 551 m), la Loire y prend sa source en Ardèche ;
- Signal de Randon (1 551 m), point culminant du massif de la Margeride en Lozère ;
- Signal du Luguet (1 547 m), point culminant du plateau du Cézallier dans le Puy-de-Dôme ;
- Les Valadous (1 544 m), point culminant du serre de la Croix de Bauzon en Ardèche ;
- Le Sépoux (1 530 m), dans le Haut-Vivarais en Ardèche, ancien volcan ;
- Suc de Sara (1 521 m), au cœur du Haut-Vivarais, en Ardèche, ancien volcan en forme d'anneau ;
- Grand Tanargue (1 511 m), point culminant du massif du Tanargue en Ardèche ;
- Suc d'Ourseyre (1 489 m), au cœur des monts d'Ardèche en Ardèche ;
- Signal de Mailhebiau (1 469 m), à la limite des départements de l'Aveyron et de la Lozère, point culminant du plateau de l'Aubrac et de l'Aveyron ;
- Puy de Dôme (1 465 m), point culminant de la chaîne des Puys qui domine Clermont-Ferrand (grand site de France) dans le département du Puy-de-Dôme auquel il donne son nom ;
- Testavoyre (1 436 m), point culminant du massif du Meygal dans la Haute-Loire ;
- Crêt de la Perdrix (1 432 m), sommet double et point culminant du massif du Pilat qui domine Saint-Étienne à 10 km à vol d'oiseau ;
- Puy de Gudette (1 427 m), point culminant de la partie cantalienne de l'Aubrac ;
- Mont Devès (1 421 m), point culminant du massif du Devès en Haute-Loire ;
- Crêt de l'Œillon (1 364 m), crêt le plus célèbre du Pilat dans la Loire ;
- Puy de Montoncel (1 287 m), point culminant de la Montagne bourbonnaise à la limite des départements de l'Allier, de la Loire et du Puy-de-Dôme et point culminant de l'Allier ;
- Puech de Rascas (1 270 m), au sud de Lacaune et point culminant du Tarn et des monts de Lacaune ;
- Mont Gargo (1 247 m), point culminant des Causses, des Grands Causses et du causse Méjean, en Lozère ;
- Les Bois Noirs (1 215 m), point culminant du Livradois dans le Puy-de-Dôme ;
- Pic de Nore (1 211 m), point culminant de la montagne Noire à la limite des départements de l'Aude et du Tarn ;
- Les Pierres du Jour (1 164 m), point culminant des monts de la Madeleine dans l'Allier ;
- Pic du Pal (puech del Pal) (1 155 m), deuxième sommet de l'Aveyron et point culminant de la chaîne des Palanges ;
- Mont Seigne (1 121 ou 1 128 m), point culminant de la chaîne du Lévézou dans l'Aveyron ;
- Sommet de l'Espinouse (1 124 m), point culminant de l'Hérault et du massif du Caroux-Espinouse ;
- Merdelou (1 110 m), dans l'Aveyron ;
- Mont Caroux (1 091 m), dans l'Hérault ;
- Crête de Blandine (1 019 m), point culminant du plateau du Coiron en Ardèche ;
- Mont Saint-Rigaud (1 009 m), point culminant du Rhône et du massif du Beaujolais ;
- Mont Boussuivre (1 004 m), point culminant des monts de Tarare dans la Loire ;
- Mont Bessou (977 m), point culminant du Limousin, du département de la Corrèze et du plateau de Millevaches ;
- Crêt Malherbe (946 m), point culminant des monts du Lyonnais dans le département de la Loire ;
- Haut-Folin (901 m), point culminant de la Bourgogne, du département de Saône-et-Loire et du massif du Morvan.

#### Sous-ensembles topographiques
| Ouest | Sud-Ouest | Plateaux calcaires du Sud et de l'Ouest | Centre volcanique et granitique | Nord et Nord-Est | Est | Plaines centrales |
| --- | --- | --- | --- | --- | --- | --- |
| - Monts de la Marche - Monts d'Ambazac - Monts de Blond - Monts de Guéret - Monts de Toulx - Monts du Limousin - Monts de Châlus - Monts de Fayat - Plateau de Millevaches - Massif des Monédières - Plateau du Limousin - Combrailles - Hauteurs charentaises - Massif de l'Arbre | - Ségala - Lévézou - Palanges - Monts de Lacaune - Sidobre - Caroux-Espinouse - Montagne Noire - Escandorgue | - Grands Causses - Causse de Blandas - Causse Méjean - Causse du Larzac - Causse Noir - Causse Rouge - Causse de Sauveterre - Causse de Mende ou mont Mimat - Causse Comtal - Causse de Sévérac - Causses du Quercy - Causse de Gramat - Causse de Martel - Causse de Saint-Chels - Causse de Limogne - Causse de Caylus - Limargue | - Chaîne des Puys - Monts Dore - Cézallier - Artense - Monts du Cantal - Planèze de Saint-Flour - Mauriacois - Aubrac - Viadène - Châtaigneraie - Ségala lotois - Livradois - Monts du Forez - Margeride - Meygal - Massif du Mézenc - Massif du Devès | - Monts de la Madeleine - Montagne bourbonnaise - Morvan - Monts du Charolais - Mâconnais - Beaujolais - Monts du Lyonnais - Monts d'Or | - Monts du Vivarais - Pilat - Massif des Boutières - Plateau du Coiron - Cévennes - Tanargue - Mont Lozère - Bougès - Mont Aigoual - Séranne | - Limagne - Grande limagne - Limagne bourbonnaise - Limagne d'Issoire - Limagne de Brioude - Plaine du Forez - Plaine du Livradois |

### Hydrographie

La France est traversée du nord-est au sud-ouest par la ligne de partage des eaux qui sépare le versant mer Méditerranée du versant mer du Nord-Manche-Atlantique. Suivie par le GR 7, cette ligne relie dans le Massif central les monts du Beaujolais, du Lyonnais, du Vivarais, les Cévennes, le causse du Larzac, les monts de Lacaune et la montagne Noire.

Selon l'image d'Épinal propagée par les hussards noirs de la IIIe République, l'Auvergne (et plus largement le Massif central) est sur le plan national le château d'eau de la France : le linéaire cumulé du réseau hydrographique de l'Auvergne approche les 23 000 km pour les cours d'eau permanents (de plus d'un km de long) et les 38 000 km si on y additionne les écoulements temporaires (de plus d'un km de long). Les eaux stagnantes couvrent une superficie de 118 000 ha,. Mais cette ressource est inégale et vulnérable. Certes, le régime des eaux renvoie à la variété des climats et à l’influence du relief qui se retrouve dans la pente assez forte des rivières, dans la violence paradoxale des crues, dans l’importance des charges solides des rivières. Mais les précipitations globales restent modestes, et ce d’autant plus que les bassins intérieurs, notamment le val d’Allier, sont peu arrosés avec des pluies d’été rapidement évaporées.

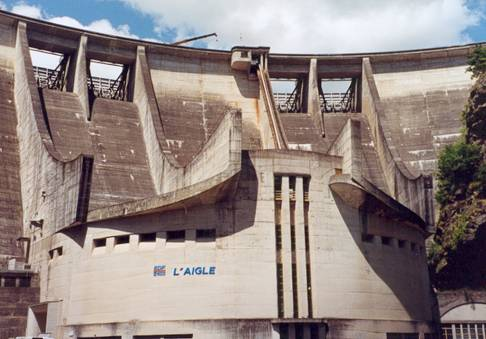
Le barrage de l'Aigle, sur la Dordogne.

L’écoulement se fait surtout vers l’ouest et le nord, avec des régimes de caractère océanique, remarquables par les crues de saison froide et des basses eaux prononcées en été. Cette mauvaise tenue – tout comme les risques d’inondations –, ont fait multiplier les barrages qui peuvent soutenir les débits pour l’alimentation des nappes, l’irrigation des plaines ou la production électrique avant même de se soucier des besoins des touristes. En outre, les réserves profondes sont rares et peu importantes. Les lacs sont nombreux, mais de petite taille, mises à part les retenues artificielles. Certes, il faut également tabler sur l’altitude et les apports de l’enneigement qui assurent une certaine rétention hivernale des eaux de pluie et, à l’opposé, des hautes eaux printanières. Mais ce manteau nival est irrégulier et la fonte des neiges ne joue qu’un rôle occasionnel dans des débits globalement médiocres, les modules spécifiques dépassant rarement 10 l/(s·km2).
Sur l’Allier, le rapport entre la moyenne du mois le moins bien alimenté et la moyenne du mois des hautes eaux est de un à six, contre un à cinq pour la Seine et un à deux pour le Rhône. De même, sur la bordure méditerranéenne, les régimes deviennent plus irréguliers encore, signalés par un écoulement modeste mais surtout par des ondes de crues d’automne et de printemps (comme sur les Gardons, l’Ardèche, l’Orb, l’Hérault). Ces dernières sont redoutées par leur violence et la rapidité de leur propagation, pas seulement en milieu méditerranéen. Il arrive que des crues océaniques et méditerranéennes se conjuguent, accompagnées parfois de la fonte des neiges, comme sur le haut Tarn, le Lot supérieur, le haut Allier ou la haute Loire, mais des accidents marquent aussi les plateaux limousins, y compris en été, à l’occasion de gros orages.

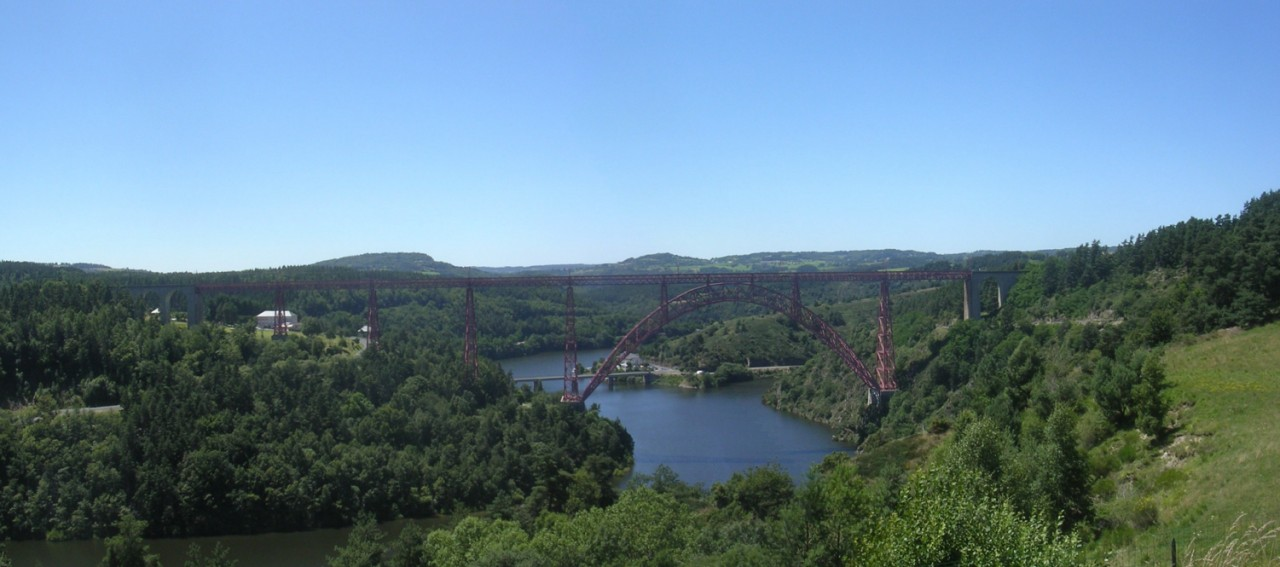
La Truyère et le viaduc de Garabit.

Il n’en reste pas moins que l’eau constitue une richesse et un des potentiels du Massif central, intervenant de plus en plus, à la fois comme ressource pour de nombreuses activités et comme milieu à protéger. Il joue un rôle clef pour les filières des eaux minérales (le massif compte environ le tiers des sources et produit la moitié des eaux minérales en France) et thermales (une vingtaine de stations auxquelles s’ajoutent les produits et services dérivés comme le « thermoludisme » ou l’industrie des cosmétiques), sans oublier l’agriculture irriguée des plaines, l’industrie, la production d’énergie (centrales hydroélectriques implantées tardivement sur le bassin de la Dordogne avec les grosses usines de Bort-les-Orgues, Marèges, l’Aigle, Chastang et Argentat, bassin de la Truyère très productif avec Sarrans ou Grandval, bassins de la Sioule, du Tarn et de l’Agout avec les sites du Lévézou), les loisirs (pêche) et le tourisme.
L’embouteillage a donné naissance à un secteur en pleine expansion (Volvic, Vichy, La Salvetat, Quézac). Des progrès ont été accomplis sur le plan de la gestion comme de la caractérisation quantitative de la ressource (localisation, débits, interrelations entre les rivières, nappes, lacs, retenues ou zones humides, relations entre ressources en eau et forêt) et de la genèse de sa qualité (processus physiques, chimiques, biologiques ou morphologiques). À ces connaissances s’ajoutent celles sur l’impact des activités humaines sur les milieux aquatiques et, peu à peu, s’affirme dans le massif un véritable pôle d’excellence scientifique.

### Climat

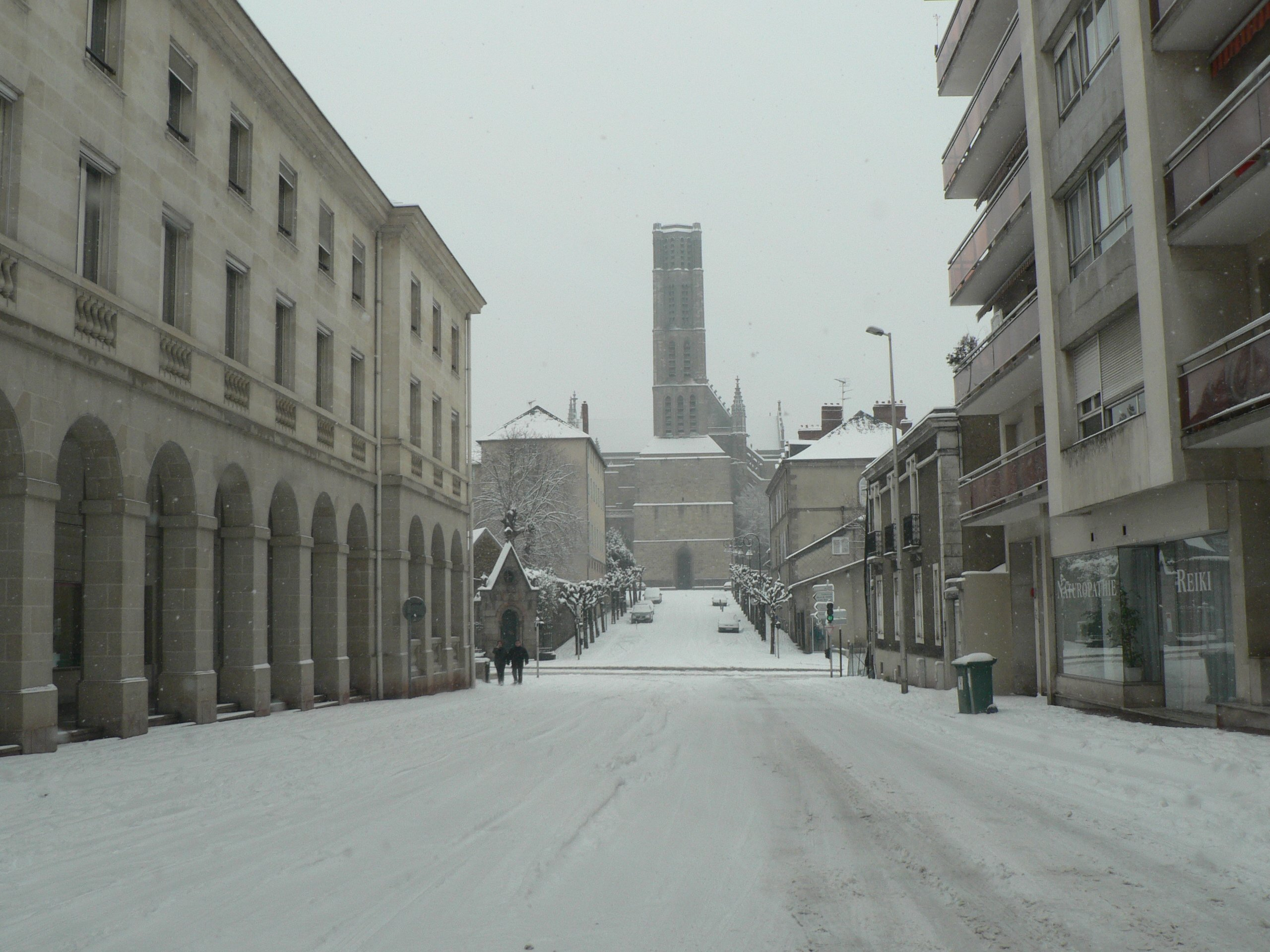
Neige à Limoges en janvier.

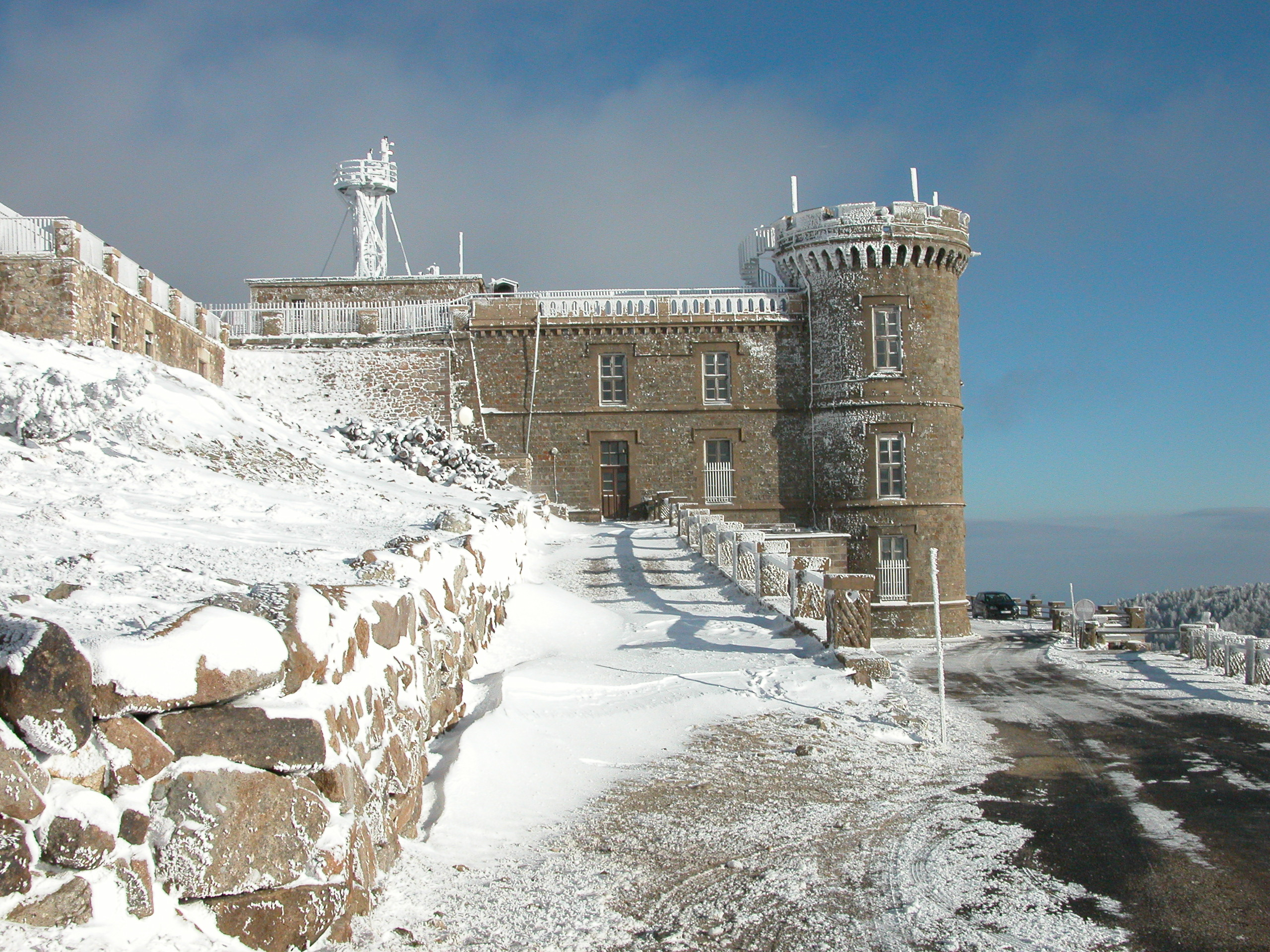
L'observatoire du mont Aigoual sous le givre.

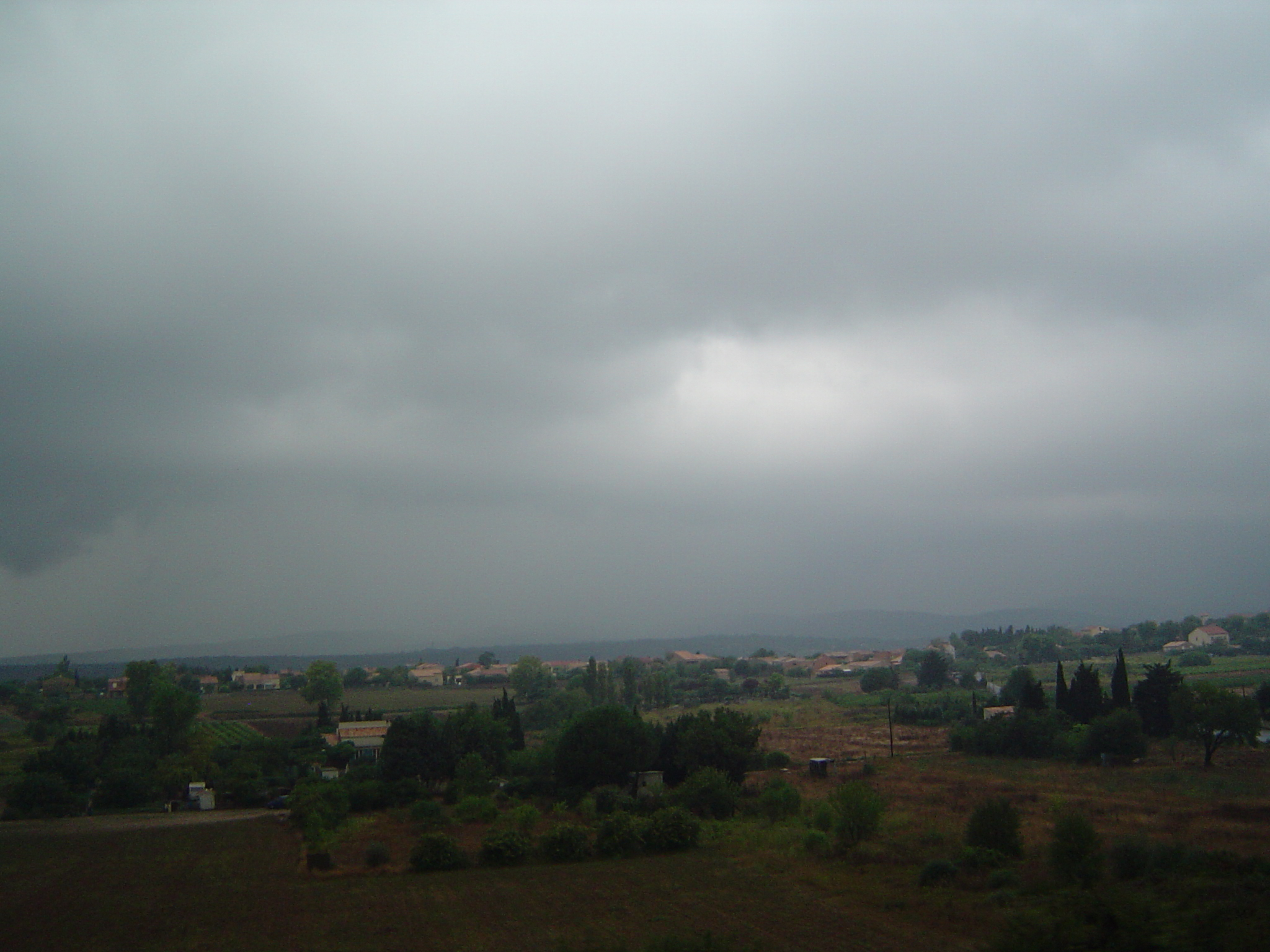
Orage cévenol.

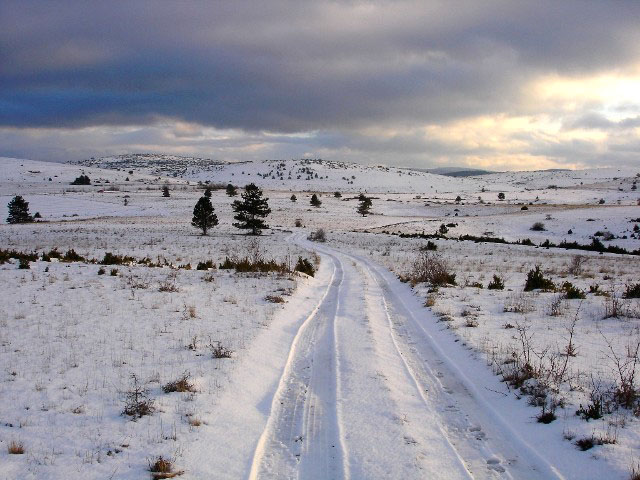
Le causse Méjean en hiver.

Les hivers sont longs et rigoureux, les bassins pouvant être encore plus froids que les sommets lors des journées de brouillard et « d’inversion de température ». Il gèle plus de cent jours par an au-dessus de 600 mètres d’altitude dans le Morvan et en Limousin, mais seulement à 750 mètres dans le Velay et au-dessus de 1 000 mètres dans les Cévennes. De novembre à mai, l’enneigement n’est pas négligeable, mais il est rarement persistant du fait des « redoux » liés aux vents d’ouest. Accompagné de vents violents (« l’écir », la « burle »), il est responsable des congères qui bloquent la circulation sur les plateaux.
En « moyenne montagne », la neige manque pour les sports d’hiver mais trouble les transports plus vigoureusement que dans les grandes vallées alpestres. Dans l’ensemble, les étés sont frais en altitude et il peut geler en toute saison au-dessus de 700 mètres ; les plaines ont des étés lourds et orageux, tandis que le sud connaît une sécheresse qui reflète aussi bien la latitude que le voisinage de la Méditerranée. Le climat de « moyenne montagne » présente donc bien des nuances :
- La façade ouest (département du Tarn, Rouergue, Lévezou, Aubrac, Limousin, volcans d'Auvergne) est sous influence océanique : bocages et hauts pâturages verdoyants à la belle saison grâce aux précipitations régulières, abondantes en altitude avec un pic de novembre à février (record pluviométrique français dans les monts du Cantal : 226 cm/an au Lioran et probablement 250 cm près du puy Mary). Les cumuls moyens sont généralement compris entre 100 et 150 cm/an. L'enneigement, quoique très variable, est généralement tenace de décembre à mars au-dessus de 1 000 à 1 200 mètres. Les versants nordiques et orientaux des plus hauts sommets, Cantal et Sancy, sont enneigés environ 6 mois/an et abritent des névés jusqu'en juillet. La lisière haute de la forêt (hêtres, sapins) se situe vers 1 500 mètres, elle est plus basse que dans les Alpes ou les Pyrénées, signe d'un climat plus rude pour la végétation à altitude égale.
- La façade nord-est (vallées de l'Allier et de la Loire, monts du Forez, du Livradois, de la Margeride, du Velay, du Nord-Vivarais et du Beaujolais) emprunte déjà quelques traits climatiques continentaux ou plutôt « intramontagnards », comprenant des bassins rendus fertiles par l'irrigation, mais faiblement arrosés (parmi les records d'aridité français : 53 cm/an à Meilhaud dans le Puy-de-Dôme) et des plateaux et hautes croupes à dominante forestière, modérément mais régulièrement arrosés avec de nombreux orages de mai à septembre (cumuls annuels de 115 cm à Chalmazel dans la Loire, 110 cm aux Estables en Haute-Loire, 85 cm à Châteauneuf-de-Randon en Lozère). Bien que les hivers soient plus froids que sur la façade ouest, l'enneigement est moins abondant en raison du déficit de précipitations (les perturbations océaniques se déchargent sur les premiers reliefs). Mais la neige tombe souvent plus bas, notamment par flux de nord qui induit aussi un vent glacial en montagne : la burle. Les névés s'attardent sur le Haut-Forez et le Mézenc jusqu'en mai/juin. La forêt spontanément peut atteindre les sommets (pins).
- La façade sud-est (Sud-Vivarais, Cévennes, Larzac, Haut-Languedoc) est méditerranéenne, caractérisée par la sécheresse estivale et des précipitations occasionnellement diluviennes en automne (pic d'octobre) et encore soutenues en hiver et début de printemps. Les cumuls sont globalement aussi importants voire un peu supérieurs à ceux de la façade ouest (Villefort 184 cm/an, mont Aigoual 228 cm), mais l'ensoleillement est bien meilleur : les perturbations sont plus intenses et plus espacées. L'enneigement est fort irrégulier d'une année à l'autre, mais c'est dans cette région qu'ont été pour la moyenne montagne française relevés les cumuls records durant les dernières décennies (hiver 1980-81). La forêt (hêtres, sapins, pins) peut atteindre les plus hauts sommets. Dans les vallées s'installe une végétation typiquement méditerranéenne de garrigue et maquis (chênes verts, châtaigniers et même quelques cèdres).

Cette diversité de climat se retrouve dans la végétation et les paysages : des verdoyants volcans d'Auvergne aux causses arides, du maquis cévenol à l'austère Forez, se décline une multitude de variations et micro-climats.
Le régime pluviométrique du Massif central est principalement soumis aux influences bordières océaniques ou méditerranéennes. Son inclinaison vers le nord-ouest lui inflige les perturbations venant régulièrement de l’ouest ; les caractères méditerranéens étant limités à une frange méridionale étroite (Cévennes) caractérisée par l'intensité des perturbations, surtout en automne, et leur espacement (longues périodes sèches). Le relief intervient pour modifier ces deux tendances, soit par l’effet de l’altitude (refroidissement, précipitations abondantes), soit par l’orientation des massifs, multipliant les contrastes, soit par l'aridité relative et la pseudo-continentalité des bassins.
L’opposition entre les versants ouest et est l’emporte sur les nuances adret-ubac bien connues dans les Alpes. À cet égard, le grand alignement volcanique de la chaîne des Puys à l’Aubrac, et dans sa continuité, quoique dans une moindre mesure, les plateaux du Rouergue et du Tarn, jouent le rôle de limite climatique : dès que l’on passe cette ligne de crêtes fortement arrosée, vers l’est apparaît un milieu plus sec que l’on peut qualifier d’intramontagnard (Velay, Margeride), traditionnellement plus favorable aux céréales, ou méditerranéen dans la partie sud, ce qu'atteste la présence de la vigne et d'autres essences héliophiles dans les vallées languedociennes.

### Faune et flore

#### Végétation
Sur les versants exposés à l’ouest, l’étagement classique passe par une chênaie à basse altitude, souvent mêlée de châtaigniers à l’ouest et au sud-ouest. Puis, à mi-pente la hêtraie, d’abord mélangée de chênes, puis exclusive ou assortie de résineux (sapins, épicéas) et de bouleaux, compose le paysage normal de la couverture forestière, largement remaniée par l’homme.
Sur les versants est, les sapins et hêtres sont limités aux ubacs et c’est le pin sylvestre qui s’impose en Margeride, dans le Velay, sur les causses ou dans les bassins intérieurs, tandis que les plantes à affinités méridionales garnissent les secteurs abrités, la « vraie » flore méditerranéenne (chênes verts, oliviers) colonisant l’étroit liseré cévenol dominé par une châtaigneraie bien dégradée. Historiquement, les landes à genêts, fougères et bruyères étaient étendues, enserrant partout les terroirs cultivés. Elles subsistent, mêlées à des ligneux bas, dans une grande diagonale qui court du mont Lozère à la Montagne limousine. Mais, depuis la fin du XIXe siècle, ce sont surtout les boisements spontanés ou l’enrésinement (épicéas, mélèzes, sapins de Douglas, pins noirs) qui l’emportent (mont Aigoual, Margeride, monts Dôme, Livradois-Forez, plateau de Millevaches).
Couvert de nombreuses forêts, le Massif central est devenu « la tête chauve de la France » avec seulement 10 % d'occupation forestière à la suite de vastes défrichements opérés au fil des siècles et qui ont connu leur paroxysme au XIXe siècle. L'exode rural a depuis inversé le processus, les forêts du Massif central couvrent 27 % du territoire (ce qui est
proche de la moyenne nationale) et ont tendance à s'étendre, favorisées par la déprise agricole.

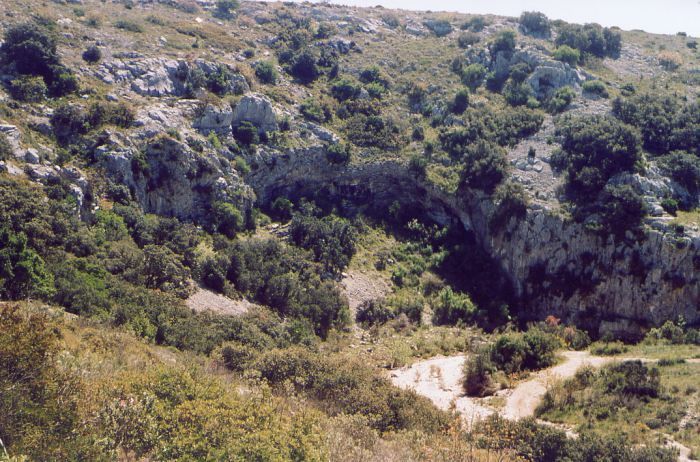
Garrigue dans l'Hérault.
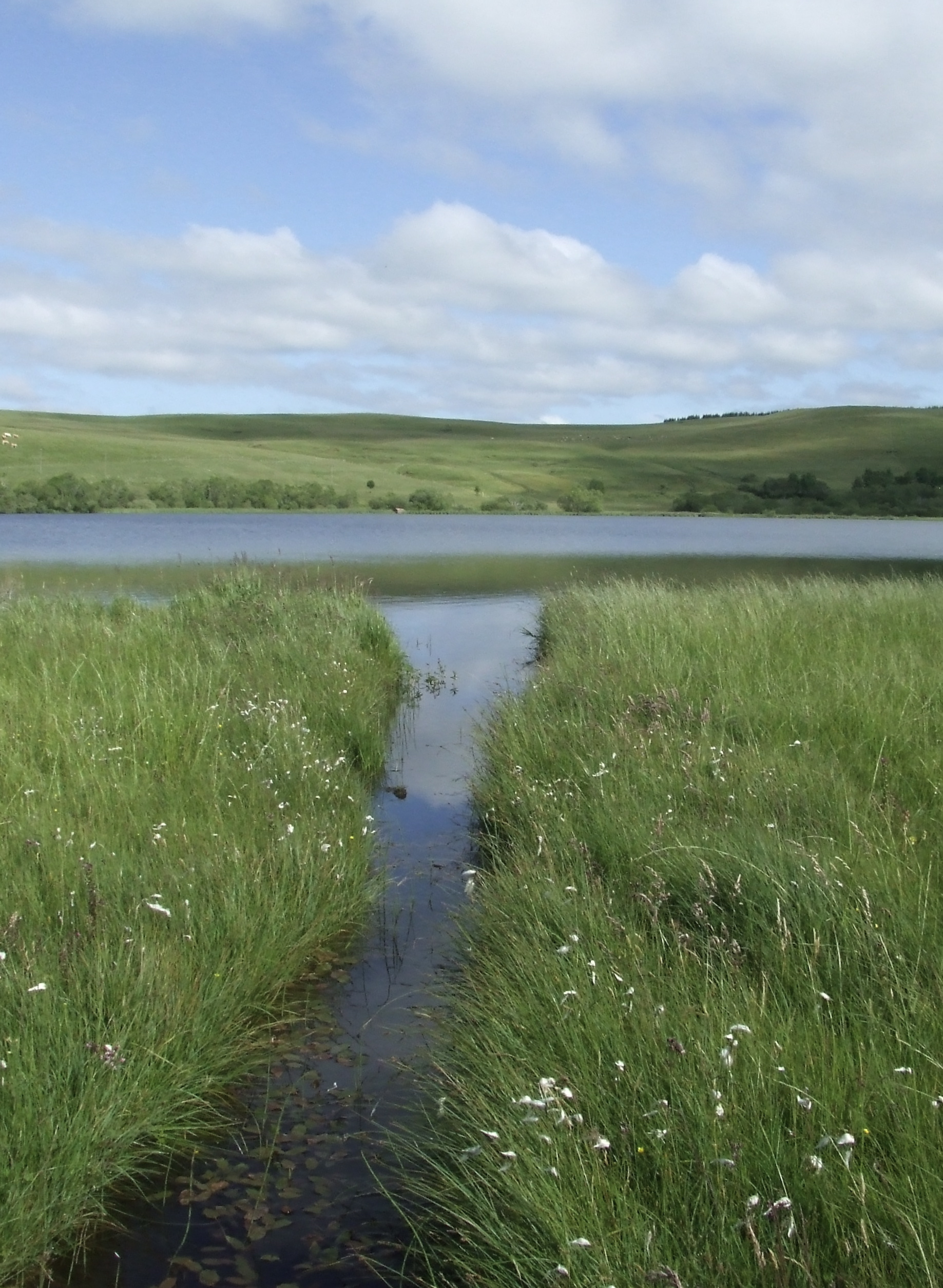
Zones humides et tourbières.
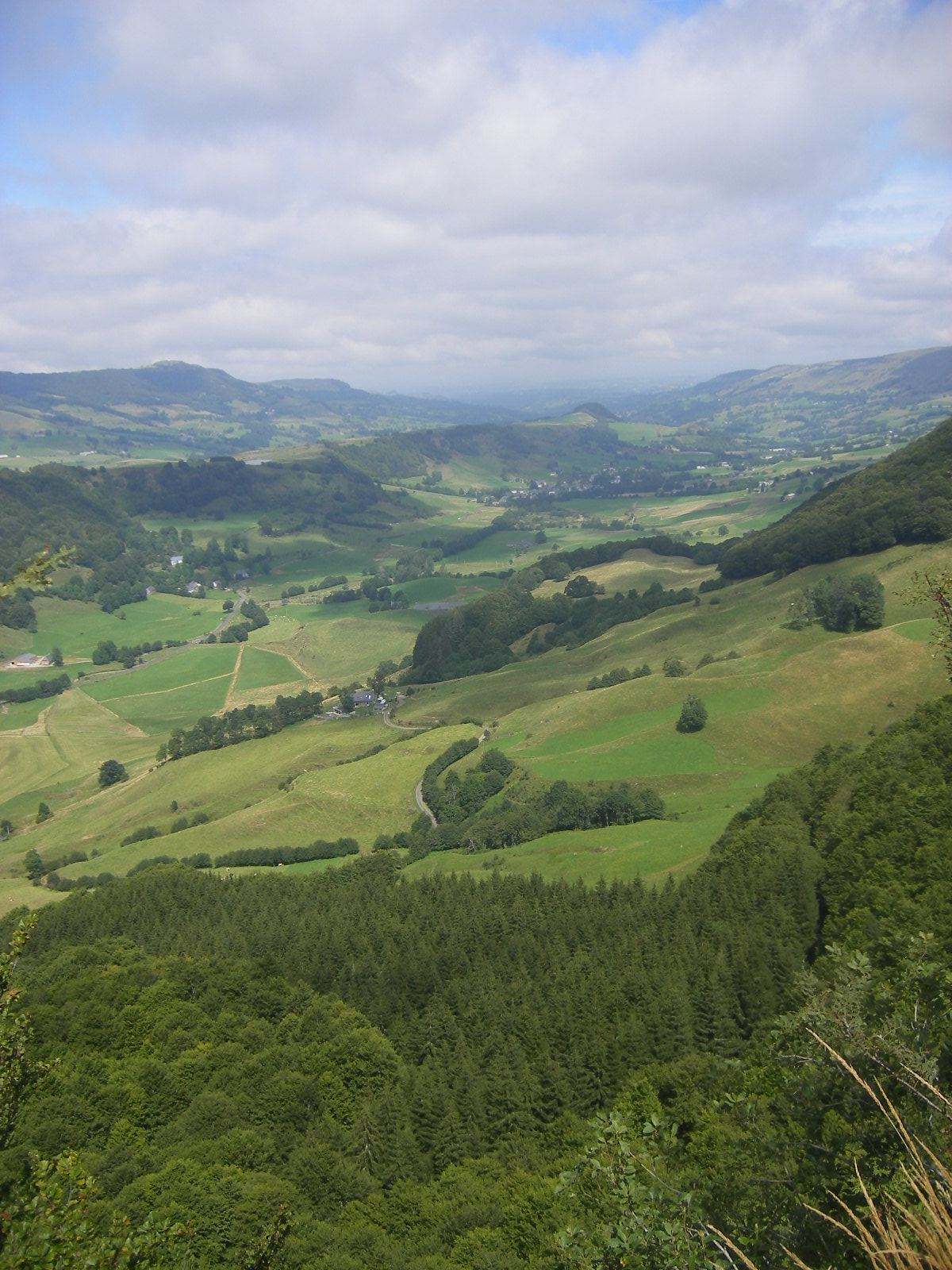
Forêts de conifères et de feuillus, pâturages, dans le Cantal.
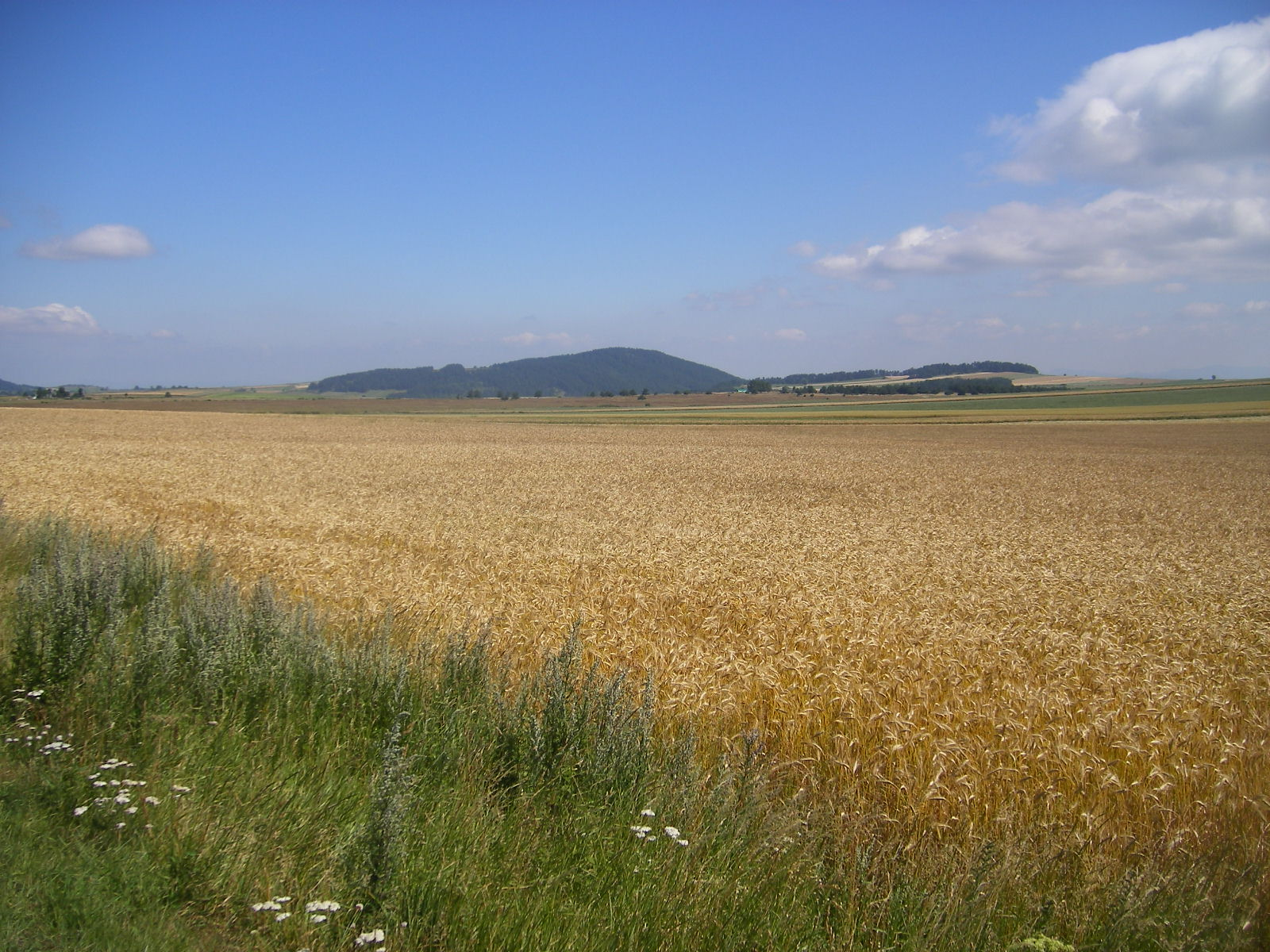
Plateau agricole en Haute-Loire.
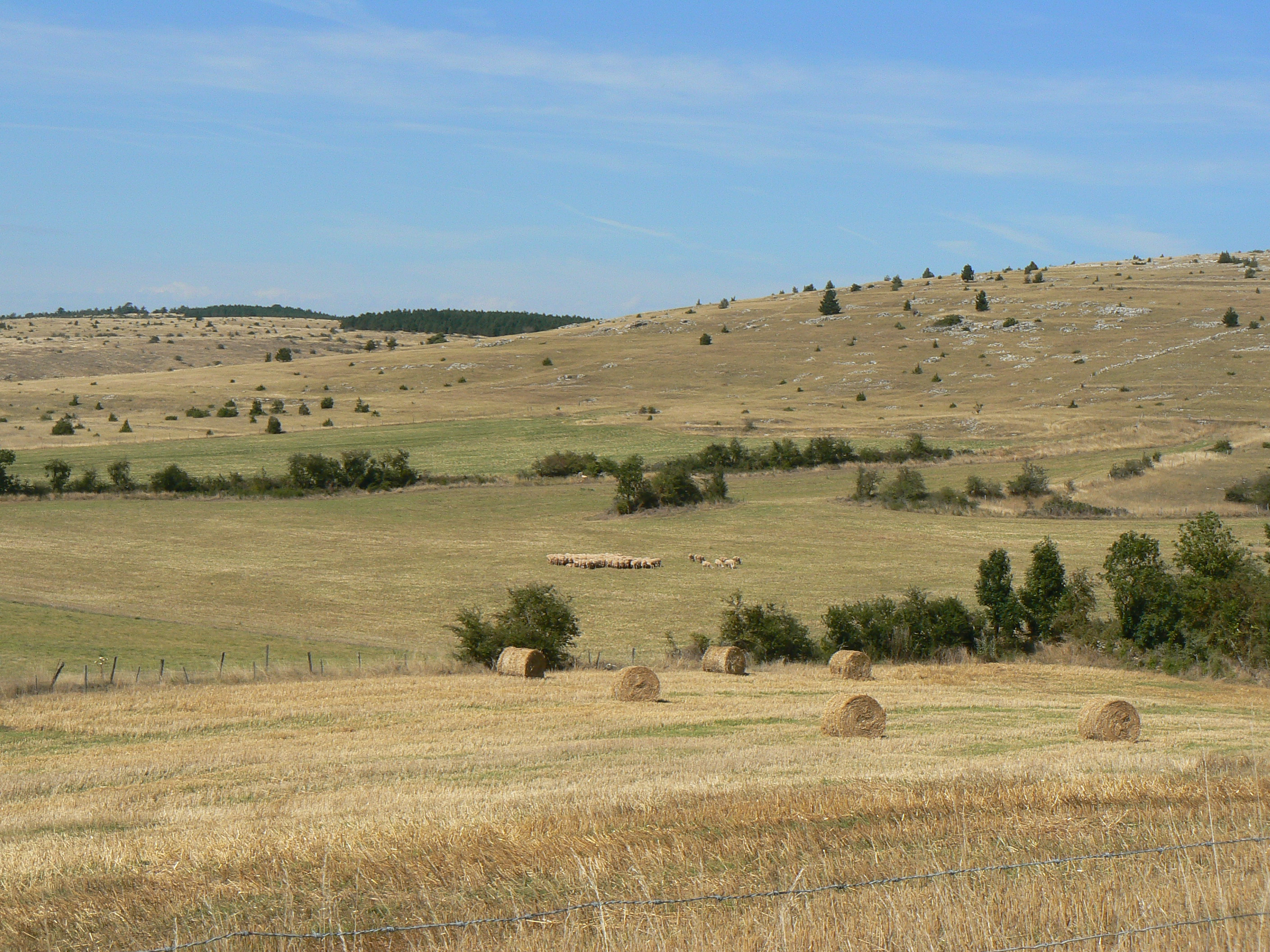
Un paysage de causse.
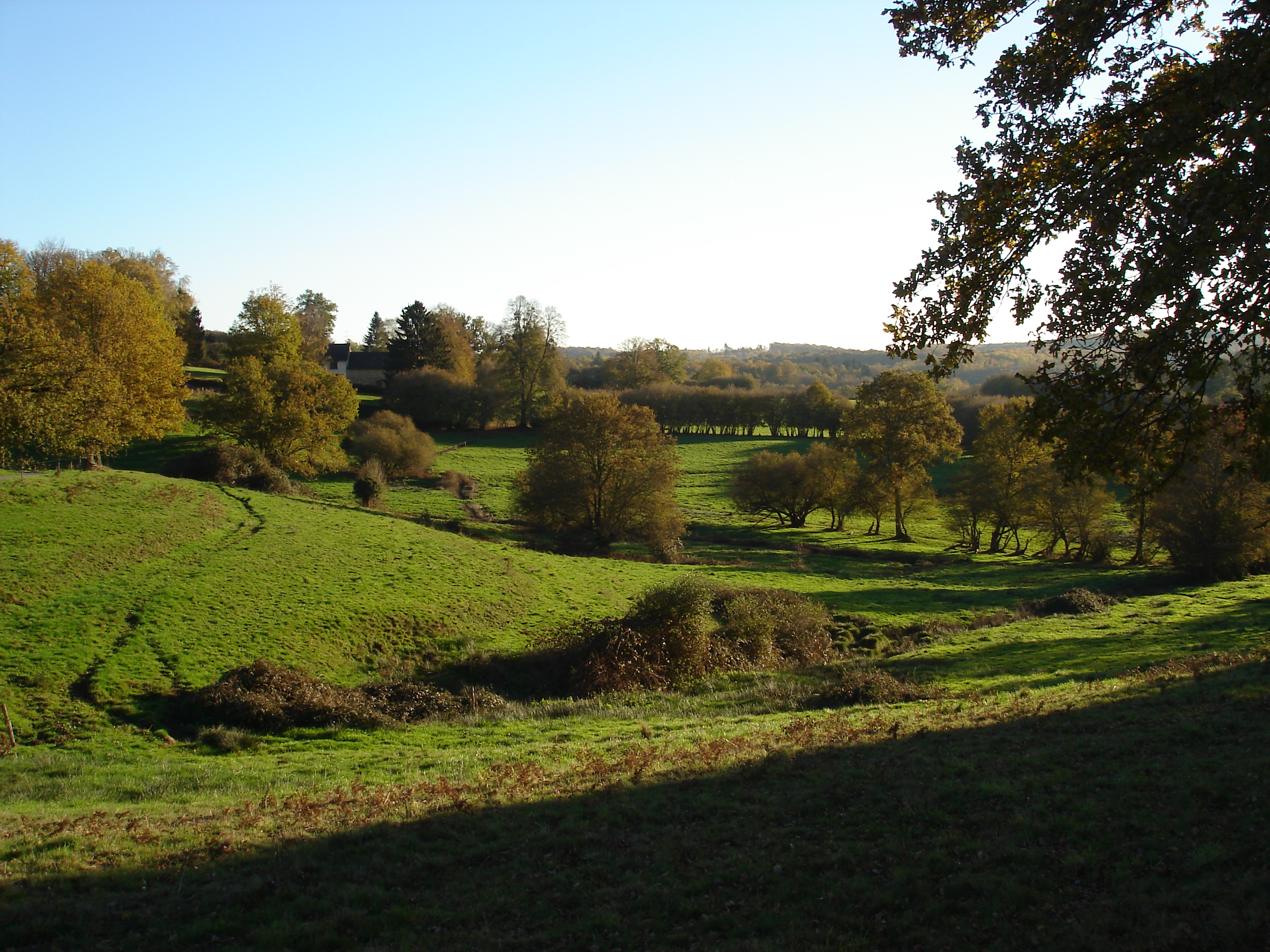
Paysage bocager en Creuse.
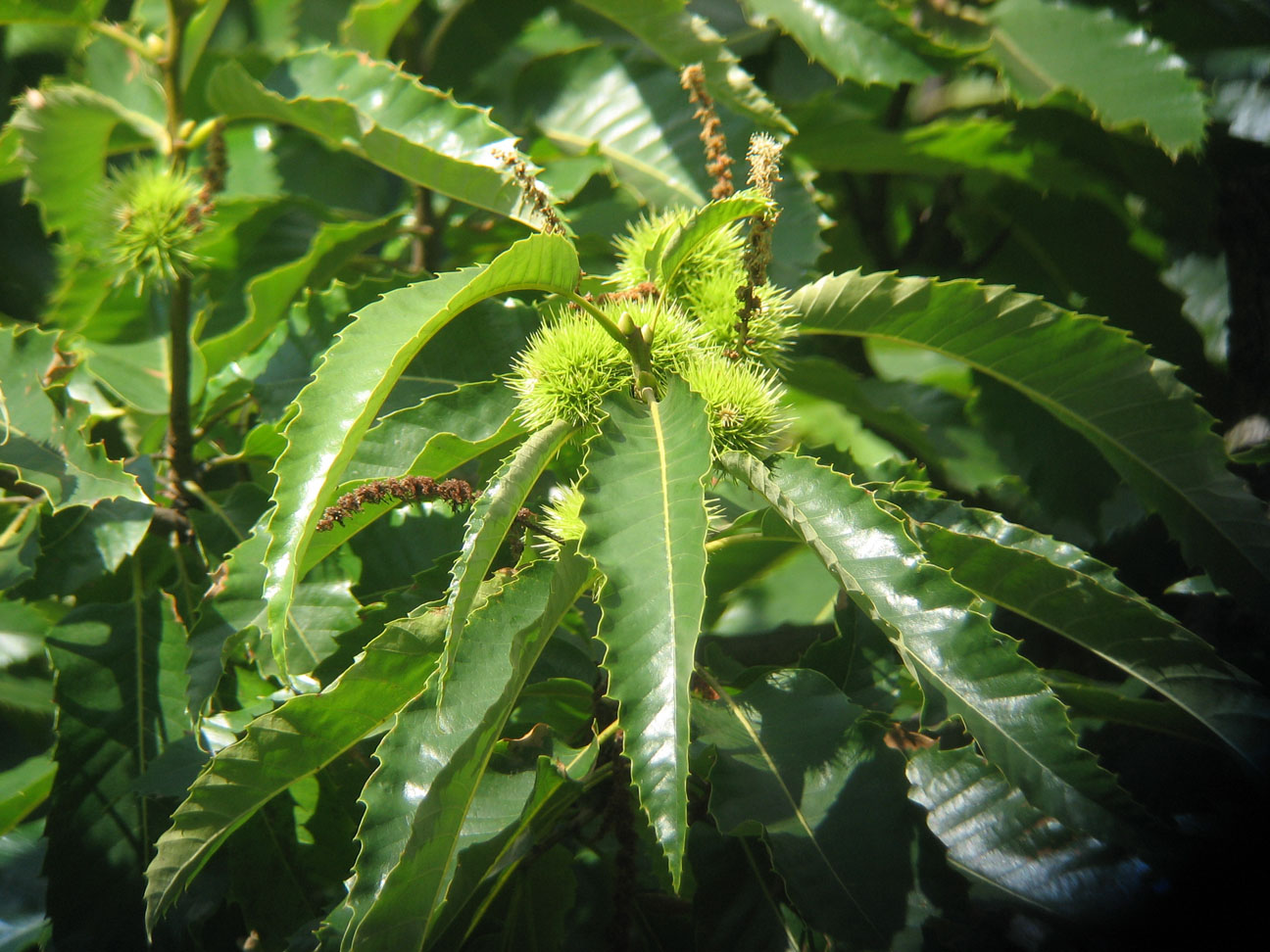
Châtaignier.
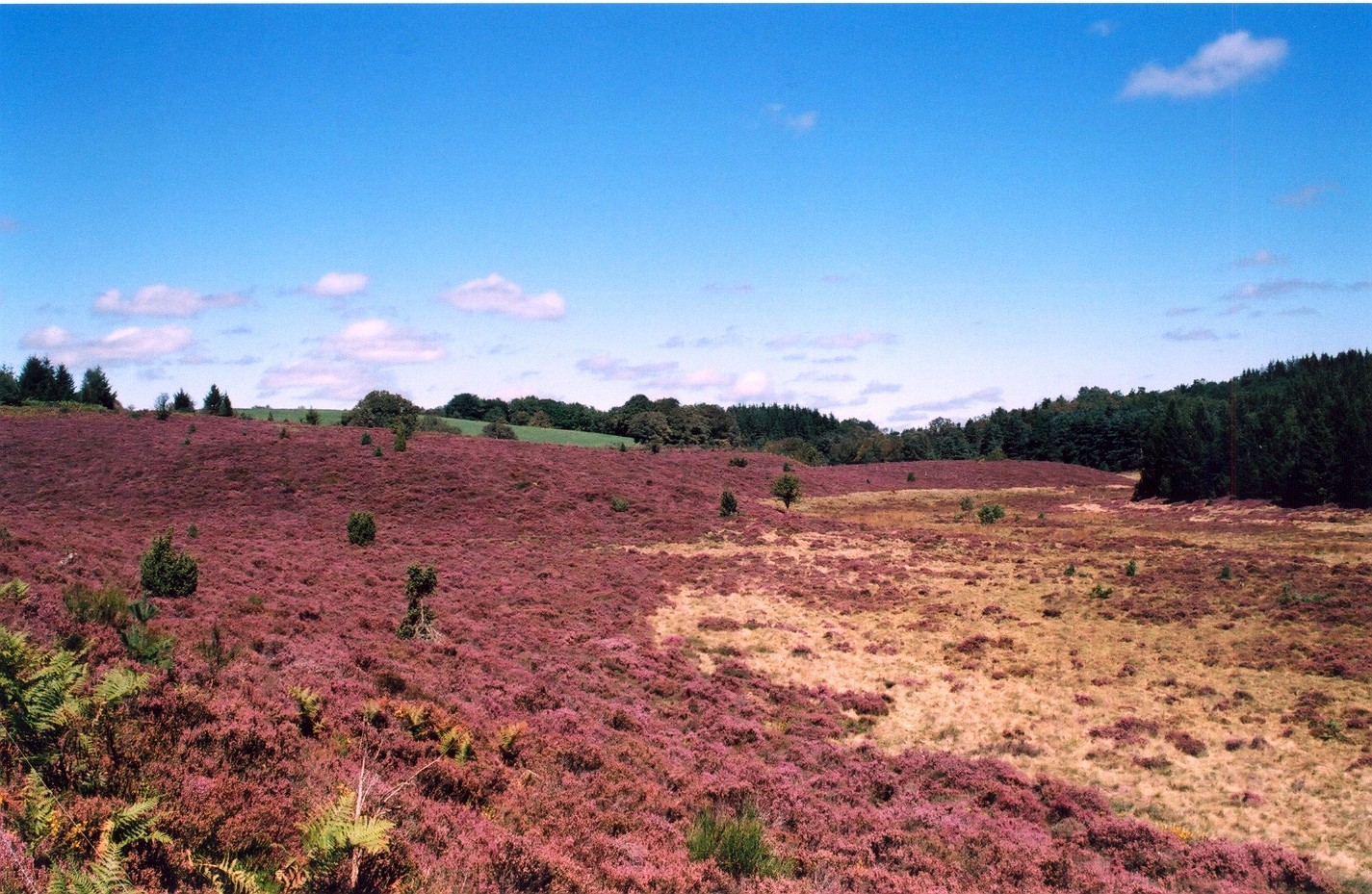
Lande de bruyères en Corrèze.
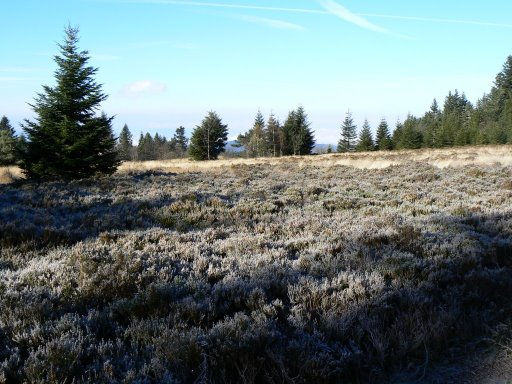
Lande du Forez.
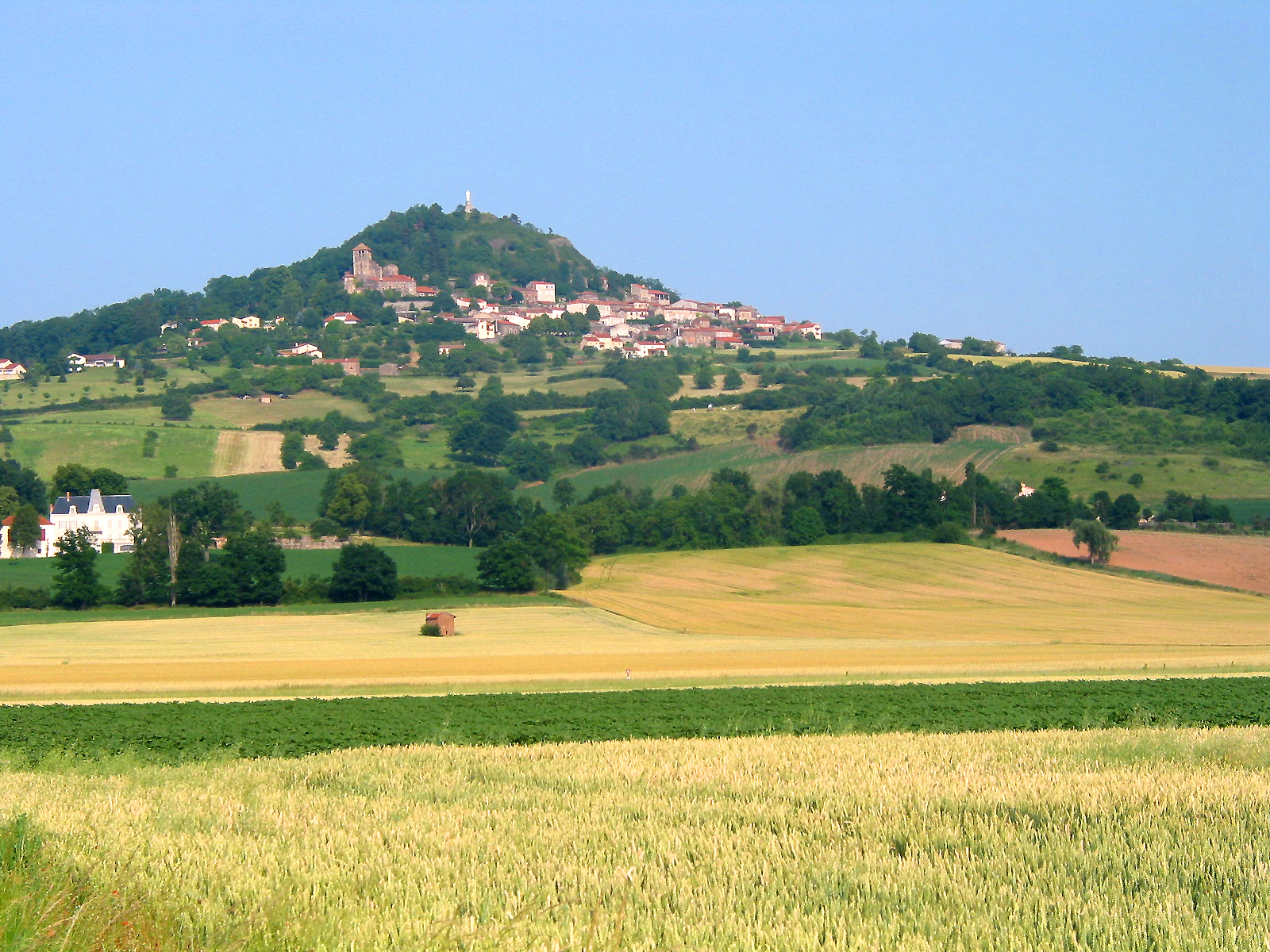
Plaine agricole de la Limagne.
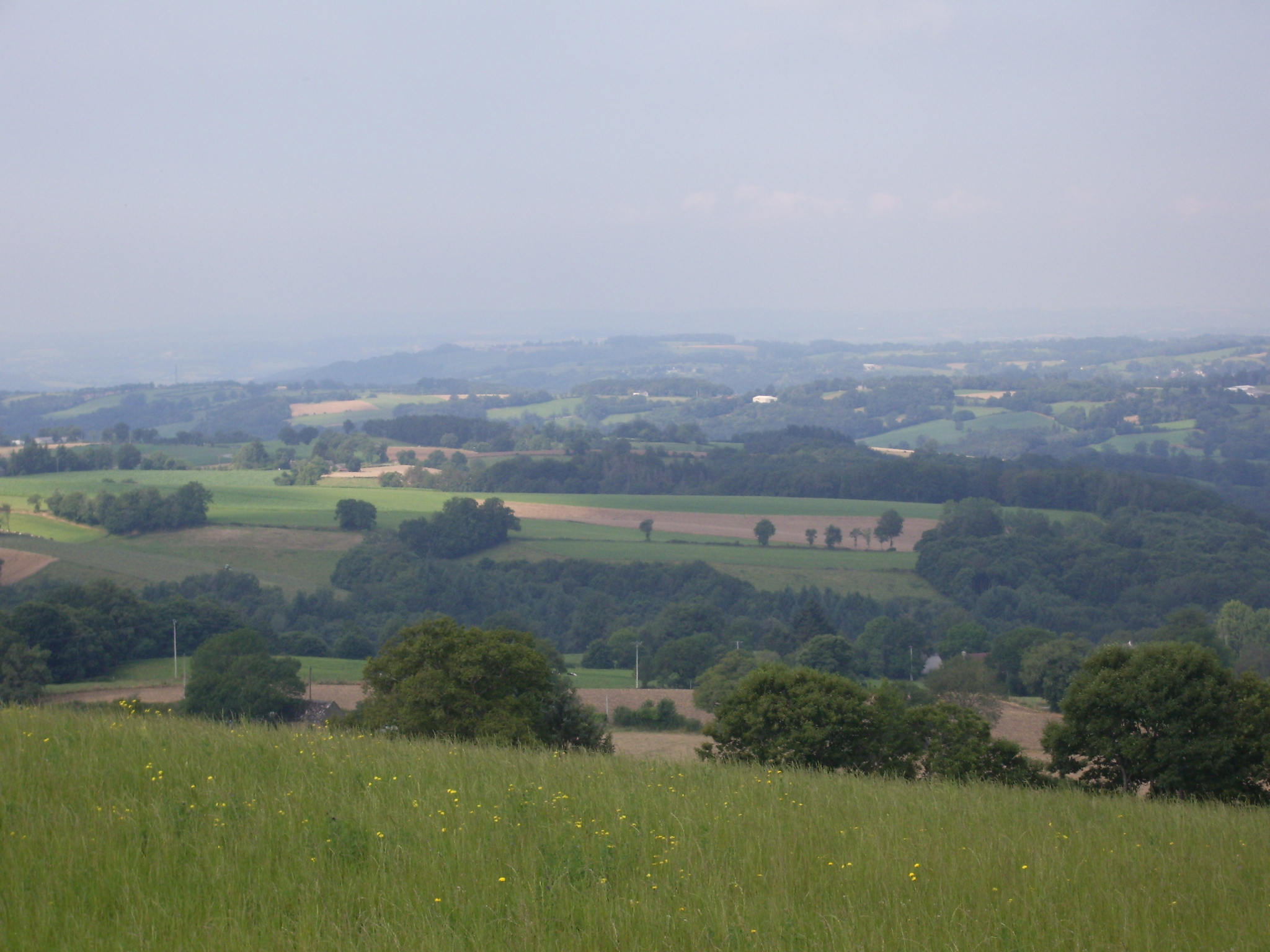
Paysage du Ségala.
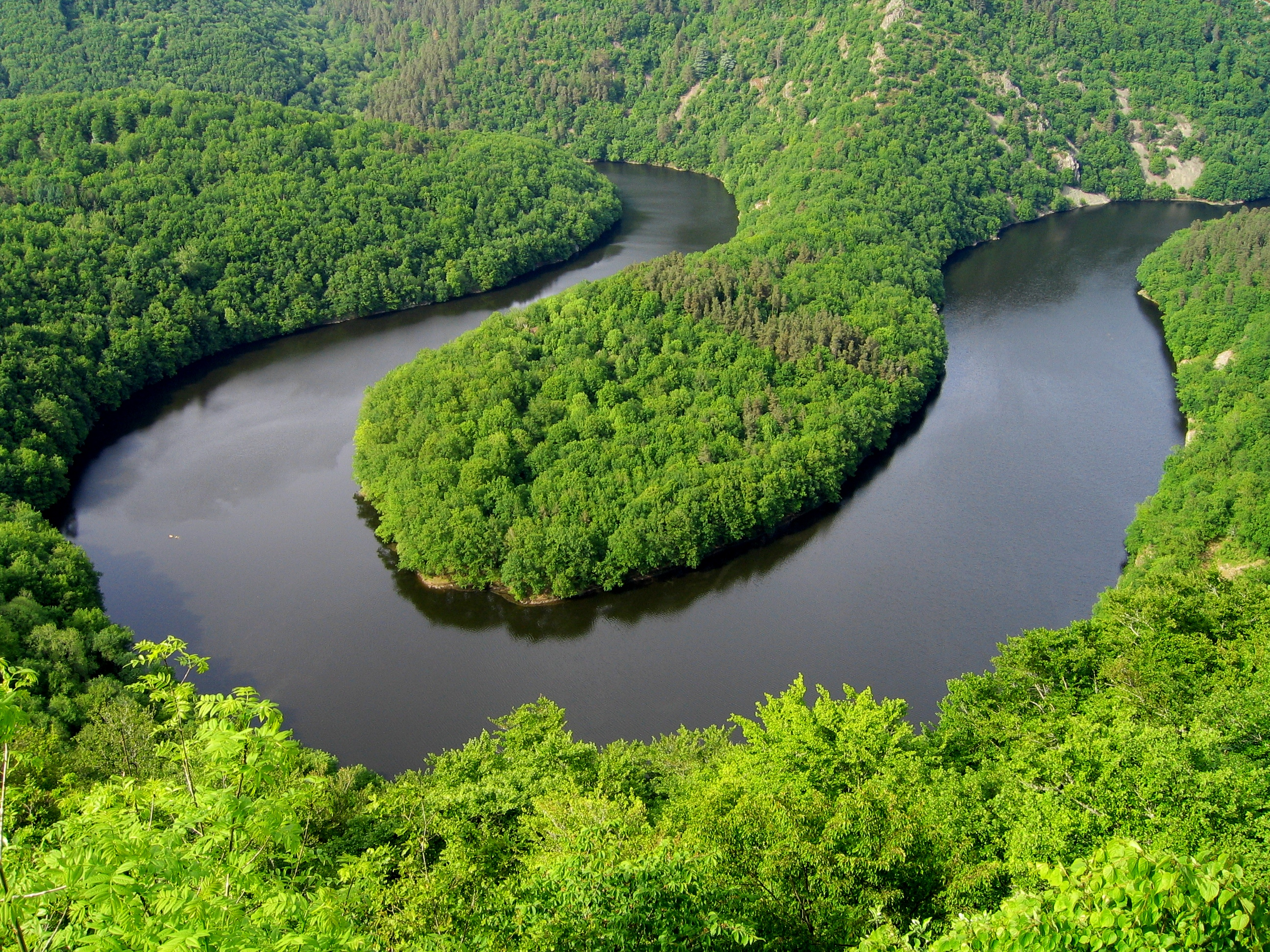
La Sioule au méandre de Queuille.

#### Faune

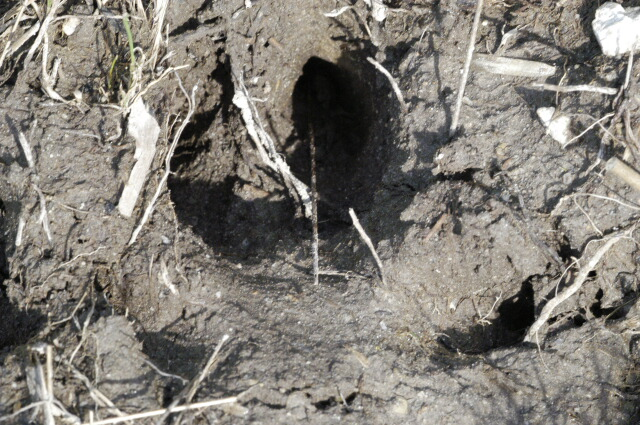
Le sanglier occasionne de nombreux dégâts sur les cultures

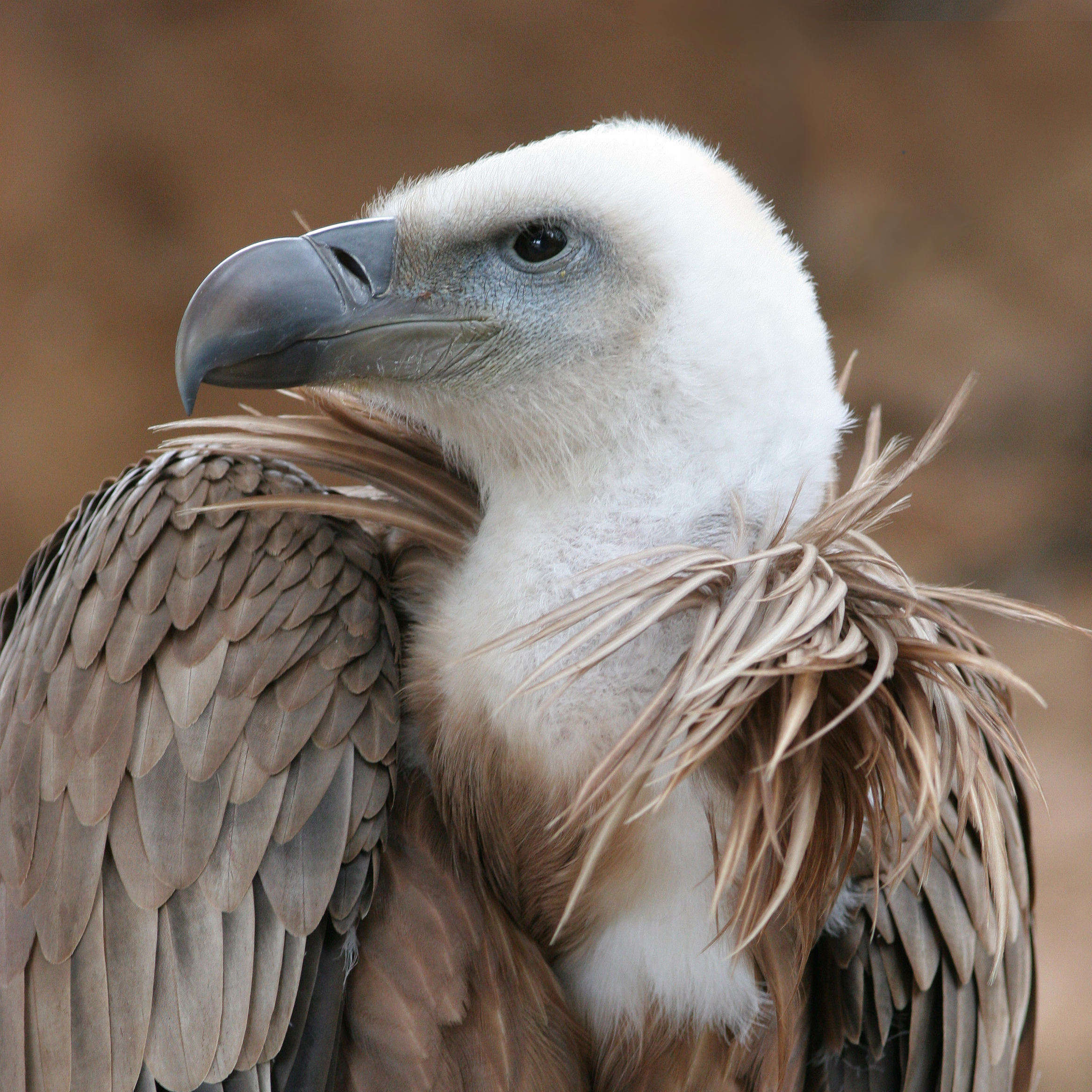
Le vautour a été réintroduit en plusieurs endroits, notamment dans les gorges du Tarn

Comme la végétation, et probablement davantage qu’elle, la faune du Massif central a été modifiée par l’Homme. Du fait de la diversité des biotopes, du contact entre milieux océaniques, continentaux et méditerranéens ainsi que des interventions anthropiques, le Massif central est aujourd’hui porteur de biodiversité et d’une grande quantité d’espèces animales. Certaines ont été décimées, comme la loutre, le busard cendré, l’aigle royal, la cistude d'Europe ou le râle des genêts. D’autres ont été introduites avec succès sur les hauts sommets volcaniques (Sancy, Cantal, Mézenc) ou cristallins, comme la marmotte, le mouflon ou le chamois. Le grand-duc, qui s’était raréfié, a retrouvé un certain dynamisme dans les escarpements rocheux des vallées de montagne, tout comme le faucon pèlerin (Cantal, Corrèze). Finalement, mieux protégés, les rapaces sont en augmentation, à l’image du vautour fauve réintroduit, avec le vautour percnoptère, dans les Grands Causses. Cette préservation des biotopes a souvent permis une recolonisation naturelle par de nombreuses espèces : pic noir, chouette de Tengmalm, grenouille rieuse, etc.
Alors que peu d’oiseaux restent sédentaires au-delà de 1 200 mètres d'altitude, beaucoup migrent à travers les hautes terres vers des contrées plus clémentes ; en réalité, le Massif central constitue bel et bien un corridor écologique entre la péninsule Ibérique et le reste de l’Europe.

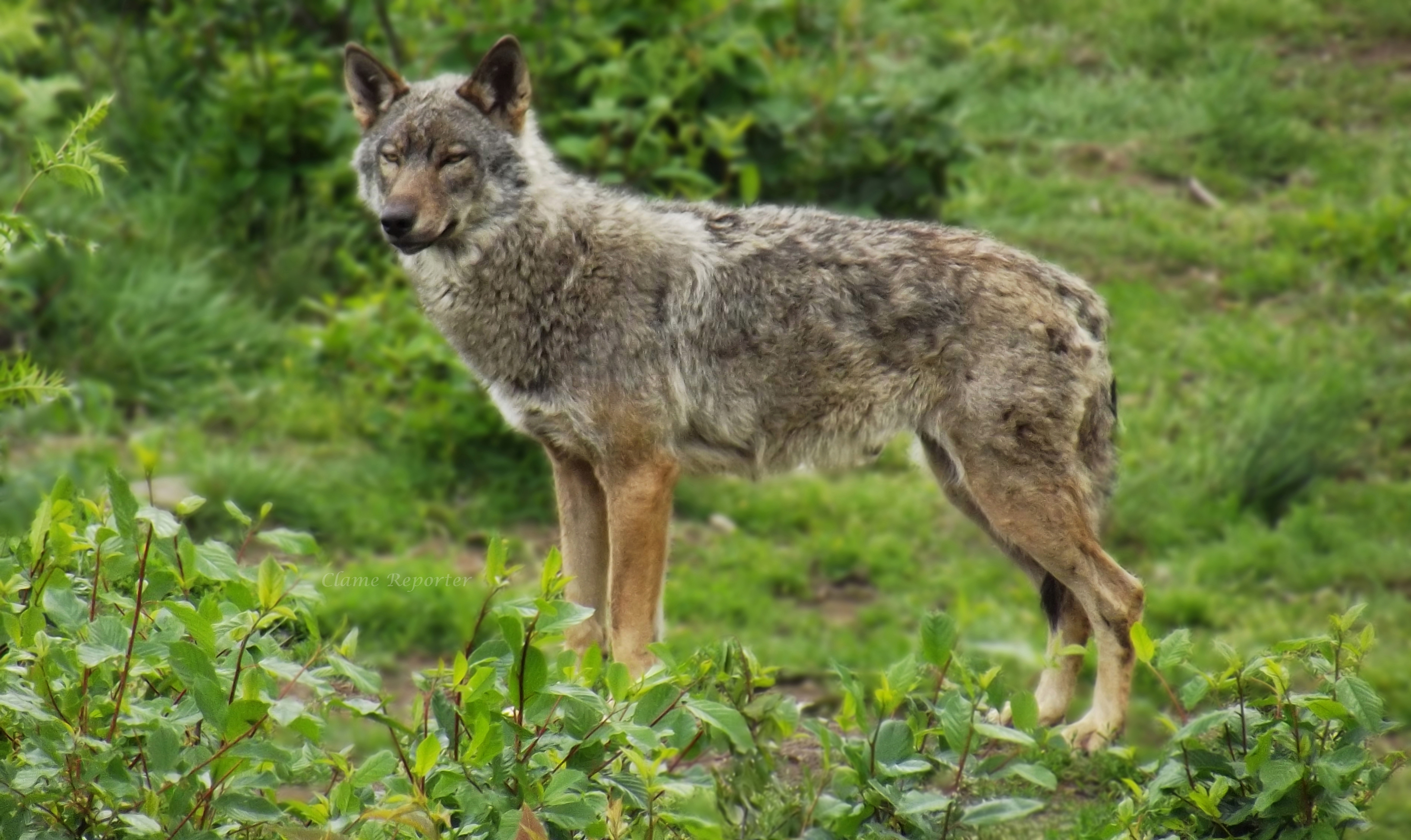
La présence de loups est avérée dans le Massif central.

Malgré leur mobilité, diverses espèces obéissent à des conditions d’habitat bien connues. Le castor est présent dans certaines vallées (Allier, Sioule, Lignon[Lequel ?]), Dourbie, Tarn comme la loutre (Corrèze, Creuse, ouest du Puy-de-Dôme et du Cantal) ou les écrevisses à pattes blanches qui peuplent les rivières non polluées. Le saumon atlantique se retrouve dans la haute vallée de l’Allier. Des espères rares comme les Merles de roche ou à plastron nichent dans les éboulis des versants des monts d’Auvergne ou du Forez. Dans les grandes forêts, surtout de conifères, la martre est présente dans tout le Massif central.
Les petits mammifères abondent jusqu’à créer une gêne pour l’agriculture : taupe, belette, mulot ou campagnol. Les forêts abritent le sanglier et le chevreuil dont on redoute également les dégâts sur les cultures et prairies. Des plans de gestion de ces populations sont devenus nécessaires. Le blaireau est présent dans l'Aveyron, le Cantal, dans la Haute-Loire ou dans le Puy-de-Dôme. La belette ou l’hermine sont mieux représentées dans l'Aveyron et en Lozère tandis que la fouine est repérée jusqu’à 1 300 mètres d’altitude dans tout le massif.
Le retour des prédateurs, et notamment du loup, dont les indices de présence se multiplient dans les parties orientales et méridionales du Massif central, ne laisse pas d’inquiéter chasseurs et éleveurs.
La connaissance de la faune s’est améliorée avec la définition des zones naturelles d’intérêt faunistique et floristique (ZNIEFF) ; des mesures de protection existent d’ores et déjà sur les sites Natura 2000 qui sont nombreux dans les vallées (Allier, Loire), la montagne volcanique, le Forez, la Margeride, le Velay, le Mézenc, la Montagne limousine, les causses ou les Cévennes.

## Histoire

### Antiquité
La Confédération arverne, formée par le peuples des Arvernes (actuelle Auvergne) et plusieurs peuples voisins, clients ou tributaires correspondait à une grande partie du massif.
La province d'Aquitaine première de l'Empire romain réunit la majorité des territoires du massif.

### Moyen Âge
La province ecclésiastique de Bourges, héritière de l'Aquitaine première, réunit tout le Massif central, excepté le Vivarais.
Guérin de Vergy est le premier à personnifier le Massif central au IXe siècle[réf. nécessaire].

### Période moderne
Les Cévennes sont le théâtre de la révolte des Camisards entre 1702 et 1704.

## Aménagement du territoire

### Ruralité et urbanisme

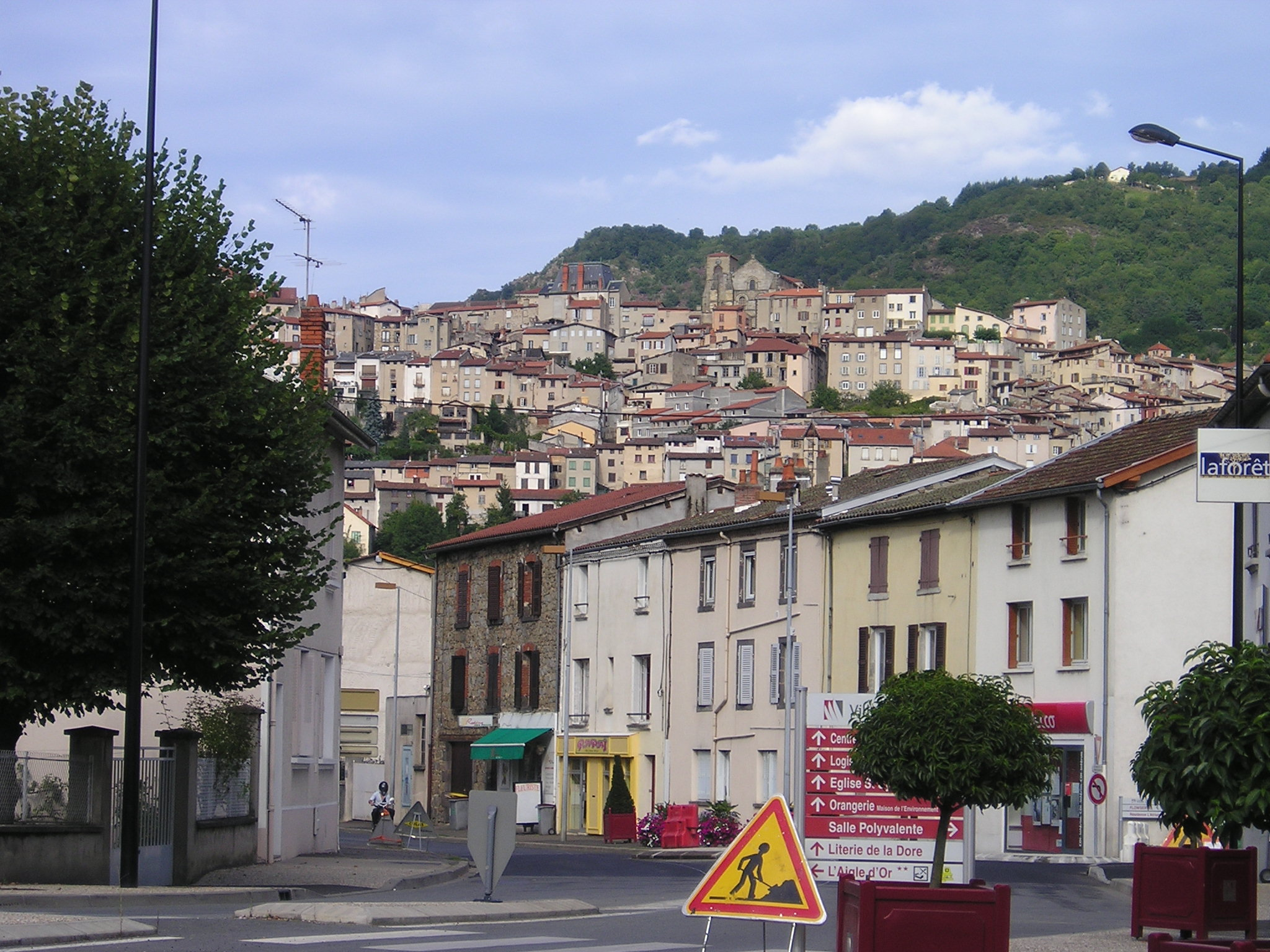
Le centre-ville de Thiers vu du bas de la ville.

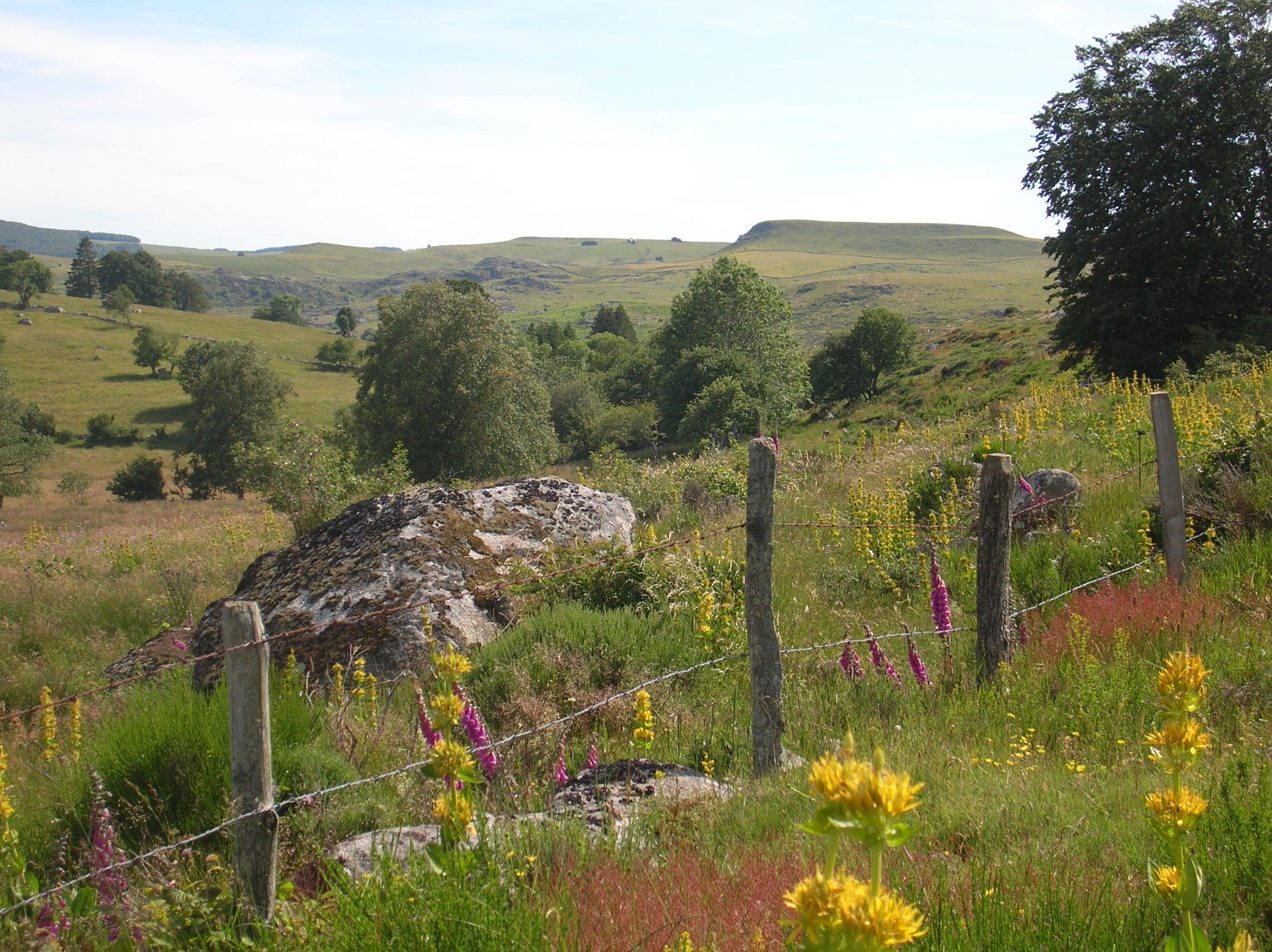
Paysage rural dans les environs de Saint-Urcize (Cantal).

Le Massif central est une région désormais plutôt urbaine (60 % de sa population se concentre sur une trentaine d'aires urbaines qui couvrent un quart de son territoire), au sein de laquelle se trouvent quelques grandes villes comme Clermont-Ferrand, Saint-Étienne et Limoges.
Cette région, de moins en moins isolée grâce notamment à l'A75 « la méridienne », l'A89, l'A71 et comporte de nombreux départements au secteur agricole et agro-alimentaire riches et dynamiques. De nouvelles grandes agglomérations se dessinent, notamment Rodez (48 000 habitants), Brive-la-Gaillarde (75 000 habitants) ou encore Le Puy-en-Velay et Thiers.
Cependant, il existe encore dans le Massif central des régions fortement enclavées, très rurales et très faiblement peuplées, notamment dans les parties sud et ouest du massif, comme les départements du Cantal, de la Creuse ou de la Lozère. Ce dernier est par ailleurs le département la moins peuplé de France métropolitaine.

#### Unités urbaines
En 2019, les 15 unités urbaines les plus peuplées du Massif central étaient les suivantes, par ordre décroissant :

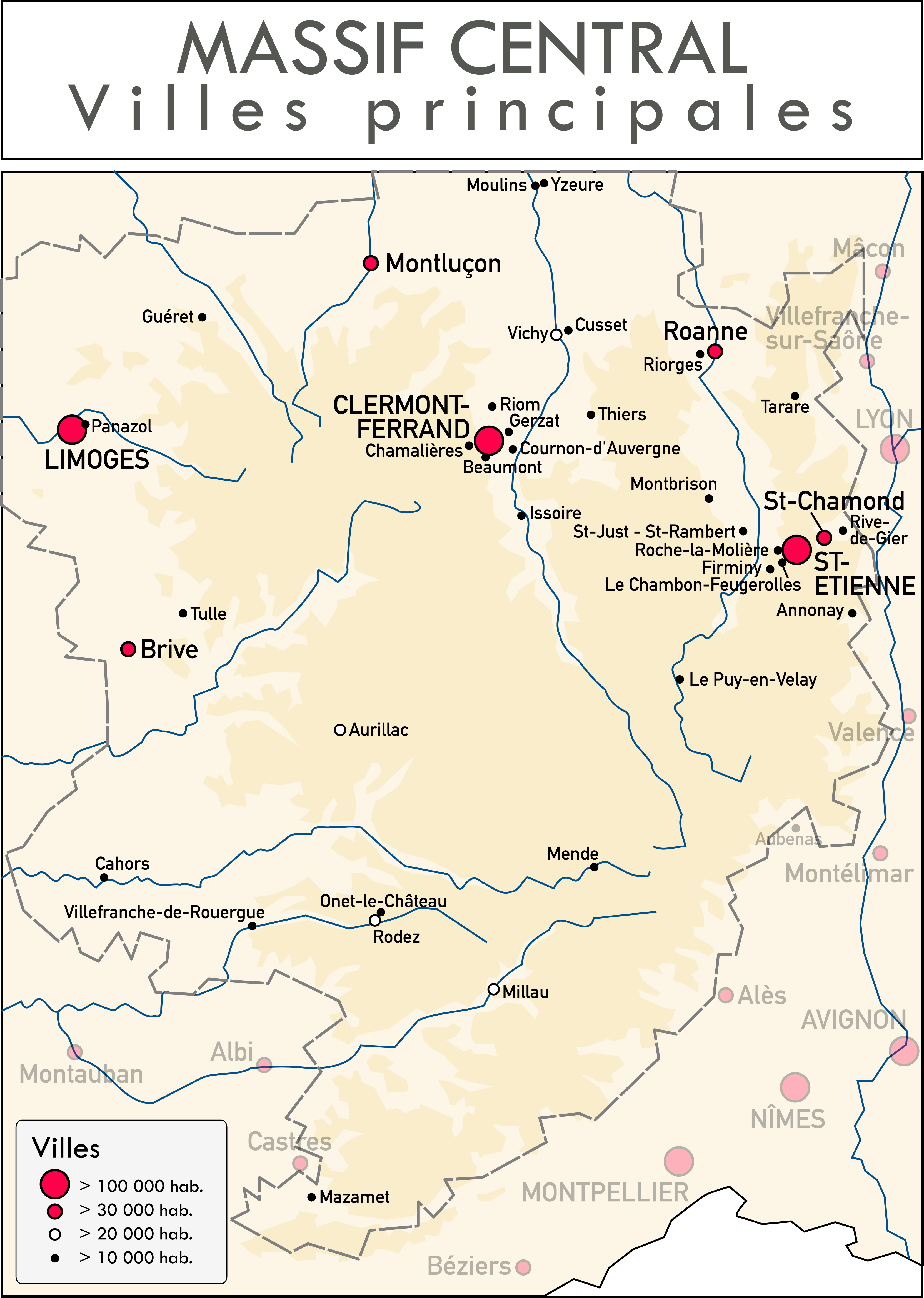
Carte de localisation des communes les plus peuplées du massif.

| Saint-Étienne (375 797 habitants)     |
| Clermont-Ferrand (273 822 habitants)  |
| Limoges (186 163 habitants)           |
| Roanne (81 284 habitants)             |
| Brive-la-Gaillarde (76 456 habitants) |
| Vichy (66 886 habitants)              |
| Montluçon (51 495 habitants)          |
| Rodez (48 084 habitants)              |
| Aubenas (42 342 habitants)            |
| Le Puy-en-Velay (38 435 habitants)    |
| Moulins (37 610 habitants)            |
| Riom (33 537 habitants)               |
| Aurillac (33 866 habitants)           |
| Annonay (28 051 habitants)            |
| Millau (23 423 habitants)             |

### Transports et communications

#### Réseau routier

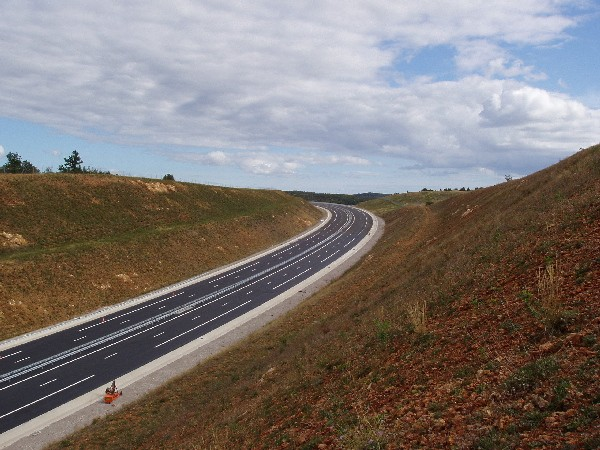
L'A75 traversant le Larzac.

Si le chemin de fer a permis le désenclavement de la région au cours du XIXe siècle avec la construction de plus d'un millier de kilomètres de voies, la route a fini par s'imposer.
Dès l’entre-deux-guerres, les autobus ont rendu de grands services dans les campagnes et autour des villes. Aujourd’hui, ces services publics ont largement disparu et il a fallu attendre longtemps avant que les petites routes sinueuses ne soient améliorées, qu’un réseau cohérent apparaisse et que les premières autoroutes voient le jour : de Saint-Étienne vers Lyon, dès les années 1970, mais surtout, grâce au « plan routier Massif central » (1975), entre Clermont-Ferrand et Saint-Étienne au début des années 1980, de Clermont-Ferrand à Bourges et Paris vers 1989, de Clermont à Béziers ou à Périgueux tout récemment.
Ainsi, deux axes autoroutiers majeurs traversent désormais le Massif central : l'A75 Paris-Clermont-Ferrand-Béziers (qui suit d'ailleurs en grande partie le tracé de la ligne des Causses, en déclin) favorise les échanges entre Paris et la mer Méditerranée, tandis que l'A89 Bordeaux-Clermont-Ferrand-Lyon se pose comme le chaînon manquant de la traversée est-ouest de l'Europe. D'autres autoroutes, telles l'A20 ou l'A72 contribuent au désenclavement.
Des travaux sont en cours sur la route Centre-Europe Atlantique (RCEA) et sur la RN 88 Lyon-Toulouse. Mais il manque une ouverture vers le Nord-Est via la Bourgogne et les flux restent modestes au cœur du massif, même pour le transit. Il n’empêche que le Massif central profite désormais d’un réseau routier de très bon niveau avec un maillage serré équivalent à celui des autres régions, fait remarquable si on le rapporte au faible peuplement des régions traversées, au profil et à l'altitude. Il n’en reste pas moins que les flux, malgré leur progression, sont bien inférieurs à ceux des grands couloirs de circulation français.

#### Réseau ferré

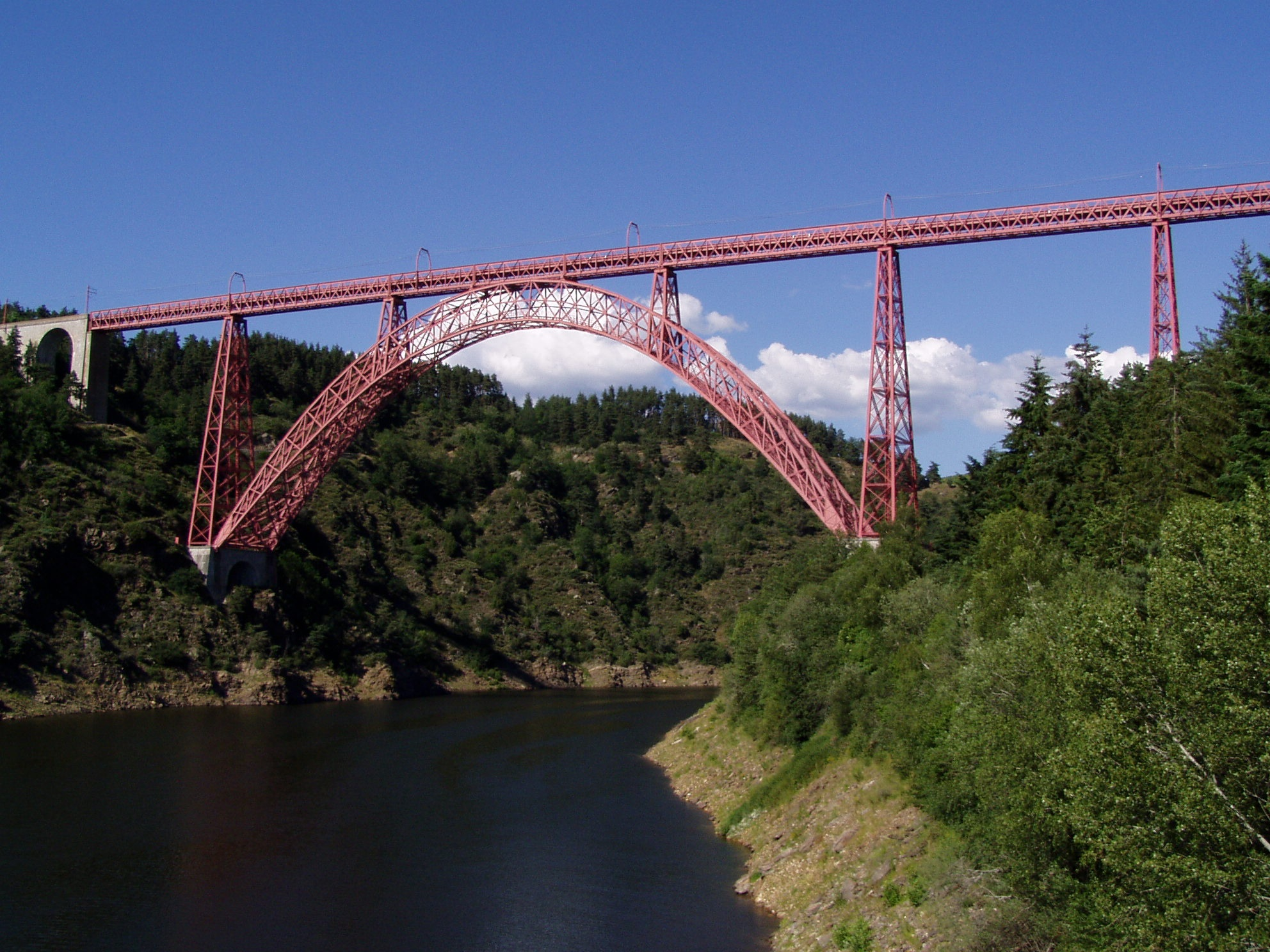
Le viaduc de Garabit, sur lequel passe la ligne des Causses.

Hormis sur sa frange occidentale, bénéficiant de la grande ligne Paris-Orléans-Limoges-Toulouse (POLT), la desserte ferroviaire du Massif central a toujours été médiocre, malgré le chemin de fer dont l'implantation fut difficile (rampes à forte déclivité, construction de tunnels ou viaducs fort coûteux comme ceux des Fades, de Garabit ou du Viaur), alimentant le mythe de « l'enclavement » d’un massif contourné plus que traversé ; la concurrence entre les compagnies ferroviaires désireuses de canaliser le trafic du vin a certes été bénéfique, mais les tracés ont alors obéi plus aux besoins de la compagnie des Chemins de fer du Midi qu'aux nécessités locales.
Le réseau est donc incomplet, décevant par les carences, la dégradation de certaines lignes locales et la lenteur des services collectifs offerts. Malgré la mise en service de quelques matériels rajeunis, il tarde à se moderniser à l’exception des périphéries urbaines (Lyon-Saint-Étienne, Clermont-Ferrand-Issoire) ou de quelques liaisons interurbaines (Albi-Rodez) ; seuls l'axe de la Limagne jusqu’au sud de Clermont-Ferrand et les grandes périphéries urbaines procurent au massif un regain de trafic (Ouest lyonnais et stéphanois, étoile toulousaine).
Globalement, depuis 2002, le trafic voyageurs croît dans le Massif central en incluant les lignes de banlieue comme celles des hautes terres ; cette progression est due à un contexte favorable au chemin de fer du fait, entre autres, de la hausse du prix du pétrole, des engorgements urbains qui font se reporter de nombreuses personnes vers le rail. Elle est aussi le fruit des politiques régionales pour la plupart de plus en plus favorables au rail. En revanche, le fret ferroviaire recule avec la désaffectation de certaines lignes et le réseau TGV tarde à s'implanter à l’exception de Lyon-Saint-Étienne.

#### Aéroports

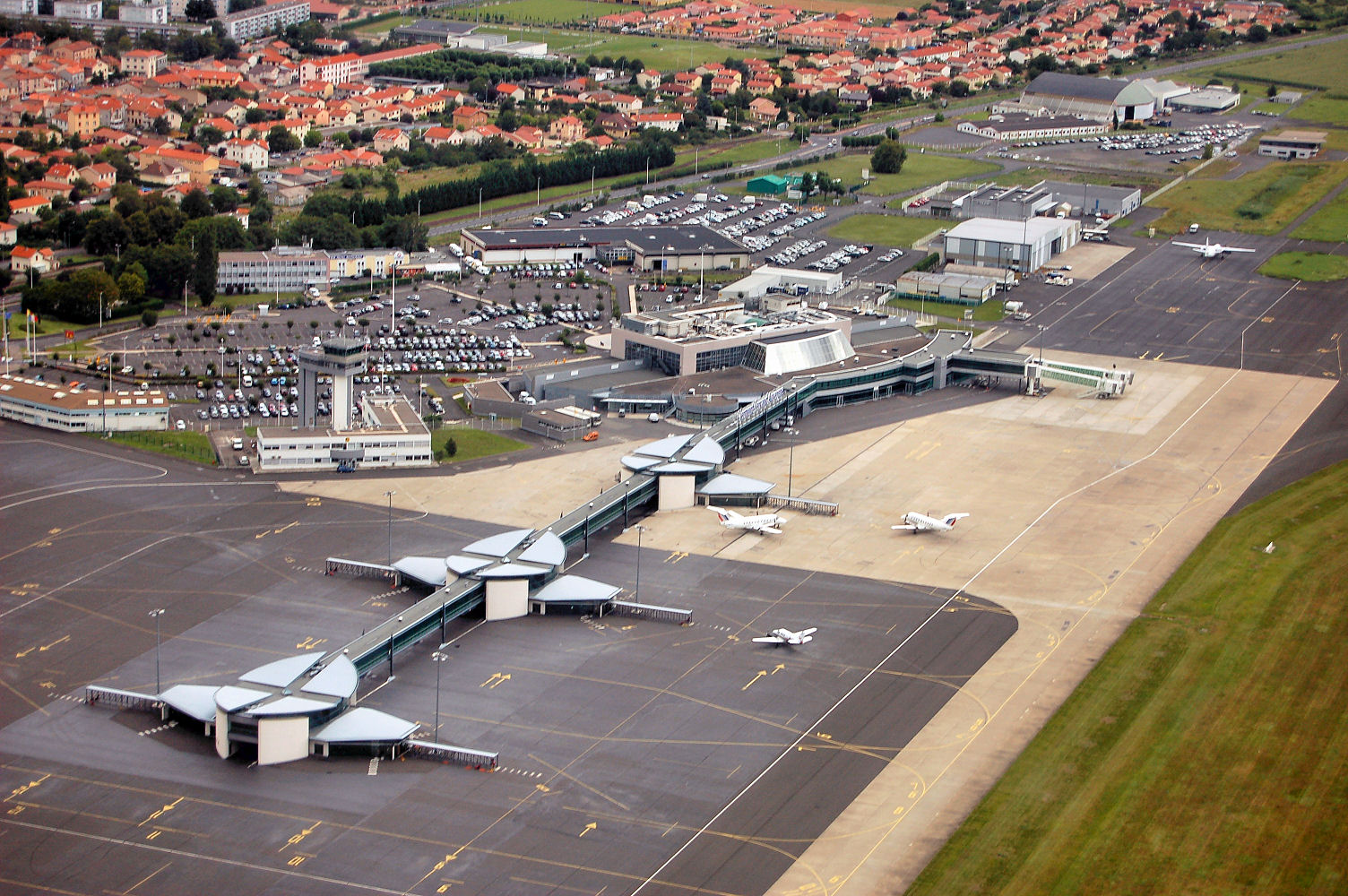
Les aéroports de Clermont-Ferrand (425896 passagers en 2013), Limoges (299654) et Rodez (143392) sont les plus fréquentés.

C’est en marge du Massif central que se trouvent les grandes infrastructures aéroportuaires (Toulouse, Lyon, Montpellier), captant une partie de la population des hautes terres. Ces plates-formes présentent des dynamiques globalement positives, le nombre de lignes tendant à croître. Au centre-nord du massif, l'aéroport de Clermont-Ferrand-Auvergne est le plus important. Il est caractérisé par un réseau de niveau régional avec des lignes vers les principales métropoles françaises ou de la proche Europe. Mais, il reste fragile en lien avec le transfert d’une partie de son hub au profit de Lyon-Saint-Exupéry. Le nombre de passagers a dégringolé ces dernières années (près de 900 000 passagers en 2000 contre 400 000 en 2009). Les aéroports de Limoges-Bellegarde (nord-ouest) et Rodez-Marcillac (sud-est) se développent d'année en année et leur offre de destinations — low cost ou non — se diversifient ainsi, tout en restant modestes. Limoges a gagné près de 225 000 passagers en 10 ans. L'aéroport de Saint-Étienne-Loire s'est développé en accueillant plusieurs compagnies ; il accueille 110 000 personnes par an. Rodez a gagné 70 000 passagers en 10 ans. Les aéroports d'Aurillac, Le Puy-Loudes, Brive possèdent au moins une liaison vers Paris, mais le transit ne dépasse pas les 40 000 passagers par an. Les habitants sont souvent dépendants des décisions des compagnies à bas prix (notamment à destination du Royaume-Uni) tandis que les liaisons entre les métropoles et surtout avec Paris ont des coûts très élevés et n’offrent pas une clientèle suffisante.

#### Nouvelles technologies
Malgré les insuffisances dénoncées par les usagers de base comme par les entrepreneurs, la couverture en nouvelles technologies de communication s’est nettement amendée dans le Massif central. Non seulement, l’irrigation en fibres optiques progresse le long des axes de transports, mais surtout la téléphonie mobile et le haut débit se diffusent, laissant de moins en moins de vides en dehors de quelques territoires de confins. Il s’agit donc d’un incontestable progrès, réalisé à court terme, avec de réels efforts des collectivités territoriales et le soutien des chambres consulaires dans le cadre du programme « Cybermassif » qui déploie des centres de services destinés aux PME dans une douzaine de bassins d’emplois (Montluçon, Moulins, Vichy, Mende, Le Puy-en-Velay, etc.).

### Projets
Au total, loin des clichés de l’enclavement, le Massif central est de plus en plus traversé, assurant un trait d’union entre l’Atlantique et l’Europe rhénane, entre le Nord et la Méditerranée. Dans le domaine des transports, l’ouverture des grandes transversales Nord-Sud (A 75, A 89 et A 20) ainsi que l’amélioration de la Route Centre-Europe Atlantique, peut-être doublée dans le futur par le projet de liaison ferroviaire transversale Alpes Auvergne Atlantique (TAA), contribuent à repositionner le Massif central comme un espace d’échanges de personnes et de marchandises, d’idées et de culture entre l’Europe, y compris orientale, et le Sud. D’ores et déjà, des partenariats se développent avec le Sud-Ouest européen et d’autres régions aux enjeux similaires.
Des projets concrets et à court ou moyen terme se font, afin de relier le mieux possible les périphéries comme les confins du Massif au reste du pays et de l'Europe, au travers de l'aménagement de la RCEA (Nantes/Bordeaux-Limoges-Montluçon-Mâcon-Genève/Strasbourg) de la LGV Poitiers - Limoges ou du projet LGV Paris Orléans Clermont-Ferrand Lyon.
D'autres projets comme l'installation de téléphériques à Thiers et à Clermont-Ferrand ont été proposés.

## Économie
Sur le plan économique, les hautes terres du Massif central sont toujours un bastion agricole à l’échelle nationale française, avec des produits agroalimentaires de qualité et la part des actifs agricoles dans la population active totale y est souvent plus élevée qu’ailleurs. Mais 8 % d’actifs agricoles à l’échelle du massif, cela signifie aussi que la quasi-totalité des emplois restants relève des secteurs secondaire et tertiaire, de l’industrie (21,6 %), du bâtiment et des travaux publics (6,4 %), du commerce (12 %) et surtout des services (52 %).
La part des actifs relevant du secteur secondaire est supérieure à la moyenne nationale et si le Massif central ne peut être qualifié de « région industrielle », notamment parce que cette branche reste diffuse, concentrée sur quelques espaces privilégiés, on doit relever que l’ensemble s’appuie, selon l’Insee, sur un tissu de pas moins de 23 274 établissements. La majorité est constituée de petites entreprises, mais 966 ont plus de cinquante salariés, dont 178 plus de deux cents ; ces dernières regroupant le tiers de l’emploi industriel montagnard.
L'examen de l'évolution en valeur absolue de la population active est aussi riche d'enseignements. Si, dans la majeure partie du Massif central, elle régresse, les cartes montrent que les cantons les plus frappés sont non seulement de rares foyers industriels mais aussi des secteurs souvent agricoles qui n'arrivent pas à maintenir un potentiel secondaire et tertiaire déjà très faible. Seules les agglomérations et leurs auréoles périurbaines se distinguent, avec de rares cantons touristiques et, une fois encore, les bordures orientales du massif (Loire, Rhône, Haute-Loire principalement).
La situation a beaucoup évolué depuis une génération. L’exode rural appartient de plus en plus au passé et l’heure est souvent à l’accueil de « nouveaux habitants » (Cévennes, Limousin). Les transports, même s’il reste beaucoup à faire, se sont nettement améliorés, surtout dans le domaine autoroutier et l’on découvre que le Massif central possède de nombreux atouts jusque-là ignorés : les faibles densités et donc les « grands espaces », un patrimoine de savoir-faire et de produits locaux, un environnement préservé sont autant d’aménités que les habitants du massif ont tout loisir de valoriser auprès d’une société et de consommateurs largement demandeurs. Par ailleurs, les acteurs de la vie économique sont devenus très divers : entreprises et entrepreneurs locaux, depuis la micro-entreprise (y compris agricole ou artisanale) jusqu’aux grandes structures, entreprises multinationales dont la présence fonctionne comme un signal positif pour d’autres investisseurs, État encore bien représenté parfois en association avec des collectivités territoriales. Le monde des petites entreprises, associées quelquefois en réseaux, participe également à l’émergence de nouveaux systèmes productifs, souvent dynamiques, multipliant les initiatives et stimulant l’inventivité des uns ou des autres. Déconsidérés au temps de la grande entreprise et du fordisme triomphant, ces systèmes productifs locaux sont redécouverts et révèlent que le développement peut s’inscrire dans une culture, une histoire, un territoire. Ces nouvelles forces s’observent tant dans l’agriculture que dans l’industrie ou dans d’autres activités tertiaires, par exemple dans le domaine du tourisme rural.

### Agriculture
L’agriculture pèse toujours un poids considérable mais avec guère plus de 100 000 exploitations agricoles. En fait, les fermes traditionnelles, trop petites et peu spécialisées, ont souvent fermé leurs portes et le mouvement est loin de se ralentir dans le haut-Limousin ou les massifs de l’est. Le parcellaire est relativement morcelé avec un remembrement moins intense en altitude. Dans les exploitations restantes – une ou deux par hameau - la spécialisation et l'intensification sont parfois vigoureuses. Selon le CERAMAC, c’est là un premier atout dans la compétition actuelle entre les régions.

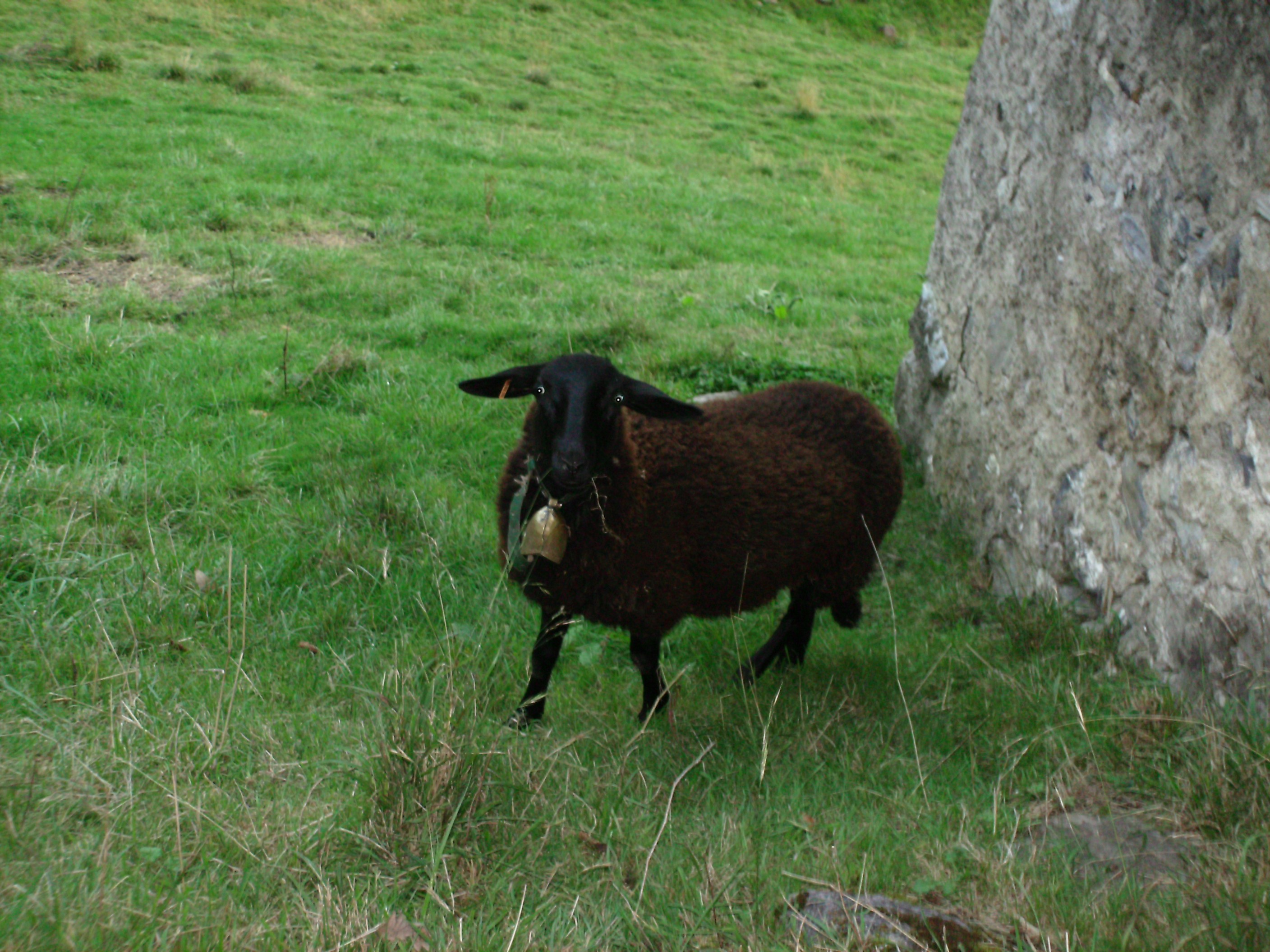
Mouton noir du Velay.

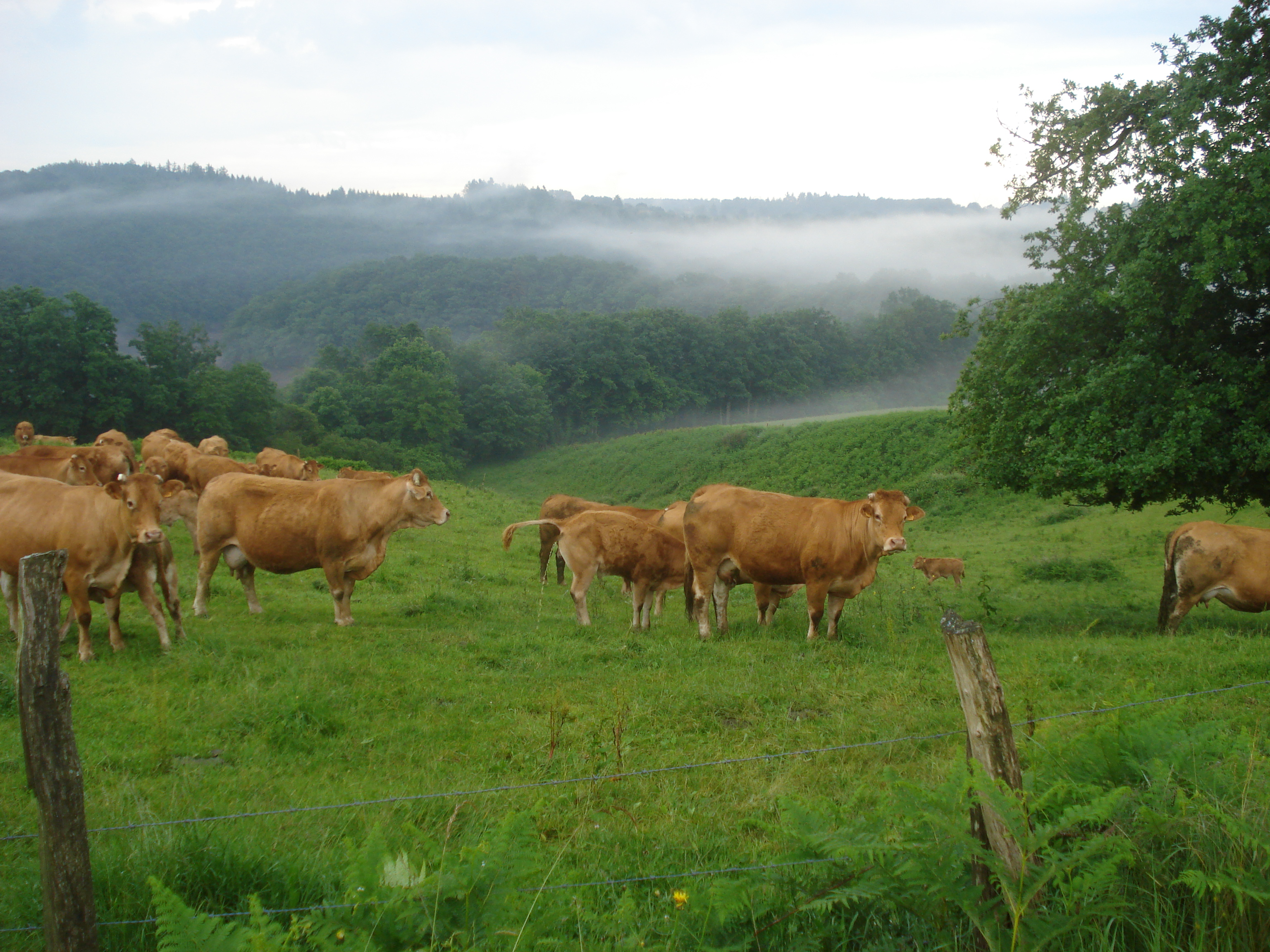
Élevage bovin en Limousin.

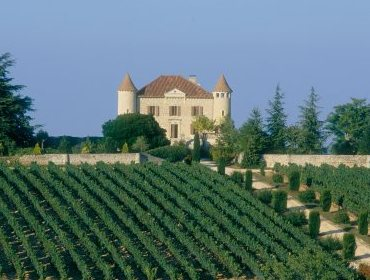
Vignoble de Cahors (château de Chambert).

L'orientation vers l'élevage est nette : les deux tiers des agriculteurs en dépendent et neuf hectares sur dix sont consacrés aux fourrages (cultures temporaires, prairies permanentes ou naturelles). Dans tous les cas, techniques modernes et races sélectionnées ont fait beaucoup progresser les rendements. L'orientation laitière (à peine 20 % des fermes) s'impose lorsque la taille des exploitations apparaît mesurée, quand un débouché commercial vers l'industrie agroalimentaire ou des possibilités de vente directe de produits laitiers transformés existent (fromages fermiers, etc.) ; des bassins laitiers cohérents se dessinent sur les hautes terres de l'est (Velay, monts du Lyonnais), dans la montagne volcanique auvergnate, dans la Châtaigneraie, sur la planèze de Saint-Flour ou dans les Ségalas aveyronnais.
L’original « rayon de Roquefort » dans la partie sud-ouest du massif (environ 100 km autour de Roquefort-sur-Soulzon, Larzac), s’intensifie également mais avec de moins en moins d’éleveurs de brebis laitière. Sur les moyens plateaux, la polyculture céréalière peut se maintenir tout en étant subordonnée à la production animale (maïs ensilé, par exemple). L'élevage pour la viande (vaches allaitantes, ovins et systèmes mixtes) s'impose avec l'agrandissement des fermes. On discerne de solides bassins de production qu'ils soient anciens (aire charolaise du Bourbonnais ou de la plaine de Roanne, aire limousine, foyer ovin des bocages du nord et de l’ouest ou des moyennes montagnes méridionales) ou plus récents (monts du Cantal et Aubrac, Margeride, Livradois-Forez). Enfin, on rappellera que la spécialisation céréalière s'est surtout concentrée dans le bas pays, en particulier sur les bonnes terres de Limagne (blé, maïs de semence, oléagineux, betterave sucrière, tabac). Dans les vallées abritées ou sur les coteaux, parfois envahis par la friche, quelques terroirs viticoles résistent ou renaissent : Saint-Pourçain et coteaux de Limagne, Côte-roannaise, Côtes-du-forez, Beaujolais, pays de Brive, pays d’Entraygues-sur-Truyère et du Fel, bassins de Marcillac, de Millau ou surtout de Cahors, bas-Vivarais.

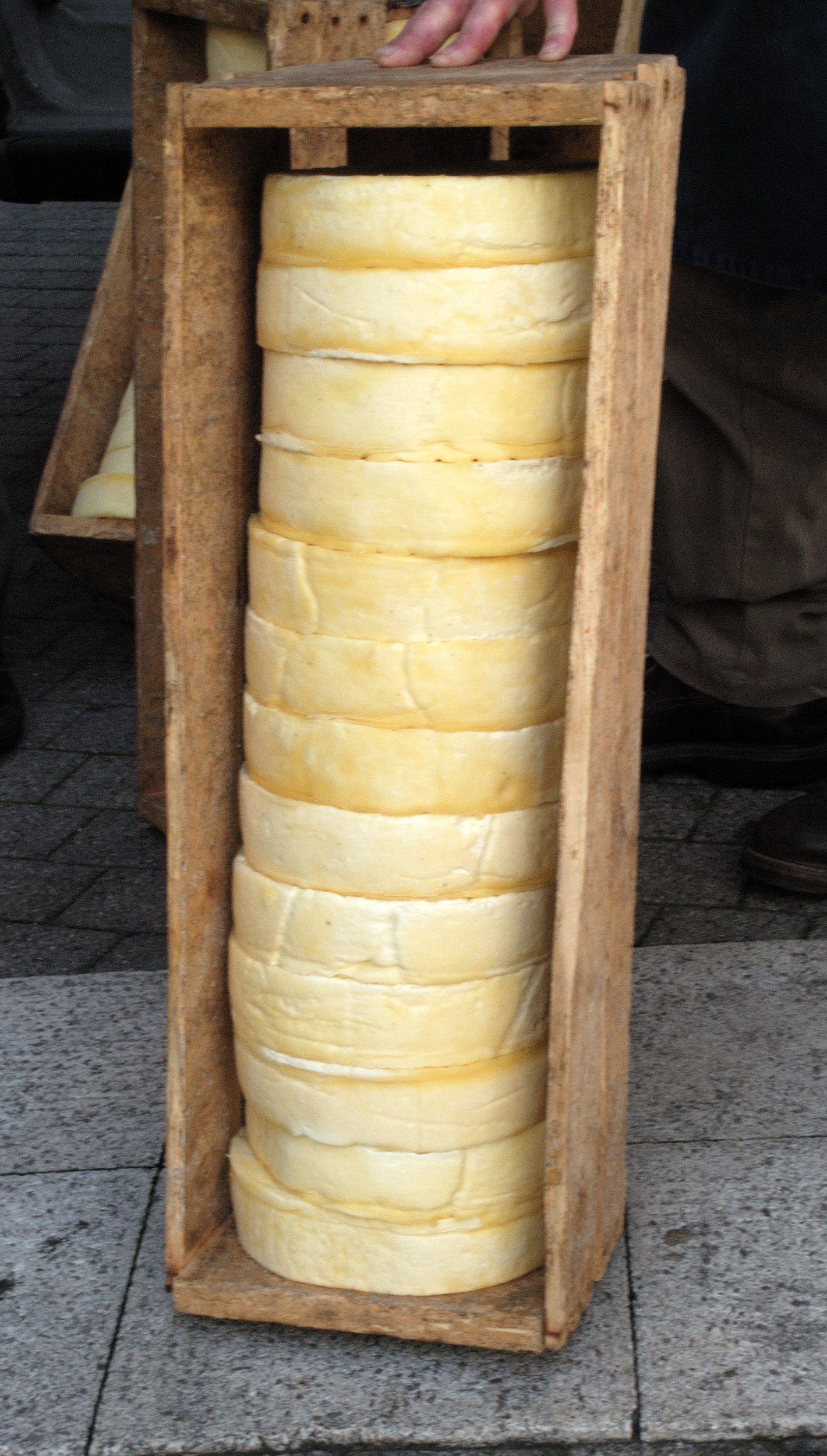
Caisse de saint-nectaire avant l'affinage.

Le bilan reste déconcertant de complexité du fait, d'une part de résultats économiques décevants et, d'autre part, d'une absence d'unité. Les résultats sont donc loin des espérances nées des années 1970 : qu'il s'agisse des revenus, des coûts de production ou des rendements ; la part des compensations publiques et européennes dans le budget des exploitations révèle cette impuissance de hautes terres largement assistées. Le tableau remet en cause les choix opérés jusqu'ici (modèle productiviste) et légitime quelques inquiétudes face aux évolutions de la PAC. Déjà, les quotas laitiers ont entraîné une âpre sélection et la voie de l'extensification peut avoir des conséquences fâcheuses sur les sociétés locales et les paysages. Seul, le choix des productions de qualité offre d'excellentes opportunités mais le Massif central tarde à suivre cette direction, surtout si on le compare aux montagnes de l'Est du pays.
Le tableau actuel doit pourtant tenir compte de nombreuses AOC, notamment treize appellations fromagères dont certaines sont très réputées (roquefort, cantal, saint-nectaire, fourme d'Ambert) sans négliger les productions végétales (lentille verte du Puy, oignon doux des Cévennes, appellations viticoles du Forez, de Cahors ou de Marcillac…) et les marques collectives de produits bénéficiant de la protection d’une IGP (Agneau du Quercy, Le Veau d'Aveyron & du Ségala, Bœuf de Charolles, Veau du Limousin, Porc du Limousin, etc.).
Toujours selon le CERAMAC, malgré une image favorable née d’une certaine préservation de l’environnement, le devenir de l’agriculture du Massif central est plein d’incertitudes et de contrastes, notamment entre des bastions agricoles solides (centre-ouest du Massif central) ou en voie de réorganisation (Cantal, Aubrac, plateaux limousins, Combrailles auvergnates, Margeride…), et des espaces à la dérive, en voie de désagrégation et sans orientations agricoles clairement définies (Livradois, Forez, Montagne limousine, Cévennes). C'est là que la crise et le dépeuplement sont les plus avancés sauf quand des activités non agricoles sont engendrées par des influences urbaines venues de l'extérieur, des plaines rhodaniennes ou méditerranéennes. Dans le cadre d’une activité en proie au doute (incertitudes sur la pérennité des financements européens, crainte d’une libéralisation plus franche des échanges internationaux, crises sanitaires successives, etc.), le Massif central retrouve aujourd’hui de réels atouts dans le cadre d’une « agriculture de territoire » et de qualité, génératrice de valeur ajoutée. Tout l’enjeu des prochaines années est de valoriser au mieux ces avantages comparatifs après d’une clientèle de plus en plus réceptive.

### Industrie
Sur l'ensemble du Massif central, l'emploi industriel, sauf en quelques foyers, demeure modeste et n'a pas connu de croissance significative. La fonction secondaire (bâtiment compris) ne fournit en général qu'une part médiocre de l'emploi : de 1/10 à 1/4 sur l'ensemble des cantons du Massif central, parfois moins. Toutefois, dès lors que l'on comptabilise les entreprises de 1 à 10 salariés, les chiffres atteignent des valeurs plus notables, ce qui témoigne de structures souvent émiettées. Il n'en reste pas moins que ce tissu des PME apparaît encore incertain dans le milieu rural : la moyenne montagne compte peu de ces « districts industriels », souples et innovants, qui assurent - ailleurs - la prospérité des campagnes. Ces cas ne sont pas applicables dans les villes de Thiers et Ambert qui ont un très haut taux d'emplois industriels.

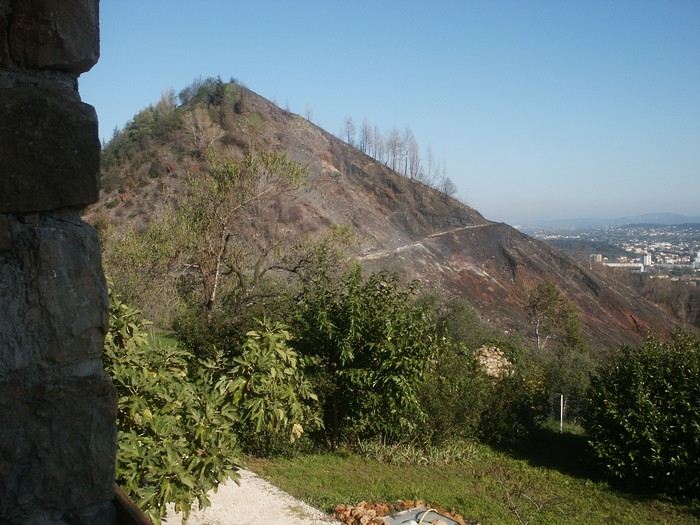
Le crassier (ou terril) de Rochebelle, à Alès, témoin de l'industrie minière.

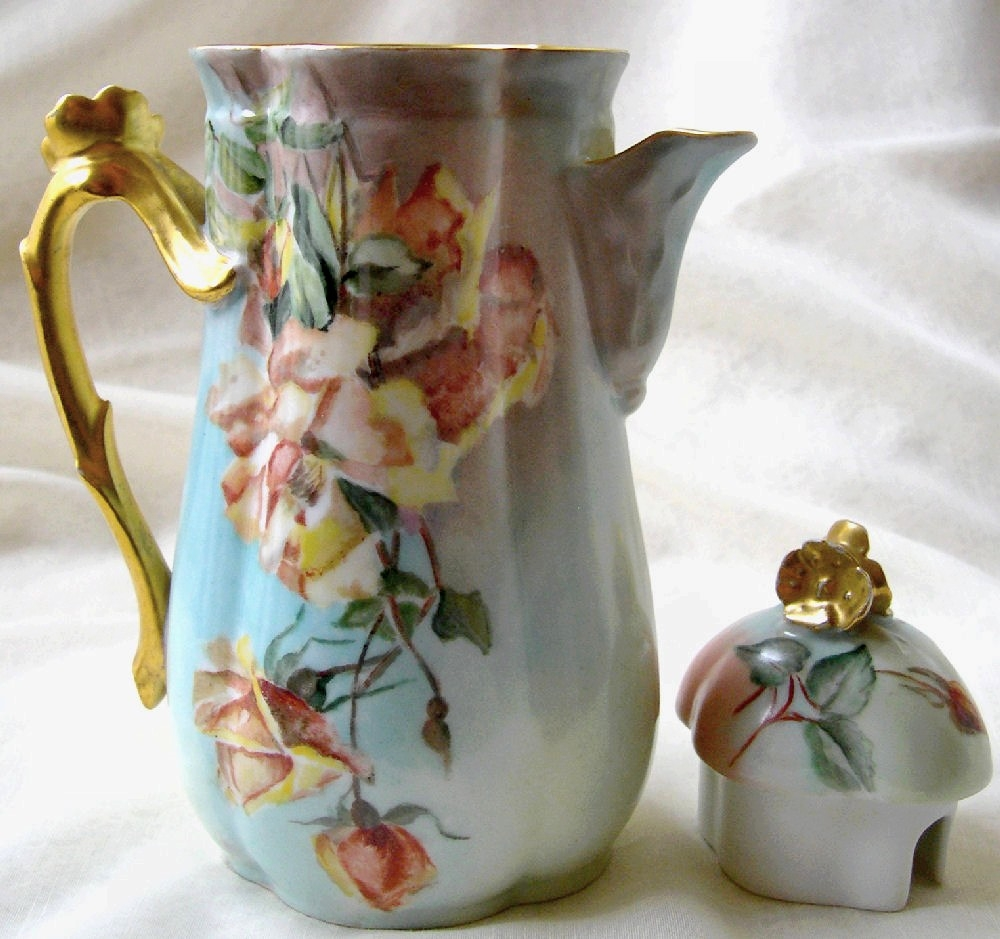
Porcelaine de Limoges.

Certes, des industries très anciennes existent (travail de la laine dans le haut-pays castrais ou en Gévaudan annexé par le négoce languedocien, fabrication de la dentelle en Velay, soierie dans le Pilat, l’Yssingelais et l’arrière-pays lyonnais, cotonnades du Roannais, papeterie des régions d’Ambert et d’Annonay, coutellerie thiernoise ou encore tapisserie d’Aubusson). Mais elles étaient disséminées en petits ateliers, comprenant plus d’artisans travaillant à domicile que d’ouvriers, et elles ont souvent périclité, parfois jusqu’à disparaître, victimes de crises précoces ou de la concurrence des foyers du bas-pays. Impulsées par des initiatives et des capitaux extérieurs, quelques « affaires » se sont surtout développées au XIXe siècle : petite industrie diffuse (textile, mégisserie, métallurgie surtout) principalement dans les campagnes de l'est du Massif central ou sur quelques sites isolés (Millau et Saint-Junien pour la ganterie, faïencerie et porcelaine à Limoges, agroalimentaire comme à Roquefort), mais surtout « pays noirs » périphériques fondés sur les mines de charbon (Saint-Étienne, Blanzy, Messeix et Brassac, Saint-Éloy et l’Aumance, Carmaux et Decazeville, Alès) et la sidérurgie. Jusqu’à la fin du Second Empire, le Massif central est même le premier fournisseur de charbon et de produits métallurgiques en France. L’association de la mine – très éparpillée - et de l’usine restait toutefois inégale : de véritables bassins s’affirment seulement à Saint-Étienne, foyer le plus puissant avec la métallurgie et l’armement, comme à Decazeville, Alès, Montluçon-Commentry ou Thiers et sa coutellerie. Spécialisations et générations industrielles marquent également des villes de Limoges ou Clermont-Ferrand. En revanche, l’implantation des centrales hydroélectriques n’a guère suscité de créations industrielles et le modèle des Alpes du Nord n'est pas applicable au Massif central en dehors de quelques usines d’électrométallurgie comme celles de Saint-Chély-d'Apcher, des Ancizes ou d’Issoire.

Siège de Michelin à Clermont-Ferrand.

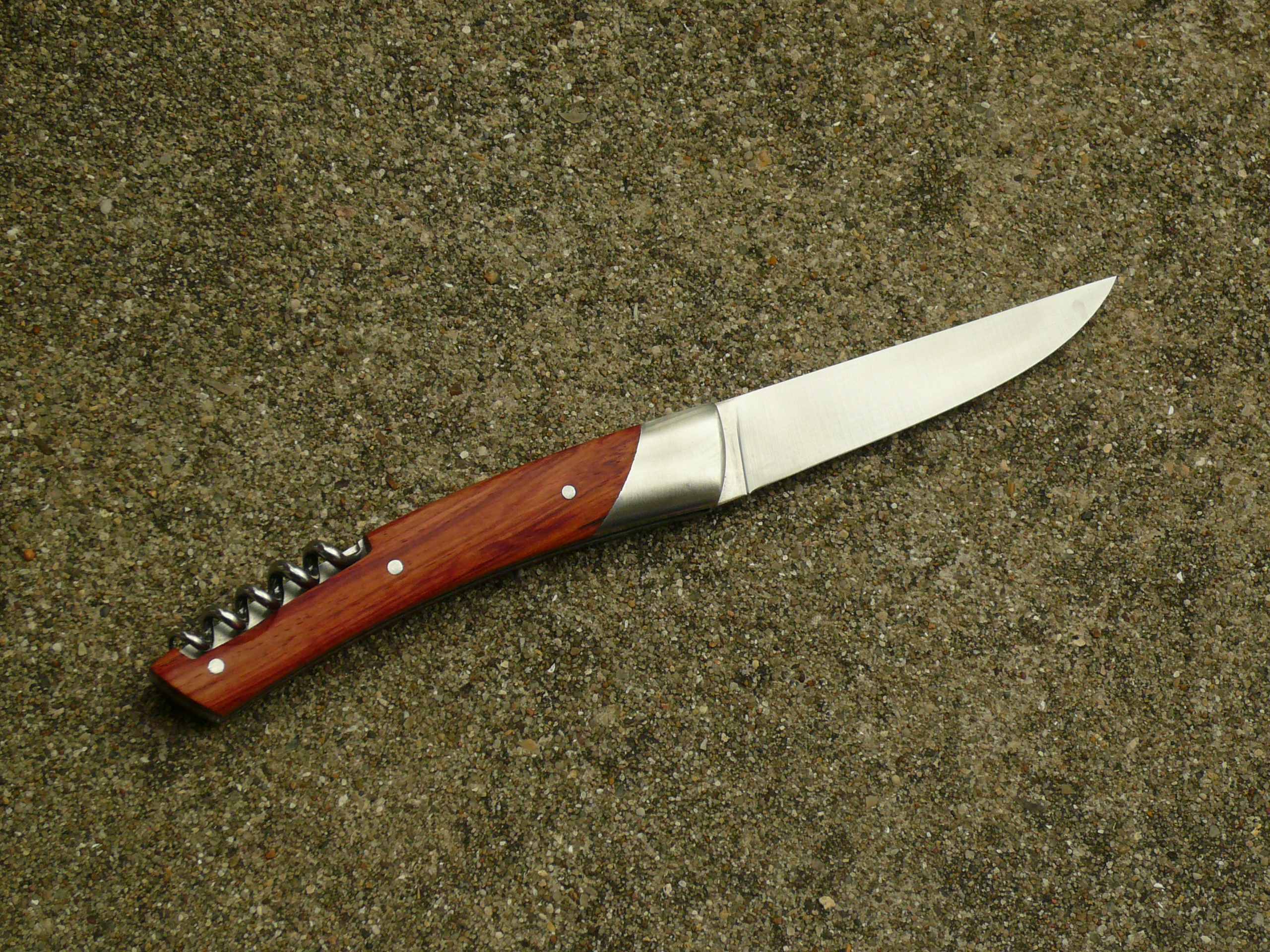
Un couteau Le Thiers fabriqué entièrement à Thiers.

De fait, le tableau actuel de l'industrie rurale est assez facile à résumer avec sa localisation plutôt montagnarde, ses PME, ses branches « classiques » (travail du bois, industrie agroalimentaire, textile, cuir) ou plus renouvelées (métallurgie, pharmacie, plastique). Dans les bas pays ou dans les vallées, l'activité manufacturière se concentre surtout dans les villes. En fait, à la suite d'une histoire commune, certaines cités ou bassins houillers ont bénéficié d'un réel développement mais les crises et les licenciements n’ont pas manqué. Plusieurs ensembles d'importance sont ainsi classés comme pôles de reconversion : bassin de Montluçon, d'Issoire-Brassac, de Saint-Étienne, de Figeac-Decazeville ou de Roanne. La plupart des foyers s’est pourtant maintenue : Val d'Allier - qui court depuis Issoire et Brioude jusqu'à Vichy et reste dominé par l'agglomération clermontoise, bassins de Saint-Étienne et de Roanne, Yssingelais, sillon du Thoré, sites de Thiers, vallée de la Dore, Montluçon-Commentry, Limoges, Rodez, Tulle-Brive. En dehors des régions orientales, la répartition inégale de l'industrialisation répond assez bien à celle de l'urbanisation, mais les structures n'offrent guère d'unité et la géographie reste contrastée.
À l’échelle du massif, quatre grands secteurs d’activité regroupent la moitié des effectifs salariés. Il s’agit des industries agroalimentaires (IAA), avec une dynamique positive dans la période récente, de la métallurgie et de la transformation des métaux grâce à de nombreuses petites unités dispersées et à quelques grosses unités déterminantes pour le massif, tant par le volume d’emplois proposés que par la valeur ajoutée créée. S’ajoute le secteur de la chimie, du caoutchouc et du plastique symbolisé par la firme Michelin, qui procure environ 18 % de l’emploi industriel total du massif. Le textile, cuir, habillement, représente, sur le papier, le quatrième secteur du massif par l’emploi proposé, mais avec une très forte déperdition de main-d’œuvre. Le Massif central offre aujourd’hui un éventail de productions diversifié et finalement assez compétitif comme en témoigne la multiplication des pôles de compétitivité labellisés par l’État.

### Tourisme

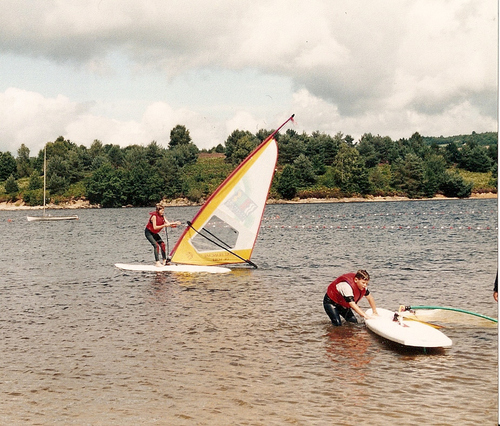
Planche à voile sur le lac de Vassivière.

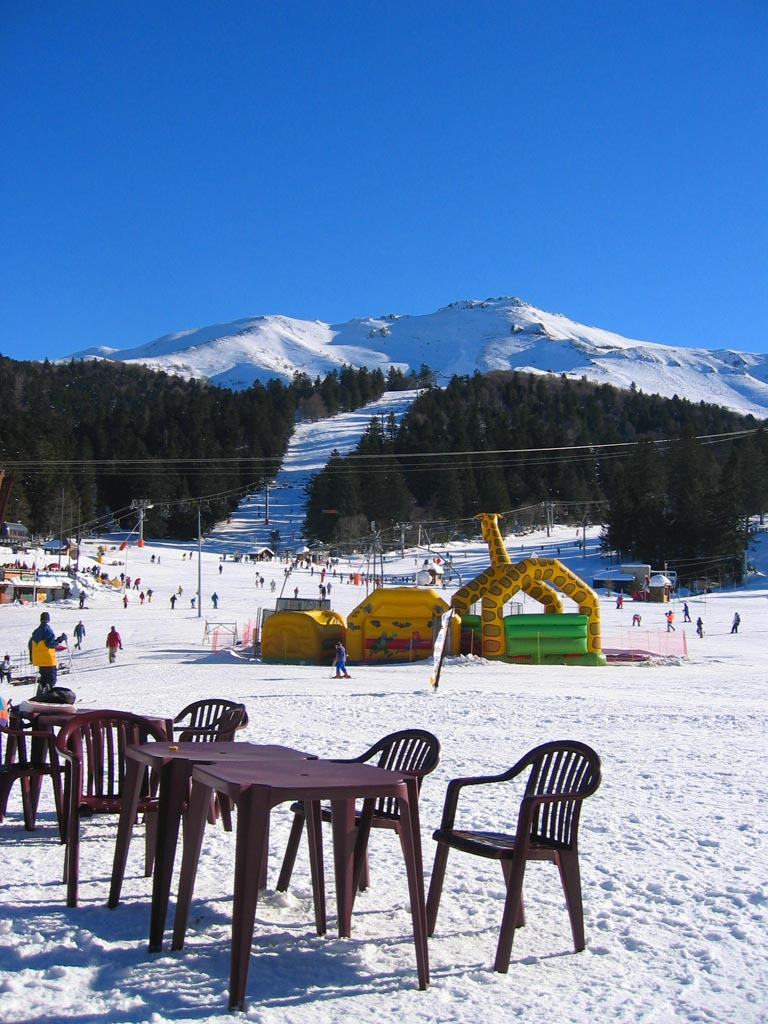
Tourisme hivernal à Super Lioran.

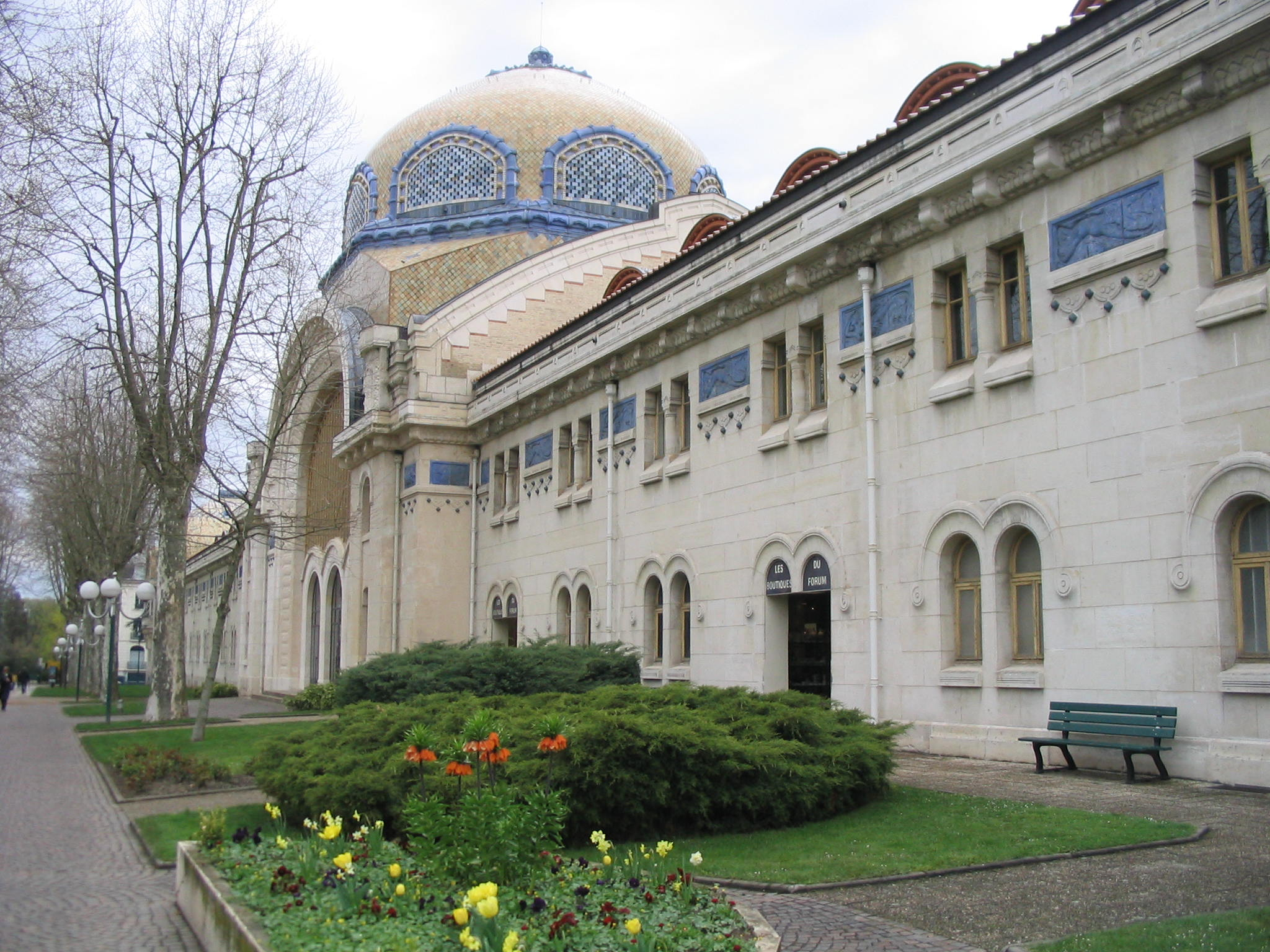
Centre thermal de Vichy.

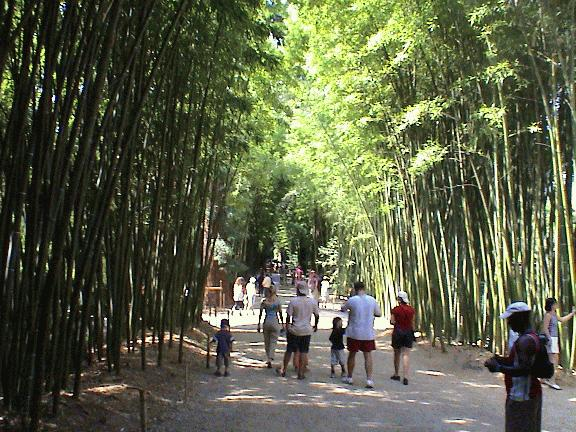
Bambouseraie d'Anduze.

La fonction touristique suscite de nombreux espoirs chez certains acteurs qui espèrent dans ce massif de moyenne montagne un espace à l'image des Alpes ou des Pyrénées. Mais son impact en termes d'emplois est limité, en dehors de quelques espaces spécialisés. La carte du taux de fonction touristique montre ces inégalités : des cantons sont peu concernés (bocages de l'Allier, Limagne, Combrailles et plateaux limousins, ouest aveyronnais et nord lozérien) alors que de rares foyers s'imposent, parfois méconnus (montagne volcanique en Auvergne, lac de Vassivière en Limousin, haut Allier et haute-Ardèche, vallées du Lot et gorges du Tarn, Cévennes et Grands Causses). Il faut y ajouter des espaces de loisirs et de résidences secondaires, en particulier à l'est (Lyonnais, Forez, Velay et Vivarais) profitant du voisinage lyonnais. Enfin, les traditions thermales sont incontestables : l'ancienne région Auvergne détenait le cinquième rang national bien que les stations (Vichy, Le Mont-Dore, La Bourboule, Châtel-Guyon, Royat) s'adaptent très inégalement à la nouvelle donne médicale et ludique. Globalement, la moyenne montagne en tant qu'espace de tourisme souffre d'une faible clientèle potentielle (accès, éloignement) et surtout du manque de moyens ou d'initiatives des ruraux, indifférents ou réticents face à cette activité. Il en résulte encore globalement de faibles capacités d'accueil et des équipements ou hébergements marchands trop peu rénovés en dehors des rares stations de sports d'hiver, la pratique du ski de fond restant moindre que dans le Jura. La fréquentation est donc diffuse et marquée par la dispersion des lieux, des acteurs et des équipements.
La clientèle extérieure au massif est modeste : quelques Parisiens, des vacanciers de l'Ouest ou du Midi, et beaucoup d'« originaires » émigrés revenant au « pays » à la belle saison ; l'aspect ponctuel se retrouve dans la multiplication des résidences secondaires, en particulier autour des grandes agglomérations, dans les « suds » ou dans les secteurs où l'exode a libéré des habitats de caractère.
Les évolutions sont pourtant évidentes, probablement moins du fait des politiques touristiques en elles-mêmes que d'un ensemble d'éléments dynamiques « extérieurs ». Parmi ceux-ci, le désenclavement du massif stimule ainsi l'activité touristique tout en proposant des équipements et ouvrages d'art qui constituent en eux-mêmes de véritables attractions (phénomène du viaduc de Millau). Il s'agit aussi de nouvelles pratiques et de nouveaux besoins liées à l'arrivée de nouvelles populations. De même, la présence de parcs à thèmes et d'espaces de scénovision concourt aujourd'hui à offrir une vision plus moderne du territoire. Le Massif central a également une carte à jouer sur le court séjour ou les loisirs, car la région suscite une découverte active ou contemplative d'un patrimoine, de savoir-faire et de paysages devenus rares. Le tourisme dans le Massif central revêt des visages et des caractères très variés, dépassant largement le stade des clichés habituels du tourisme rural. Territoires de l'arrière-pays méditerranéen, territoires convoités par les étrangers, territoires de grands sites culturels, territoires qui s'ouvrent et dont les moyens de transports – anciens comme nouveaux – constituent en eux-mêmes des facteurs d'attrait touristique, bien loin de la simple image des volcans auvergnats et de la « France profonde ».

### Autres activités tertiaires
Partout ou presque, les statistiques soulignent que les actifs relevant du commerce et des services sont les plus nombreux, les valeurs les plus faibles s’observant dans les vieilles terres agricoles du cœur du massif (monts d’Auvergne, Margeride) ou dans le bastion industriel de l’Yssingelais.
Les emplois tertiaires sont majoritairement urbains, mais les campagnes se sont également « tertiarisées », notamment par le biais du développement des services, avec au passage une part non négligeable d’emplois relevant du secteur touristique. Autre constat statistique : l’Insee nous apprend qu’en 1999, si 109 550 emplois relèvent de l’agriculture dans l’entité Massif central, 102 147 sont fournis par l’éducation, 122 225 par l’administration publique et 186 804 par le secteur de la santé et de l’action sociale. Le secteur financier, avec quelques solides héritages, joue également un rôle, tandis que le commerce mobilise un nombre important d’actifs malgré de profondes restructurations liées à l’installation de la grande distribution dont certaines origines sont parfois locales (groupe Casino de Saint-Étienne).
La nébuleuse tertiaire est donc relativement complexe, avec des limites difficiles à tracer, mais dont les chiffres montrent qu’elle occupe plus de la moitié de la population active. La palette des emplois d'anciennes villes industrielles, quasi mono-fonctionnelles, a donc été profondément modifiée par cette montée du tertiaire. Certes, la fonction commerciale héritée des petites villes-marchés reste partout fondamentale : c'est un trait commun pour les organismes urbains sans grande envergure de la moyenne montagne.
Mais les services jouent désormais un rôle majeur : administrations et équipements scolaires caractérisent bon nombre de villes moyennes, chefs-lieux départementaux en particulier. Enfin, au niveau supérieur de la hiérarchie, à Clermont-Ferrand comme à Limoges ou à Saint-Étienne, l'essor des activités tertiaires a été spectaculaire, s’accompagnant souvent d’importantes opérations d’urbanisme. Direction d'administration, commerces, banques, assurances, services sanitaires et hospitaliers, services éducatifs et de recherche (université, grandes écoles) renforcent aujourd’hui les « métropoles régionales ». Dans les campagnes, les évolutions sont contrastées : l’effacement du commerce traditionnel côtoie l'ouverture de supermarchés. De la même façon, les services enregistrent des évolutions variables : beaucoup se maintiennent, parfois grâce à la mise en place de « maisons des services » soutenues par les collectivités, sans oublier l'essor des services médicaux et paramédicaux : le vieillissement de la population associé à un meilleur encadrement médical que par le passé en sont à l'origine. Il s'agit là d'un des principaux gisements d'emplois.

## Culture

### Politique culturelle
La culture, dans cette zone rurale, est bien moins développée que dans la large ceinture plus urbaine qui entoure le massif. Alors que les produits culturels multimédia sont largement accessibles via internet, le spectacle vivant et les arts picturaux le sont beaucoup moins ; il y a trop peu de structures de diffusion (la distance étant un autre frein). Les artistes sont, à l'image des habitants du massif, globalement peu nombreux.
Toutefois, on observe la présence forte de certaines formes, comme la musique rock soutenue en Auvergne. Certains « pôles » se sont dessinés dans les trois dernières décennies, à l'image d'Aurillac. Abritant le Festival International des Arts de la Rue et son lieu de production, la ville (géographiquement au cœur du Massif central) voit l'apparition d'un pole regroupant l'ensemble des secteurs de la danse (formation, création, diffusion, pratique amateur, scène conventionnée, enseignement supérieur et secondaire, centre de recherche et ressources, 7 compagnies implantées, 2 festivals, etc.) autour du Centre de Danse, du Mouvement et de l'Image et le développement des cultures urbaines.
Le festival Volcadiva a lieu chaque année du 1er au 8 juillet au théâtre du casino de Royat à Chamalières.

### Traditions
Le Massif central est marqué par des traditions musicales fortes et pour certaines encore vivaces, comme celle du violon en Auvergne et Limousin, de la vielle à roue en Bourbonnais ou de la cabrette. Les musiques auvergnate et limousine disposent d'un répertoire de chants, airs et danse varié, collecté tout au long du XXe siècle.

### Langues régionales
Les espaces et régions couvertes par le Massif central sont partagées entre les trois grands ensembles linguistiques de France : la langue d'oïl (français), l'occitan et l'arpitan.
Parmi les dialectes de langue occitane se retrouve le nord-occitan, qui couvre une partie importante du Massif central, du Périgord jusqu'aux monts du Vivarais. Dans le sud du Massif central, d'Aurillac à la montagne Noire, le dialecte occitan utilisé est le languedocien (lui-même appartenant à l'occitan méridional) avec ses parlers constitutifs comme l'aurillacois ou le rouergat.
La langue d'oïl, et plus particulièrement le bourbonnais, est aussi présente à l'extrême nord de la zone en question, dès le nord de la Montagne bourbonnaise,,. Le Morvan parle également un parler d'oïl avec le bourguignon-morvandiau,.
Entre les deux ensembles que sont l'occitan et le français se situe le Croissant, zone de transition linguistique entre ces deux langues. Cette zone s'étend de l'Est de la Charente jusqu'à l'Allier en passant au nord du Limousin.
Le versant oriental, autour du département de la Loire et les monts du Lyonnais, est quant à lui du domaine du francoprovençal.

### Mythologies et légendes régionales
- Bête du Gévaudan